# Le Touquet-Paris-Plage
Pour les articles homonymes, voir Touquet (homonymie).
Vous lisez un « article de qualité » labellisé en 2012.
« Le Touquet » redirige ici. Pour le hameau belge, voir Le Touquet.
Le Touquet-Paris-Plage, couramment appelée Paris-Plage jusqu'au milieu du XXe siècle puis Le Touquet, est une commune française située dans le département du Pas-de-Calais en région Hauts-de-France dans la région naturelle du Marquenterre.
Située sur la Côte d'Opale, au sud de Boulogne-sur-Mer, au bord de la Manche et à l'embouchure de la Canche, cette station balnéaire de 4 223 habitants accueille jusqu'à 250 000 personnes l'été. Surnommée « Arcachon du Nord », « Jardin de la Manche », « Perle de la Côte d'Opale », « Paradis des sports » ou « Station des quatre saisons », elle bénéficie d'une très vaste forêt, d'un important patrimoine architectural de style anglo-normand et de vingt-et-un bâtiments protégés au titre des monuments historiques qui en font la station balnéaire française la plus titrée.
La station doit son nom de Paris-Plage en 1882 à Hippolyte de Villemessant, directeur-refondateur du quotidien Le Figaro, puis sa fondation et son développement à deux hommes : le Français Alphonse Daloz et le Britannique John Whitley. Elle est érigée en commune Le Touquet-Paris-Plage le 28 mars 1912 à partir de la commune de Cucq.

## Géographie

### Localisation

La commune du Touquet-Paris-Plage est située sur la Côte d'Opale.

Le Touquet est le nom géographique de la pointe située à l'embouchure de la Canche, rive gauche, sur la côte du Pas-de-Calais, à 23 km au sud de Boulogne-sur-Mer.
Le Touquet-Paris-Plage est à 49 km d'Abbeville, à 88 km d'Arras, préfecture du département, et à 105 km de Lille, chef-lieu régional, à vol d'oiseau.
La commune est située sur la Côte d'Opale, qualificatif dû à la couleur donnée par les reflets irisés du soleil couchant sur la mer. C'est Édouard Lévêque, peintre, écrivain, botaniste et membre de la société académique du Touquet-Paris-Plage, qui est à l'origine de cette appellation en 1911.
Le territoire de la commune est limitrophe de ceux de deux communes.
Les communes limitrophes sont Cucq et Étaples.

### Géologie et relief
Le territoire communal se compose d'un cordon dunaire, avec des reliefs très découpés montant à 36 mètres, et d'une zone arrière-littorale composée de dépressions interdunaires, avec une présence de l'eau sous forme d'étang à 4 m d'altitude au niveau de Mayvillage, de petites plaines (« la plaine verte » au sud-est, « le paradis aux lièvres » au sud, « la plaine Lolotte », « la plaine aux Pipes », « la plaine au blé »« la plaine au vin », « la plaine en de-Ci », « la plaine du nœud Vincent », « la plaine Bornonville » autour du golf, lui aussi relativement plat), « la plaine du nœud de Cucq » « le paradis Thérèse », « le paradis Suzanne » et de petites dunes (« le gouffre » au sud-est ; « le croc des Aiglons » à 35 m et « le croc de Bellevue » à 36,2 m à l'est ; « le croc à Marie » à 16,3 m au sud-ouest ; « la dune au Loup » à 26,2 m et « la dune Sanguet », au nord-est, du nom de Joseph-Louis Sanguet, à 24,6 m).

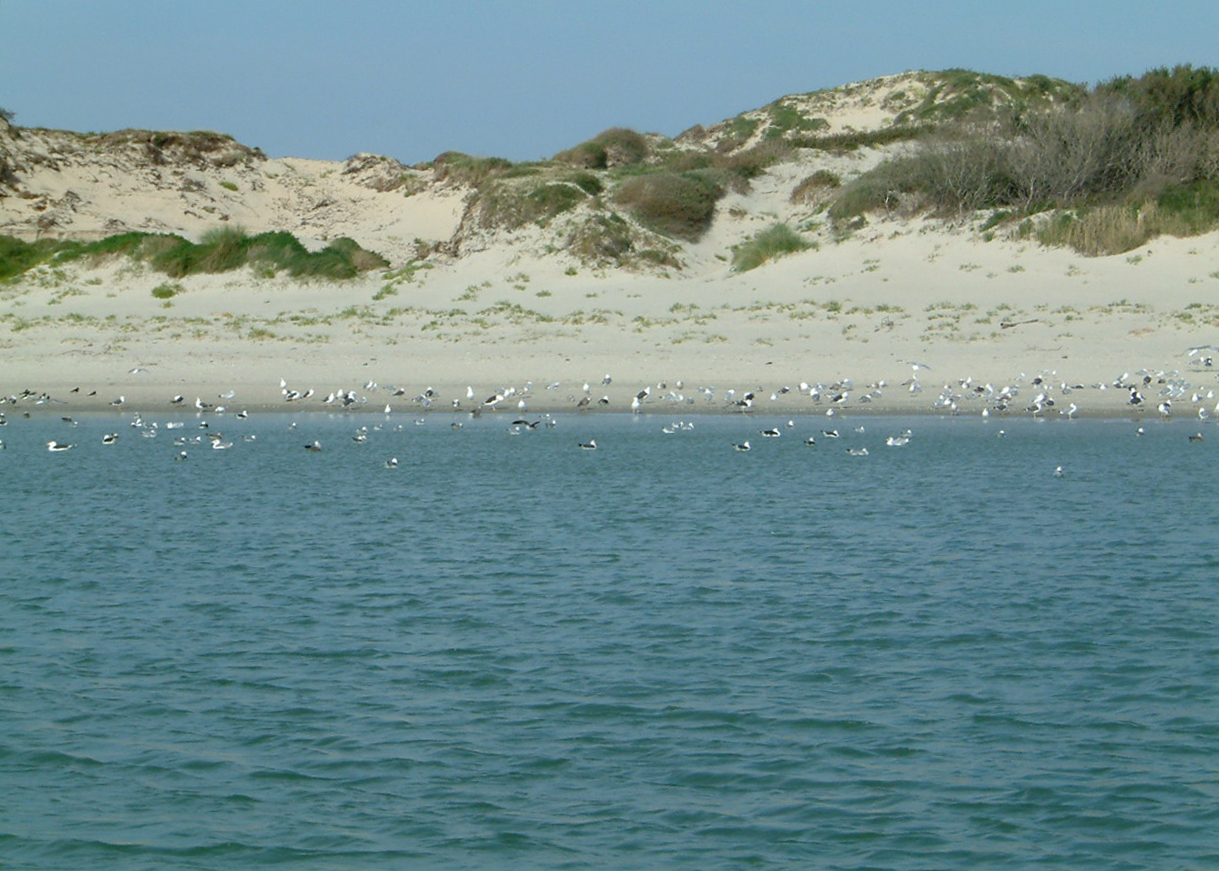
Dunes au nord du Touquet-Paris-Plage.
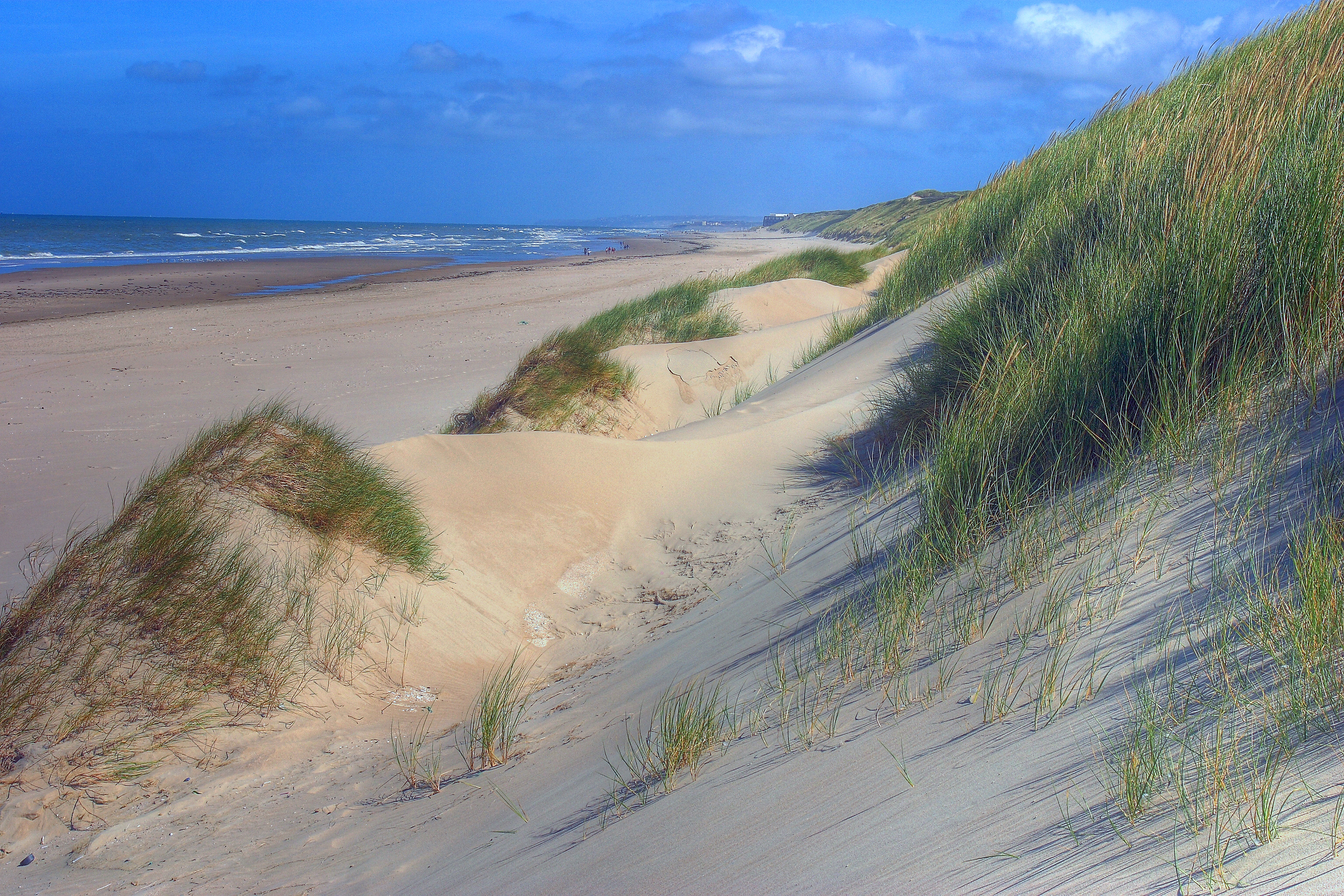
Dunes au sud du Touquet-Paris-Plage.
Le Touquet-Paris-Plage à l'ouest du bassin de la Canche.
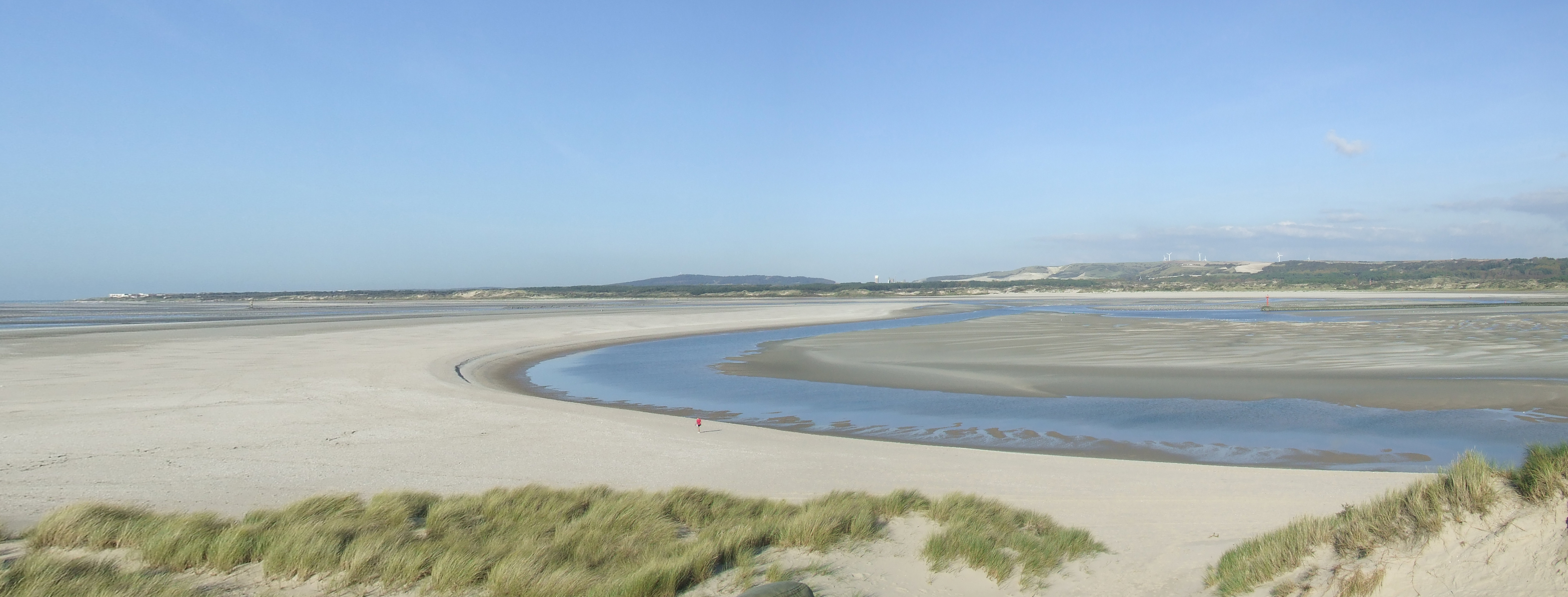
Estuaire de la Canche.

L'aéroport et l'hippodrome se trouvent sur une langue plate située autour de 4-5 mètres d'altitude, le long de l'embouchure de la Canche. Cette embouchure présente un relief très léger ; le lit mineur du fleuve serpente dans son lit majeur, et se heurte au banc de sable du Pilori juste au nord de la pointe du Touquet. À l'horizon 2050, un risque de submersion marine existe le long de cette embouchure.
Le sol superficiel est composé de sable fin ou de terre végétale. De par leur situation littorale, les terrains ont connu des apports récents de l'Holocène. Dessous, la roche date du Crétacé supérieur ; ce socle est commun avec l'Angleterre, le pas de Calais étant récent à l'échelle des temps géologiques.
Le risque sismique est « très faible » sur l'ensemble du territoire communal (zone 1 sur 5 du zonage mis en place en mai 2011), la majorité des communes du Pas-de-Calais étant en À « faible » (zone 2 sur 5).

### Hydrographie

#### Réseau hydrographique
La commune est située dans le bassin Artois-Picardie. Elle est drainée par un cours d'eau au toponyme hydrographique inconnu,,.

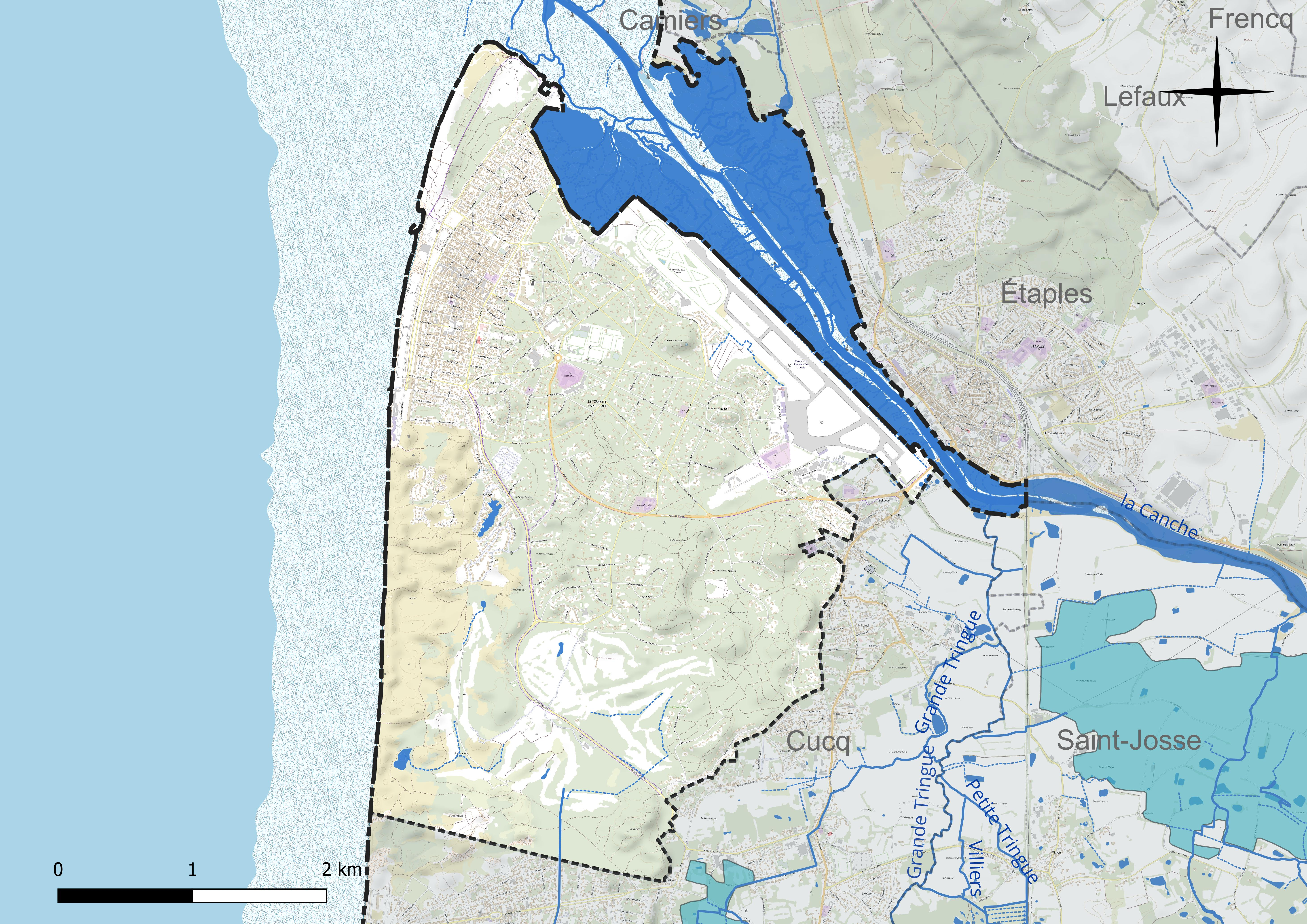
Réseau hydrographique du Touquet-Paris-Plage.

#### Gestion et qualité des eaux
Le territoire communal est couvert par le schéma d'aménagement et de gestion des eaux (SAGE) « Canche ». Ce document de planification concerne un territoire de 1 391 km2 de superficie, délimité par le bassin versant de la Canche. Le périmètre a été arrêté le 26 février 1999 et le SAGE proprement dit a été approuvé le 3 octobre 2011, puis modifié le 4 juillet 2014. La structure porteuse de l'élaboration et de la mise en œuvre est le syndicat mixte Canche et Authie (Symcéa).
La qualité des cours d'eau peut être consultée sur un site dédié géré par les agences de l'eau et l'Agence française pour la biodiversité.

### Climat
Pour des articles plus généraux, voir Climat des Hauts-de-France et Climat du Nord-Pas-de-Calais.
En 2010, le climat de la commune est de type climat océanique franc, selon une étude du CNRS s'appuyant sur une série de données couvrant la période 1971-2000. En 2020, Météo-France publie une typologie des climats de la France métropolitaine dans laquelle la commune est exposée à un climat océanique. Elle est dans la région climatique Côtes de la Manche orientale, caractérisée par un faible ensoleillement (1 550 h/an) ; forte humidité de l'air (plus de 20 h/jour avec humidité relative supérieure à 80 % en hiver), vents forts fréquents.
Pour la période 1971-2000, la température annuelle moyenne est de 10,7 °C, avec une amplitude thermique annuelle de 12,7 °C. Le cumul annuel moyen de précipitations est de 828 mm, avec 12,5 jours de précipitations en janvier et 8 jours en juillet.
Pour l'avenir, les paramètres climatiques de la commune estimés pour 2050 selon différents scénarios d'émission de gaz à effet de serre sont consultables sur un site dédié publié par Météo-France en novembre 2022.
| Mois                                             | jan.          | fév.          | mars         | avril        | mai          | juin         | jui.         | août         | sep.         | oct.         | nov.         | déc.          | année      |
| ------------------------------------------------ | ------------- | ------------- | ------------ | ------------ | ------------ | ------------ | ------------ | ------------ | ------------ | ------------ | ------------ | ------------- | ---------- |
| Température minimale moyenne (°C)                | 2,6           | 2,4           | 4            | 5,6          | 8,7          | 11,6         | 13,8         | 14           | 11,6         | 9            | 5,6          | 3,1           | 7,7        |
| Température moyenne (°C)                         | 5,1           | 5,3           | 7,5          | 9,9          | 13           | 15,6         | 17,6         | 18           | 15,6         | 12,4         | 8,4          | 5,7           | 11,2       |
| Température maximale moyenne (°C)                | 7,6           | 8,2           | 10,9         | 14,1         | 17,2         | 19,7         | 21,4         | 21,9         | 19,5         | 15,8         | 11,3         | 8,2           | 14,7       |
| Record de froid (°C) date du record              | −19,1 08.1985 | −18,2 21.1956 | −8,9 03.1965 | −4,5 09.1968 | −2,2 03.1981 | −0,4 01.1975 | 4 01.1951    | 3,9 01.1976  | 1,8 23.1979  | −3,8 28.2003 | −8,6 15.1983 | −11,6 29.1996 | −19,1 1985 |
| Record de chaleur (°C) date du record            | 16,7 01.2022  | 19,3 24.2021  | 23,2 31.2021 | 25,5 22.2011 | 31,4 27.2005 | 34,6 21.2017 | 39,9 19.2022 | 36,4 11.2003 | 32,8 10.2023 | 27,1 01.2011 | 19,8 07.2015 | 16,4 31.2022  | 39,9 2022  |
| Ensoleillement (h)                               | 61,8          | 78,4          | 132,8        | 189,6        | 209,8        | 220,4        | 225,1        | 205,1        | 161,2        | 110,6        | 62,7         | 52,5          | 1 710      |
| Précipitations (mm)                              | 76,8          | 61,7          | 54,2         | 50,2         | 59           | 55,9         | 58,8         | 73           | 76,8         | 101,3        | 114,2        | 106,9         | 888,8      |
| dont nombre de jours avec précipitations ≥ 1 mm  | 13,1          | 10,8          | 10,1         | 9            | 9,5          | 8,9          | 8,2          | 10,1         | 10,4         | 13,1         | 14,4         | 14,6          | 132,2      |
| dont nombre de jours avec précipitations ≥ 5 mm  | 5,4           | 4,2           | 4,1          | 3,6          | 4,2          | 4            | 3,4          | 4,6          | 4,8          | 6,6          | 7,8          | 7,3           | 60,1       |
| dont nombre de jours avec précipitations ≥ 10 mm | 2,1           | 1,4           | 1,5          | 1,1          | 1,6          | 1,9          | 1,9          | 2,5          | 2,3          | 3,3          | 4,2          | 3,8           | 27,5       |

### Paysages
La commune s'inscrit dans le « paysage des dunes et estuaires d'Opale » tel que défini dans l'atlas des paysages de la région Nord-Pas-de-Calais, conçu par la direction régionale de l'Environnement, de l'Aménagement et du Logement (DREAL),.
Ce paysage, qui concerne 23 communes, s'étend le long de la côte sur environ 30 kilomètres, de la baie d'Authie à Équihen-Plage, et sur deux à quatre kilomètres de large. Les paysages des dunes et des estuaires cèdent la place aux abrupts des falaises, au niveau d'Equihen-Plage. Les dunes littorales se sont constituées récemment, depuis le Moyen Âge, et ont envahi le relief intérieur en constituant des dunes plaquées sur les falaises fossiles, spécificité locale. Les résurgences de sources au pied de ces falaises proviennent de la nappe de la craie et sont à l'origine de nombreux ruisseaux et zones humides dans les Bas-Champs, surtout visibles entre Étaples et Rang-du-Fliers.
Ce paysage des dunes et estuaires d'Opale est constitué : d'un peu plus de 40 % de dunes et de plages, dont 28% d'espaces dunaires, dont certains sont boisés comme à Hardelot-Plage et au Touquet-Paris-Plage ; de 22 et 25% au niveau de la baie d'Authie et des Bas Champs, Bas Champs majoritairement en prairies ; de 20% par les communes et d'un peu plus de 5% par les cours d'eau et les marais arrière-littoraux, entre Merlimont et Rang-du-Fliers, comme le marais de Balançon défini réseau Natura 2000.

### Milieux naturels et biodiversité

#### La plage
La commune bénéficie d'une très large ouverture sur la Manche : la plage part de l'embouchure de la Canche au nord vers Berck au sud. C'est une longue plage, bordée de dunes, de plus de douze kilomètres d'un sable très fin, sur laquelle se sont développées depuis un siècle les activités du char à voile. Compte tenu de son orientation ouest, le soleil couchant offre de magnifiques étendues de lumière rougeoyante sur plusieurs kilomètres.
Ces vastes espaces ont permis le développement de sports nautiques, en particulier le char à voile et le kitesurf. Créé en 1985, le parc d'attractions aquatiques Aqualud a accueilli 200 000 visiteurs en 2006, avant d'être racheté en 2007 et agrandi à 8 000 m2. L'Aqualud ferme ses portes en 2019 et le projet est de le remplacer par un complexe hôtelier comportant une nouvelle piscine accessible au public.

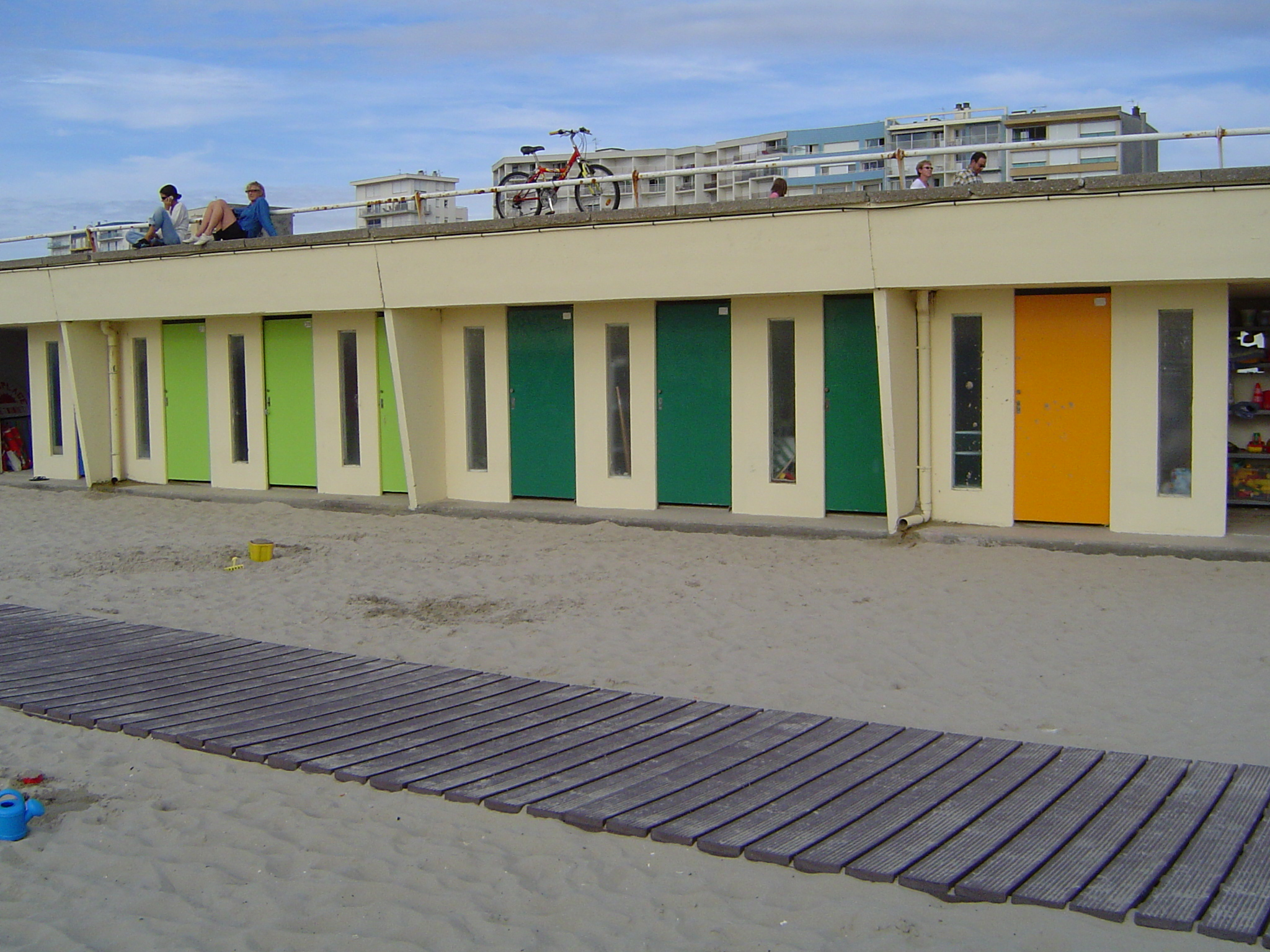
Une série de cabines de plage.
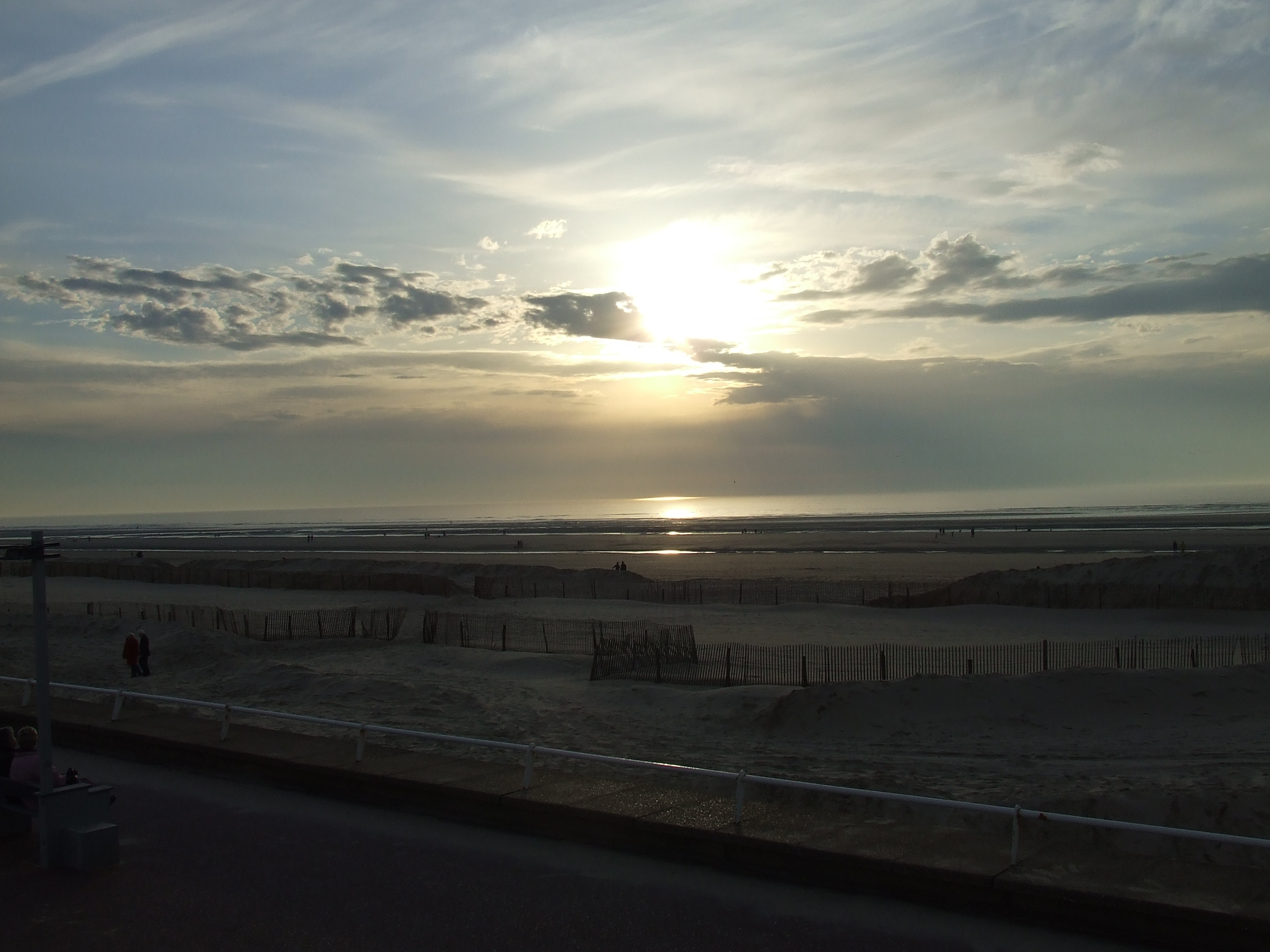
Soleil couchant sur la plage en hiver.
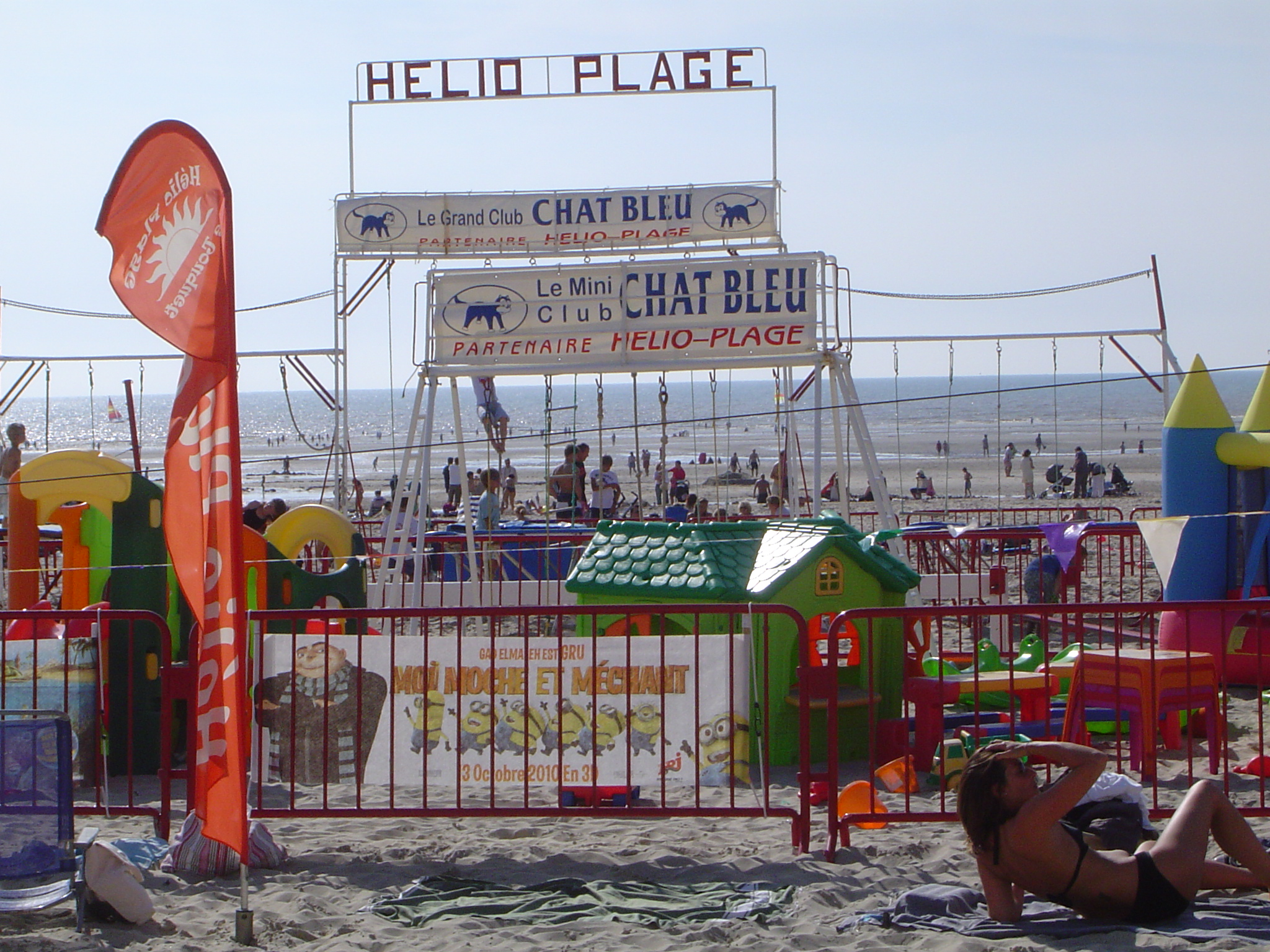
Un club de plage.
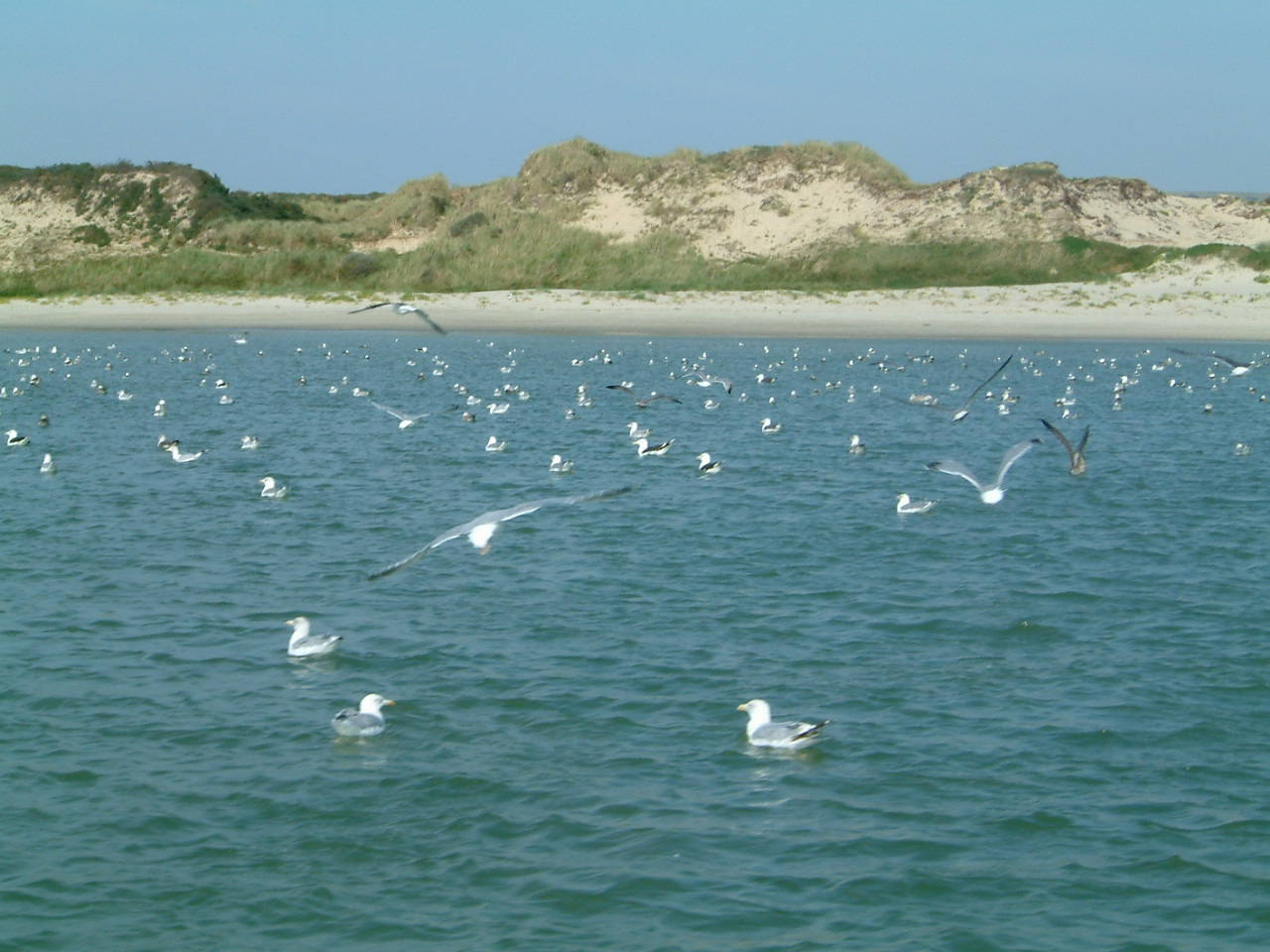
Dunes au sud de la plage.

#### Le site classé de la «pointe du Touquet»

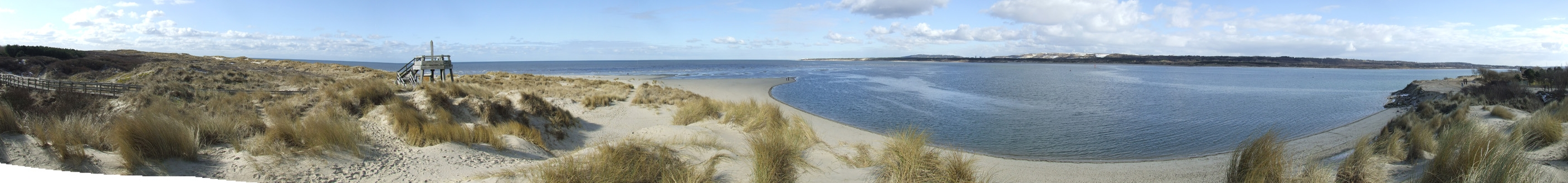
Panorama côté estuaire de la Canche.

Depuis le 27 novembre 2001, le site de la pointe du Touquet est classé parmi les sites naturels classés du département du Pas-de-Calais.
Compte tenu de « l'aspect décevant des dernières réalisations en front de mer, tant dans leur conception que dans leur exécution », selon les termes du rapport de 1999 de la commission de classement du site naturel de la pointe du Touquet, ce site est classé pour arrêter l'urbanisation grandissante, le projet de création d'un port de plaisance accompagné d'un programme immobilier. Ce classement vient compléter le dispositif de protection déjà mis en place autour de l'estuaire de la Canche : réserve naturelle nationale de la baie de Canche et ZNIEFF de type 1 sur la rive nord, aires de mise en valeur de l'architecture et du patrimoine (anciennes zones de protection du patrimoine architectural, urbain et paysager) à Étaples et au Touquet-Paris-Plage, et zones Natura 2000 sur tout le littoral local. Le parc naturel marin des estuaires picards et de la mer d'Opale englobe le littoral communal.
Sur ce site, bien avant son classement, en 1963, avait été construit la route en corniche. Elle a accueilli une épreuve du rallye automobile du Touquet-Paris-Plage pendant plusieurs années. En 2009, elle est devenue exclusivement réservée aux piétons et aux cyclistes.

#### Espace protégé et géré
La protection réglementaire est le mode d'intervention le plus fort pour préserver des espaces naturels remarquables et leur biodiversité associée.
Dans ce cadre, on trouve sur le territoire de la commune un terrain acquis par le Conservatoire du littoral : les dunes De Mayville, d'une superficie de 81,237 hectares

#### Zones naturelles d'intérêt écologique, faunistique et floristique
L'inventaire des zones naturelles d'intérêt écologique, faunistique et floristique (ZNIEFF) a pour objectif de réaliser une couverture des zones les plus intéressantes sur le plan écologique, essentiellement dans la perspective d'améliorer la connaissance du patrimoine naturel national et de fournir aux différents décideurs un outil d'aide à la prise en compte de l'environnement dans l'aménagement du territoire.
Le territoire communal comprend quatre ZNIEFF de type 1 :
- les « dunes de Camiers et la baie de Canche », d'une superficie de 2 706 hectares et d'une altitude variant de 0  à   113 mètres[18] ;
- les « dunes de Mayville », d'une superficie de 744 hectares et d'une altitude variant de 0  à   39 mètres[22] ;
- les « prairies péri-urbaines de Cucq », d'une superficie de 181 hectares et d'une altitude variant de 3  à   9 mètres[23] ;
- la « forêt du Touquet », d'une superficie de 210 hectares et d'une altitude variant de 8  à   36 mètres[24].

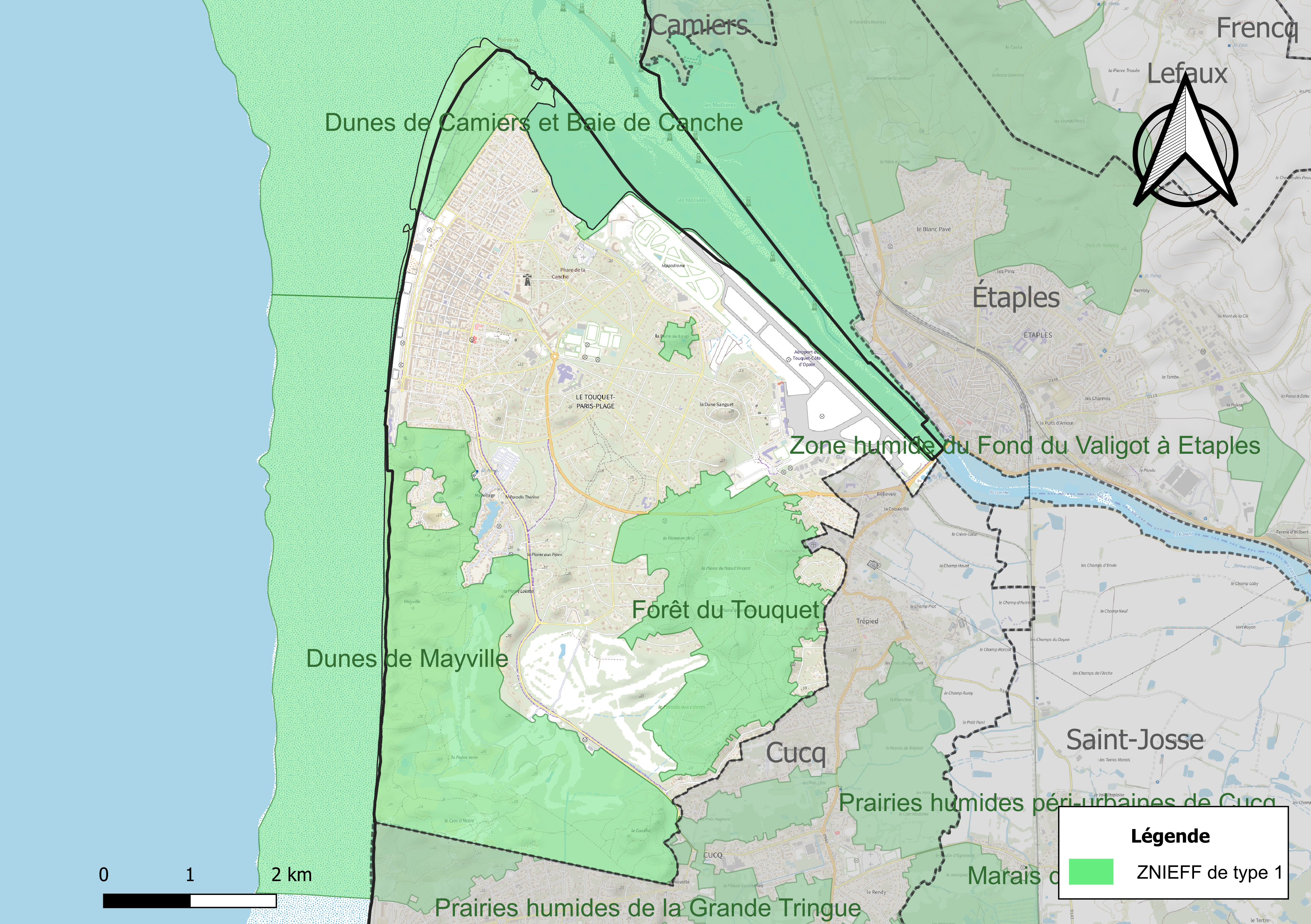
Carte des ZNIEFF sur la commune.

#### Patrimoine géologique
Le site de l'« estuaire de la Canche » est situé sur les territoires d'une dizaine de communes dont Le Touquet-Paris-Plage. Il est inscrit à l'inventaire national du patrimoine géologique. C'est un site Natura 2000 de type A défini en zone de protection spéciale.

#### Sites Natura 2000
Le réseau Natura 2000 est un réseau écologique européen de sites naturels d'intérêt écologique élaboré à partir des Directives « Habitats » et « Oiseaux ». Ce réseau est constitué de Zones spéciales de conservation (ZSC) et de Zones de protection spéciale (ZPS). Dans les zones de ce réseau, les États Membres s'engagent à maintenir dans un état de conservation favorable les types d'habitats et d'espèces concernés, par le biais de mesures réglementaires, administratives ou contractuelles.
Au Touquet-Paris-Plage, deux site Natura 2000 de type B sont définis en site d'importance communautaire (SIC) : 
- les « dunes et marais arrière-littoraux de la plaine maritime picarde »[28] ;
- la « baie de la Canche et le couloir des trois estuaires », d'une superficie de 333,06 km2 et d'une altitude variant de −23  à   0 mètres. Ce site se délimite à partir du trait de côte, s'étend jusqu'à la limite des trois milles nautiques, limité au sud par le phare d'Ault et au nord par le village de Sainte-Cécile, sur le territoire de la commune de Camiers[29].

#### Espèces faunistiques et floristiques recensées
Le site de l'Inventaire national du patrimoine naturel (INPN) recense 1 193 espèces faunistiques et floristiques sur le territoire de la commune dont 221 protégées et 110 menacées.

## Urbanisme

### Typologie
Au 1er janvier 2024, Le Touquet-Paris-Plage est catégorisée ceinture urbaine, selon la nouvelle grille communale de densité à sept niveaux définie par l'Insee en 2022.
Elle appartient à l'unité urbaine de Berck, une agglomération intra-départementale regroupant sept  communes, dont elle est une commune de la banlieue,,. Par ailleurs la commune fait partie de l'aire d'attraction d'Étaples - Le Touquet-Paris-Plage, dont elle est une commune du pôle principal,. Cette aire, qui regroupe 21 communes, est catégorisée dans les aires de moins de 50 000 habitants,.
La commune, bordée par la Manche, est également une commune littorale au sens de la loi du 3 janvier 1986, dite loi littoral. Des dispositions spécifiques d'urbanisme s'y appliquent dès lors afin de préserver les espaces naturels, les sites, les paysages et l'équilibre écologique du littoral, tel le principe d'inconstructibilité, en dehors des espaces urbanisés, sur la bande littorale des 100 mètres, ou plus si le plan local d'urbanisme le prévoit.

### Occupation des sols
L'occupation des sols de la commune, telle qu'elle ressort de la base de données européenne d'occupation biophysique des sols Corine Land Cover (CLC), est marquée par l'importance des territoires artificialisés (69,5 % en 2018), en augmentation par rapport à 1990 (33,6 %). La répartition détaillée en 2018 est la suivante : 
zones urbanisées (51,6 %), forêts (14 %), milieux à végétation arbustive et/ou herbacée (12,1 %), espaces verts artificialisés, non agricoles (9,4 %), zones industrielles ou commerciales et réseaux de communication (8,5 %), espaces ouverts, sans ou avec peu de végétation (2,5 %), zones humides côtières (1,9 %). L'évolution de l'occupation des sols de la commune et de ses infrastructures peut être observée sur les différentes représentations cartographiques du territoire : la carte de Cassini (XVIIIe siècle), la carte d'état-major (1820-1866) et les cartes ou photos aériennes de l'IGN pour la période actuelle (1950 à aujourd'hui).

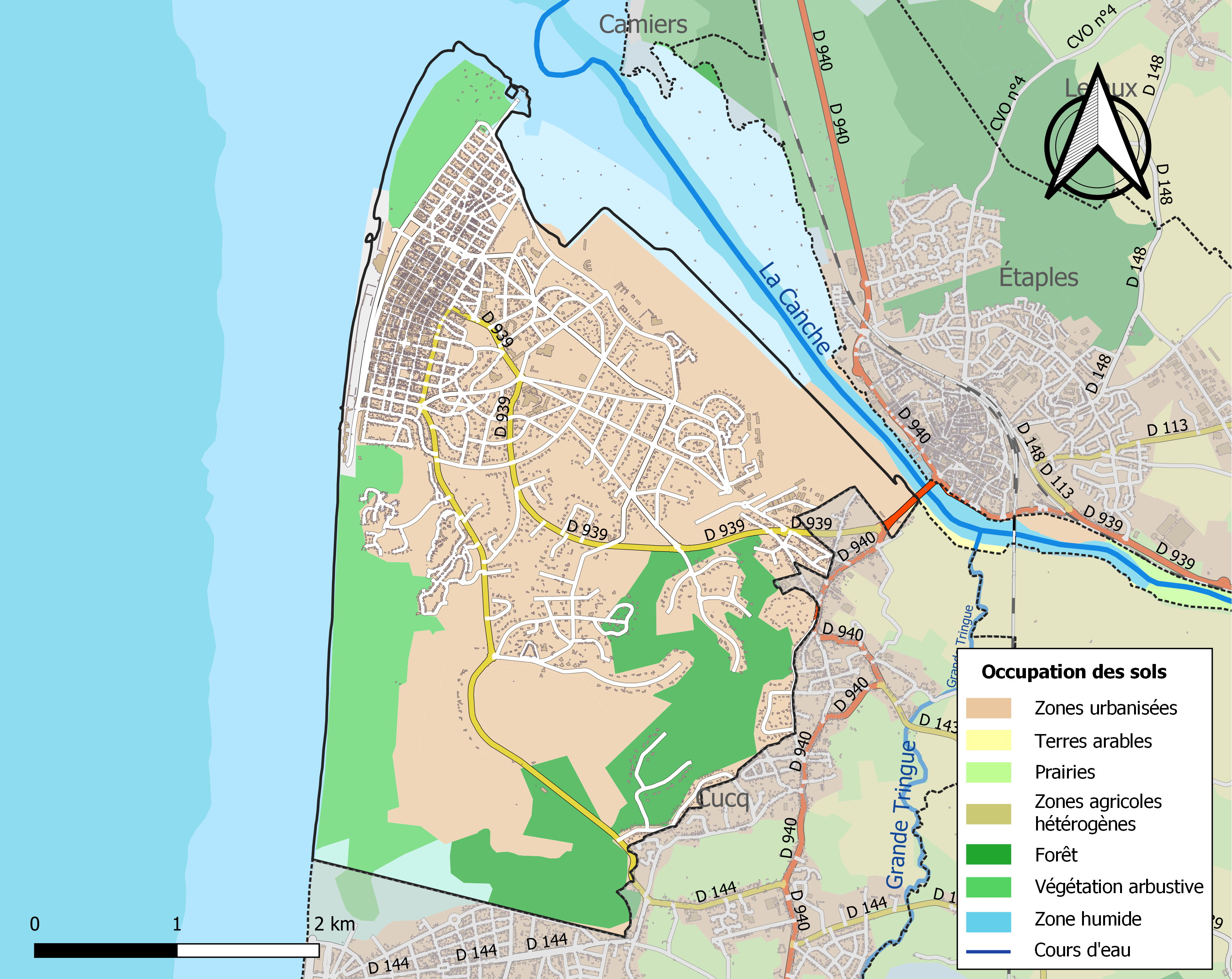
Carte des infrastructures et de l'occupation des sols de la commune en 2018 (CLC).

### Morphologie urbaine

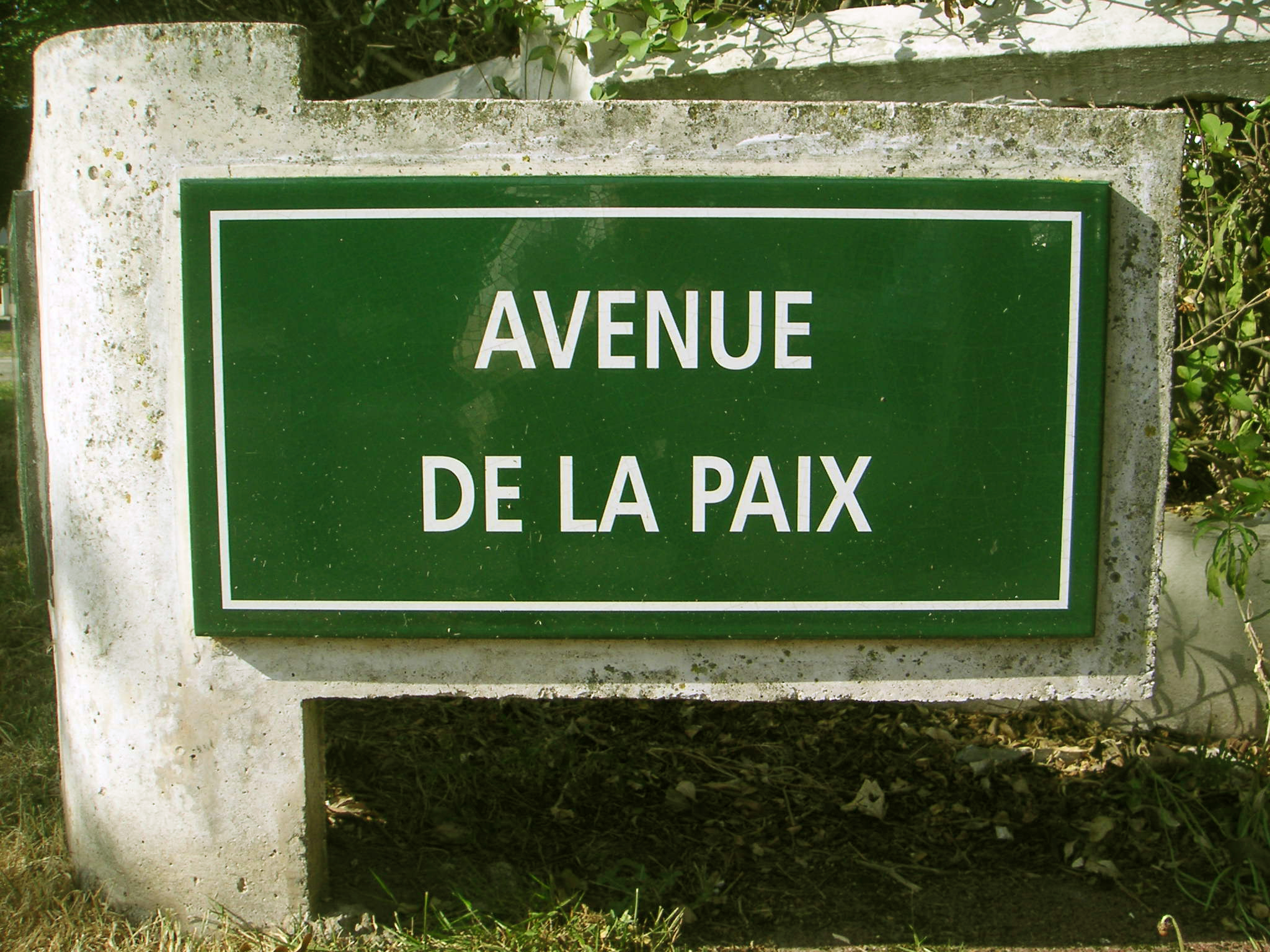
Exemple de plaque verte dans le lotissement de Joseph-Louis Sanguet.

La commune est lotie en deux étapes.

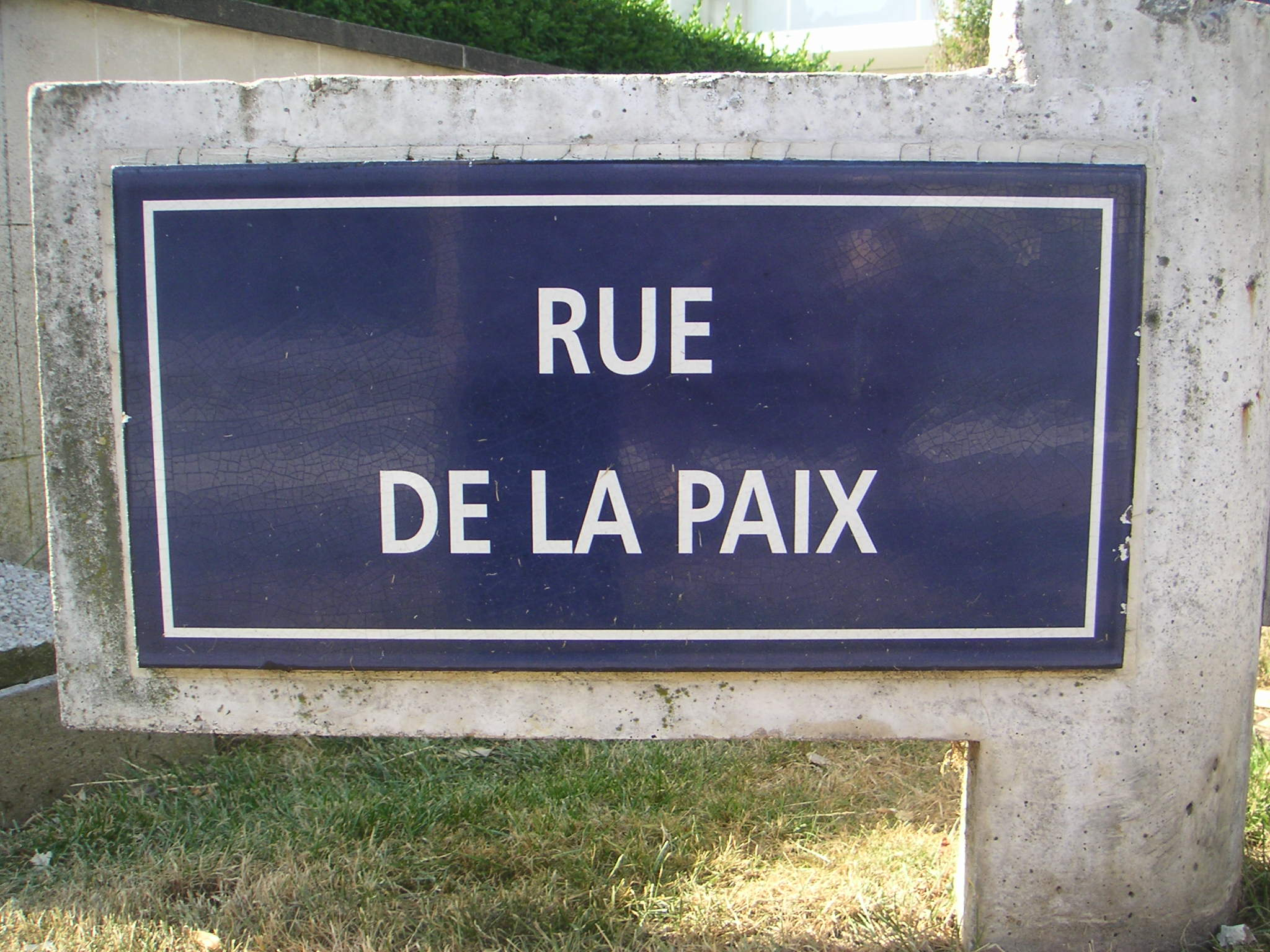
Exemple de plaque bleue dans le lotissement de Raymond Lens.

À partir de 1882, à la demande d'Alphonse Daloz créateur de la station, le géomètre Raymond Lens effectue la répartition des lots entre le bord de mer et le boulevard Daloz. Les rues suivent un quadrillage serré, encadrant des maisons construites en hauteur sur des terrains parfois très petits.
Puis, à partir de 1902, le géomètre Joseph-Louis Sanguet effectue le même travail, pour John Whitley et le « Touquet Syndicate Ltd », pour les terrains situés à l'est du boulevard Daloz, vers la forêt. Le règlement du « Touquet Syndicate Ltd » interdisait les clôtures aux limites entre propriétés, et avec le domaine public, cela est encore visible dans certains quartiers en forêt. Les terrains sont encore assez étroits près du premier lotissement, puis de plus en plus grands vers la forêt.
Certaines villas du front de mer, endommagées durant la Seconde Guerre mondiale, sont reconstruites, bien alignées derrière leur jardin et leurs clôtures, toutes identiques, conformément à un règlement de 1921, sur un plan des architectes Bical, Buisset et Quételart. À partir des années 1960, ces villas sont remplacées par des immeubles en hauteur offrant de nombreux appartements avec vue sur mer. Le plan d'occupation des sols, modifié en 1991, sauvegarde, autour de la villa Saint-Augustin, de l'architecte Ladislas Gasiorowski et de la villa Marivole, de l'architecte Arsène Bical, quelques traces de ce passé, en interdisant d'y construire de grands immeubles. En 1961, est construite la première résidence (premier immeuble), réalisée par l'architecte Jacques Bouchardy et le promoteur Philippe Faure, sur le boulevard du Docteur-Jules-Pouget (anciennement boulevard de la Mer), entre la rue Saint-Amand et la rue de la Paix, nommée « Dolce Vita » et comprenant 9 niveaux et 20 appartements.
En 1999, Le Figaro Magazine écrit : « Le front de mer a malheureusement été abîmé par l'une de ces vagues d'immeubles en béton comme la France en a eu le secret dans les années 1960. » Le rapport de la commission de classement du site naturel de la pointe du Touquet concluait en 1999 : « L'aspect décevant des dernières réalisations en front de mer, tant dans leur conception que dans leur exécution, illustre ce qu'il convient d'éviter désormais. ».
Depuis 1958, selon le projet de l'architecte anglais Trofimov, le « Touquet Syndicate Ltd » développe un nouveau plan général de lotissements, constitués de hameaux, desservis par des voies en impasse, en formes de raquettes.
En 1970, Le « Touquet Syndicate Limited » lotit, allée des Champs-Élysées, huit nouvelles parcelles.
En 2011, la municipalité distingue quatre quartiers : Canche-aéroport, Centre-ville, Forêt, Quentovic.

### Logement

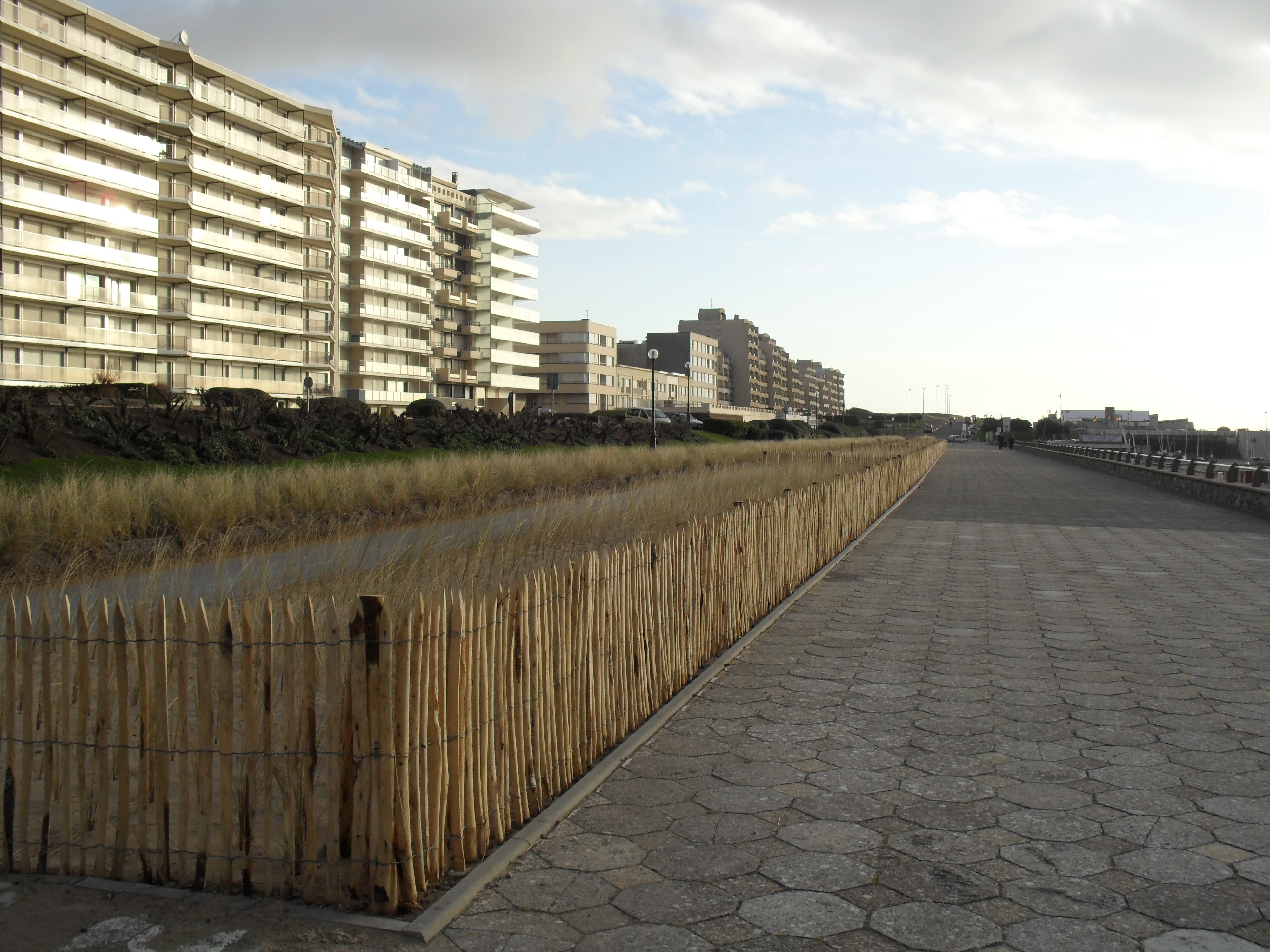
Le front de mer en 2011.

En 2016, on dénombre au Touquet-Paris-Plage 12 302 logements se répartissant en 19,7 % de résidences principales, 78,5 % de résidences secondaires et 1,9 % de logements vacants, répartis en 7 846 appartements et 4 407 maisons. En l'espace de quinze ans, entre 1999 et 2016, le nombre d'appartements a augmenté de 11,5 % (7 846 au lieu de 7 031), et le nombre de maisons de 7 % (4 407 au lieu de 4 117)
Les résidences principales sont relativement anciennes : 3,8 % ont été construites avant 1919, 14,2 % entre 1919 et 1945, 28,6 % entre 1946 et 1970, 33,7 % entre 1971 et 1990, 13,1 % entre 1991 et 2005 et 6,6 % de 2006 à 2013.
En 2016, parmi ces résidences principales, 59,5 % sont occupées par leurs propriétaires, 36,9 % par des locataires (dont 12,7 % pour des logements HLM loués vides) et 3,5 % par des occupants à titre gratuit. La commune disposait en 2019, de 889 chambres réparties notamment dans quatre hôtels quatre étoiles, six hôtels trois étoiles, quatre hôtels deux étoiles, quatre hôtels non classés, de 862 places de lit dans deux résidences de tourisme, une auberge de jeunesse et de 205 emplacements dans un camping-caravaning trois étoiles.
Loger la population permanente a toujours été une des préoccupations principales des municipalités, Le Touquet-Paris-Plage n'échappe pas à cette exigence, particulièrement pour la population ouvrière importante dans une station ravagée par la seconde guerre mondiale et dont la reconstruction exige beaucoup de main d'œuvre. les constructions réalisées s'échelonnent à partir de 1951.
Début 2019, les élus découvrent la future ZAC Quentovic, située sur la place Quentovic ; il s'agit du plus gros chantier de logements au nord de Paris. L'ancienne caserne des pompiers est détruite et remplacée par des logements sociaux. Avec ses sept bâtiments, ses commerces, ses 222 logements dont 89 en résidence seniors et son parking souterrain de 179 places, Benjamin Collin, conducteur de travaux principal l'assure : « le planning prévisionnel est respecté et nous sommes confiants quant à la suite des tâches à réaliser. Les premières cellules commerciales seront livrées en fin d'année, suivront les premiers logements privatifs et les autres cellules commerciales à la fin du premier trimestre 2020 ». La Pandémie de Covid-19 diffère de quelques mois la livraison des logements et cellules commerciales.

### Projets d'aménagement
Depuis très longtemps, un projet de création d'un port de plaisance est discuté. En 1986, le conseil municipal en a voté la création sur les terrains du camping de la Canche, ce port devant être opérationnel en 1990. Mais la réalisation ne s'est jamais faite. En 2005, la municipalité a rouvert le dossier, l'a intégré dans le projet intercommunal « Port Nature Canche Étaples-Le Touquet » et l'a présenté à la ministre de l'Écologie et du Développement durable Nelly Olin le 24 août. Le préfet a estimé en septembre 2010 que « le port était extrêmement difficile au regard de la protection de l'environnement », mais l'ancien maire Léonce Deprez ne comprend pas que l'idée ne stimule pas tout le monde « car il nous faut travailler pour demain, préparer l'avenir », même s'il faut passer outre au site classé, au classement en espace remarquable, à la réserve de chasse, Natura 2000 et à la mise à l'étude du parc naturel marin ; l'ancien maire estime que « les services maritimes avaient donné leur feu vert » et qu'on devait pouvoir obtenir « l'autorisation spéciale ministérielle »,.
Lors de ses vœux début 2009, le maire a notamment annoncé la création à la pointe nord du parc nature de la baie de Canche, la rénovation du palais de l'Europe avec la création d'une salle de congrès d'environ 1 500 places, la rénovation complète du front de mer. Ces travaux ont été étudiés en 2009 et lancés en 2010-2011,,.
En 2010, le maire a proposé de faire de la commune « la station de l'élégance », à l'image de ce qu'elle fut dans les années 1930. La commune bénéficie d'une grande superficie (plus de quatre fois celle de Deauville,), d'un patrimoine architectural de style anglo-normand et de seize bâtiments inscrits à l'inventaire supplémentaire des monuments historiques qui en font la station balnéaire française la plus titrée. La municipalité va mettre en œuvre, à partir de 2012, un plan de rénovation de ce patrimoine architectural, en accompagnant financièrement les copropriétaires.
En 2011, le maire a présenté les grands axes retenus pour le développement de la commune (« un Touquet plus sûr, plus juste, plus élégant, plus dynamique »), les nouveaux aménagements et un programme de cent projets pour les cent ans de la commune.
En 2019, plusieurs réaménagements de prévus et réalisés :
- début du réaménagement de la place de l'Hermitage, la volonté de la Municipalité est de renforcer l'identité du Touquet-Paris-Plage “Jardin de la Manche” avec un réaménagement de cette place, du rond-point des Sports vers l'avenue du Verger. Ces travaux se feront en deux tranches :
  - Place de l'Hermitage/Rond-point/Avenue de l'Hippodrome/Allée des Tilleuls : du 4 mars au 5 juillet
  - Abords du Palais/Avenue Louis-Aboudaram/Avenue Fernand-Recoussine : du 2 septembre au 20 décembre
- Le rond-point au niveau des Drags viendra renforcer l'accessibilité à la station : il n'y aura ainsi plus de feux tricolores avenue du Général-de-Gaulle.
- 800 000 € sont inscrits au budget pour poursuivre la rénovation de la voirie et des trottoirs. Ils vont concerner : la poursuite du boulevard du Docteur-Jules-Pouget vers l'Atlantique et vers le secteur Canche ; les trottoirs de la rue de la Paix et de la rue Saint-Louis (entre l'avenue du Docteur-Jules-Pouget et la rue de Metz) les parkings de la digue basse du front de mer seront quant à eux refaits et végétalisés.
- Le boulevard de la Canche va être aménagé pour la sécurité des cyclistes et des piétons[e 7].

### Voies de communication et transports

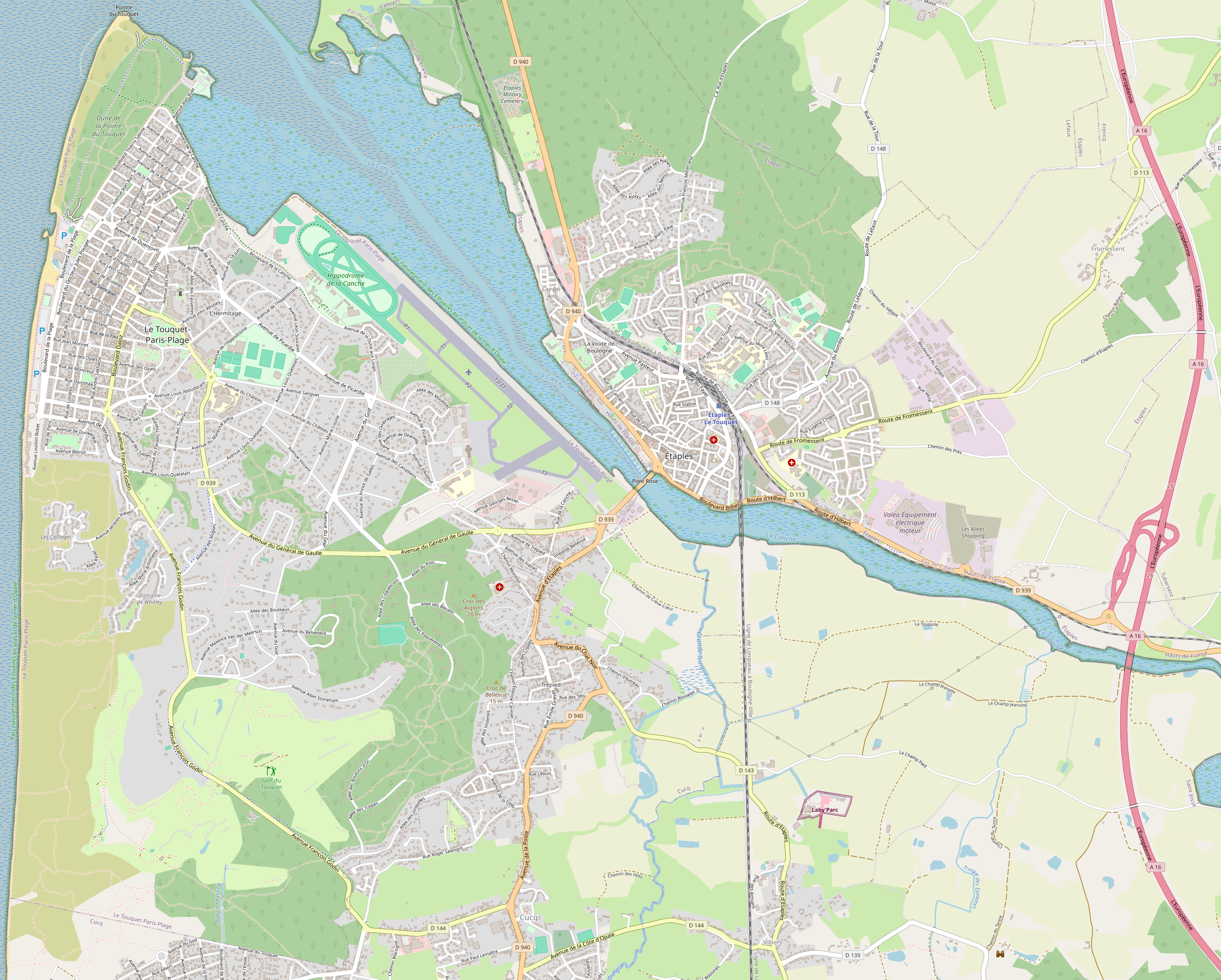
Voies de communication (routières et ferroviaire).

#### Voies routières
La commune se situe sur la route départementale D 939 vers Montreuil-sur-Mer et Arras. Cette route croise, à Étaples (ville voisine du Touquet), la D 940 qui longe le littoral de Calais au nord à Berck au sud.
La sortie no 26 de l'autoroute A16, mise en service le 15 mai 1998, dessert également la commune d'Étaples (trajet de 2 h 30 en venant du nord de Paris et 1 h 20 depuis Dunkerque).

#### Transport ferroviaire
Le centre-ville est relié, par navette de bus, à la gare d'Étaples - Le Touquet, située sur l'axe Paris-Amiens-Boulogne, qui est desservie par les réseaux TGV, TERGV (vers Calais et Lille) et TER.
Le trajet est de 2 h 25 depuis Paris-Nord en TGV (via Calais-Fréthun et Lille-Europe, qui permettent des correspondances Eurostar respectivement vers Londres et Bruxelles).

#### Transport aérien
L'aéroport du Touquet est construit en 1936. De 1948 à 1954, la compagnie Silver City Airways assure un pont aérien transmanche vers l'Angleterre entre l'aéroport du Touquet et celui de Lympne,, celui-ci remplacé en raison de sa piste en herbe devenue inadaptée et à partir de cette date par celui de Lydd, lui aussi dans le Kent. Durant l'exploitation de ce service de « ferry aérien », 125 000 liaisons sont effectuées et 759 000 passagers sont transportés. L'aéroport du Touquet est ainsi, en 1953, le troisième aéroport de France (en nombre de mouvements) derrière Orly-Le Bourget et Marseille. L'aéroport a aussi été une ville étape lors de la création de la Flèche d'argent, c'était un service de la SNCF qui reliait Paris à l'Angleterre en combinant le train (de la gare de Paris-Nord à l'aéroport du Touquet) avec l'avion (vers l'aéroport de Londres-Gatwick, mais aussi vers ceux de Southampton et de Southend), avec la particularité que le terminus du train était directement sur le tarmac de l'aéroport, permettant une correspondance directe entre les deux moyens de transport. Ce service a été assuré de 1963 à 1980.
En 2012, il est utilisé principalement par des avions privés, pour les vols internationaux entre la France et le Royaume-Uni, et par des voyagistes vers des destinations de vacances.

#### Transports en commun
Depuis le printemps 2005, la commune a mis en place un service de navettes gratuites, La navette Mer et Forêt, durant les week-ends, les jours fériés, jeudis matin, et les vacances scolaires (zones B et C). Ces véhicules parcourent la station et permettent les déplacements sans utiliser la voiture. Des parkings ont été créés afin de faciliter le stationnement qui est toutefois payant pour 88 % des places (180 places gratuites en centre-ville, 1 350 places de parking payantes en front de mer, parking pour les autocars près de l'aéroport). Les 96 bornes statio-minutes dans les rues les plus commerçantes sont gratuites la première heure, le stationnement n'est payant dans le reste de la ville que les week-ends, jours fériés et durant les vacances scolaires.
La commune est desservie par les lignes 1A, 1B et Navette du réseau de transport de la communauté d'agglomération des Deux Baies en Montreuillois (CA2BM).

#### Voies de la commune

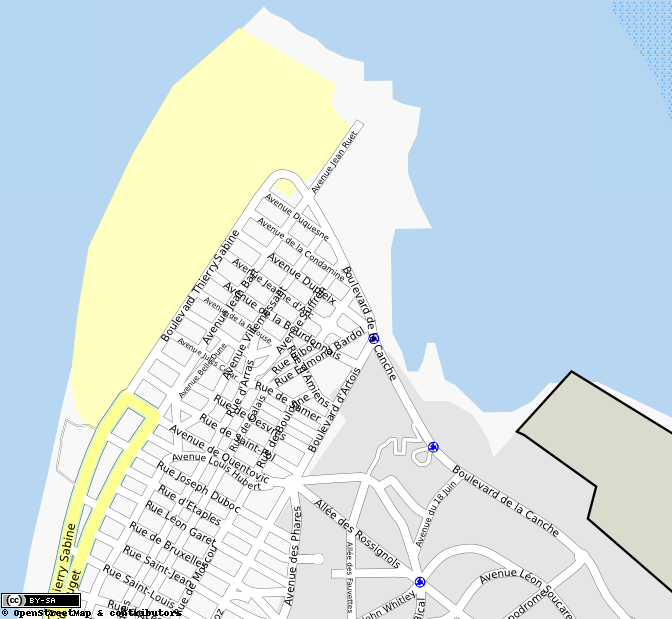
Les voies au nord de la commune.
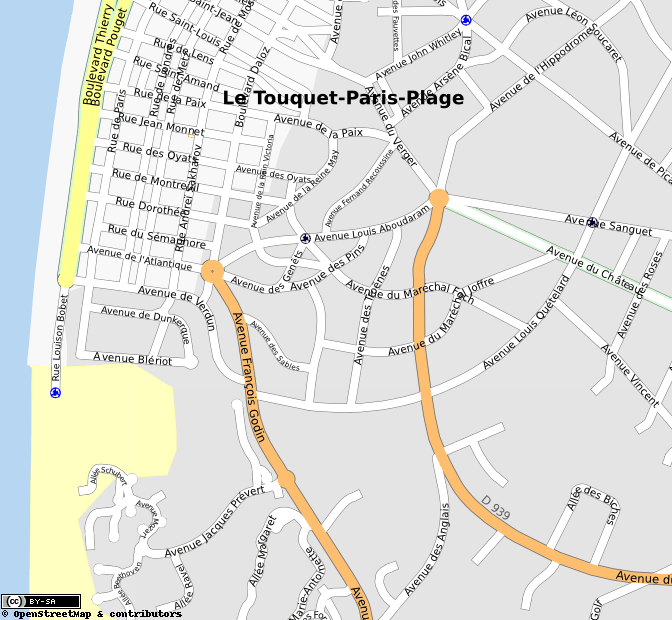
Les voies au centre de la commune.
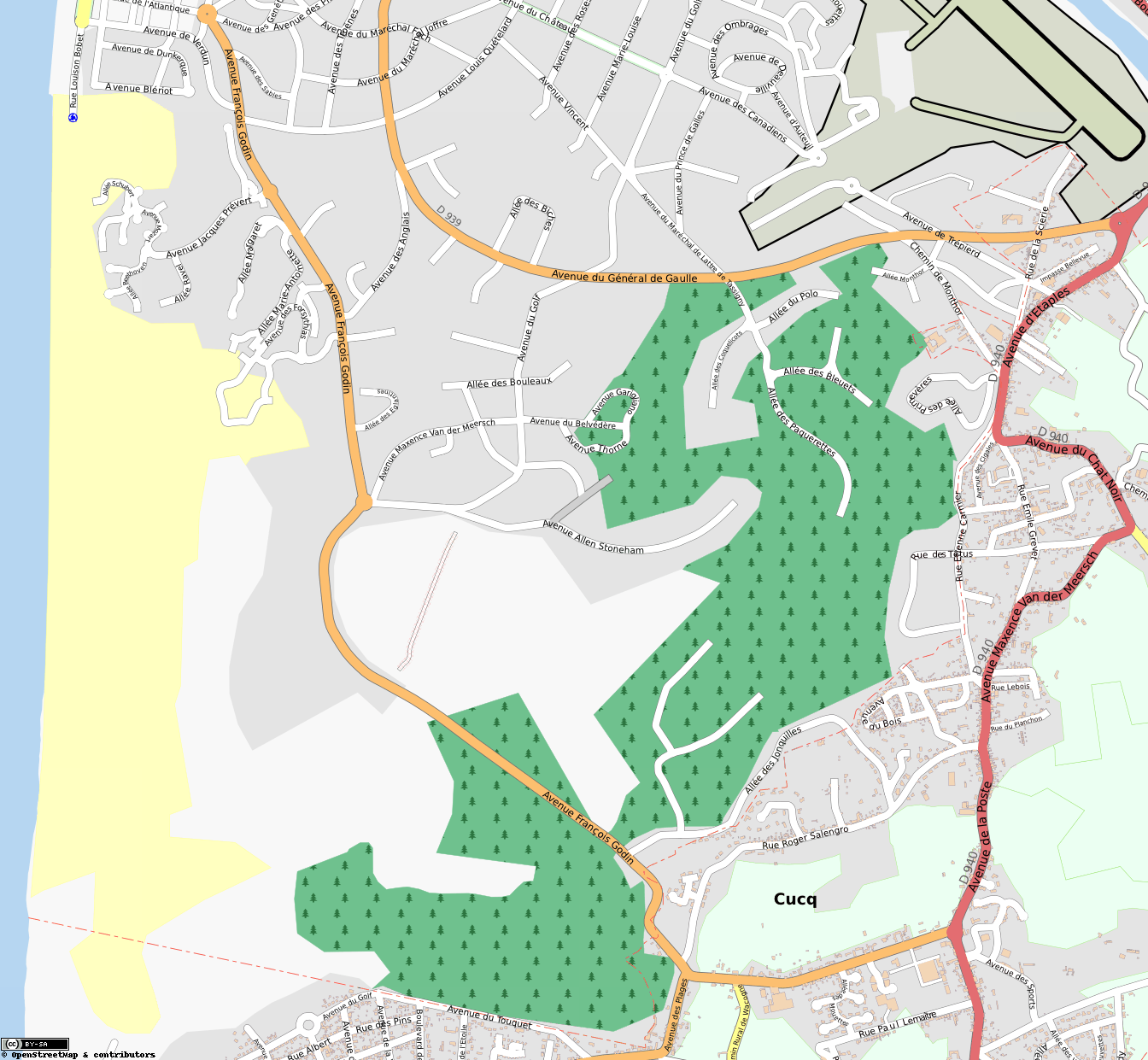
Les voies au sud de la commune.

### Énergie
En 2024, en approuvant le recours à une délégation du service public pour la mise en œuvre d’un réseau de chaleur urbain alimenté par la biomasse locale issue de la forêt du Touquet, la géothermie et les techniques d’énergie solaire thermique, le conseil municipal affirme la volonté de la commune de devenir autonome en énergie. Le projet, qui s'étalera sur plusieurs années où se succèderont plusieurs étapes, verra une échéance importante avec une notification de marché en décembre 2025.

## Toponymie
Albert Dauzat et Charles Rostaing rattachent le nom du Touquet, sans cependant citer de formes anciennes, aux toponymes comme La Touche (Tochia au XIIIe siècle), Les Touches (Loire-Atlantique, Tuschiae au XIVe siècle), etc. radical suivi d'un suffixe diminutif -ittum > -et. La forme avec [k] dur est de type normanno-picard. Ils identifient un prélatin qui pourrait signifier « réserve de bois entre des défrichements, bosquet ».
En vieux français le touquet signifie « le tournant »,. Cela viendrait de l'expression très ancienne, datant du Moyen Âge, « al touquet del rue » qui signifie « au tournant de la rue », on disait, à l'époque, que telle auberge était située « al touquet del rue ». C'est en effet à un tournant que se trouve située la commune, à l'extrême pointe nord de la Picardie, et plus précisément des Bas-Champs, sur la rive gauche de l'estuaire de la Canche.
Ce toponyme existe aussi dans le département du Pas-de-Calais avec la rue du Vert-Touquet à Calonne-sur-la-Lys, dans le département du Nord à Wattrelos (quartier du Touquet Saint-Gérard) ou Marquette-lez-Lille (quartier du Haut-Touquet) ainsi que la rue du Touquet à Lorgies et de l'autre côté de la frontière, en Belgique picarde, à Mouscron (quartier frontalier du Tuquet), à Comines-Warneton (hameau frontalier du Touquet) et la rue du Touquet à Tournai.
En 1774, le dictionnaire topographique du Pas-de-Calais indique le nom « Toucquet les Mauvaises Femmes » pour un hameau de la commune de Cucq.
Le 29 avril 1882, Alphonse Daloz crée le premier lotissement et l'appelle « Paris-Plage », reprenant la proposition d'Hippolyte de Villemessant, directeur-refondateur du quotidien Le Figaro. Le 28 mars 1912, la station balnéaire « Paris-Plage » est érigée en commune : « Le territoire de la commune de Cucq est divisé en deux communes qui porteront les noms de Cucq et du Touquet-Paris-Plage » (article 1er de la loi du 28 mars 1912).

## Histoire

### Préhistoire
Les traces les plus anciennes de la présence de l'homme remontent au Paléolithique. Un outillage de petites pointes et de lames, datées du Mésolithique, montre que les populations de cette époque vivaient de chasse, de pêche et de récolte de végétaux sauvages. De 9 000 ans BP jusqu'à 3 000 ans BP, une remontée des eaux connue sous le nom de transgressions flandriennes est provoquée par le réchauffement post-glaciaire. On trouve la trace d'importants échanges interrégionaux, y compris avec la Grande-Bretagne, que l'on date de l'âge du bronze (1500 av. J.-C.).

### Les premiers siècles
En ces temps reculés, l'endroit où se trouve aujourd'hui Le Touquet-Paris-Plage n'existait pas, il est le résultat de « l'engraissement » des deux côtés de la baie de la Canche par un apport massif de sable. Certains ont pensé que le port de Quentovic, se situait à l'endroit actuel du Touquet-Paris-Plage, alors qu'aujourd'hui les travaux des historiens sur sa localisation, permettent de le situer probablement à l'emplacement du village de la Calotterie. L'existence du port carolingien de Quentovic est avérée dès le VIIe siècle. La remontée des eaux au IVe siècle, estimée à cinq mètres, aurait provoqué l'ennoiement des parties basses du port de Boulogne-sur-Mer et l'aurait rendu en partie inutilisable. Quentovic, à proximité de la grande voie qui conduit vers Lyon, aurait ainsi peu à peu remplacé Boulogne. Jusqu'au Xe siècle, le port de Quentovic fut le principal port d'échange avec l'Angleterre. Le nom de Quentovic a été donné à une villa située le long du boulevard du Docteur-Jules-Pouget (anciennement boulevard de la Mer) construite en 1895, par l'architecte Louis Marie Cordonnier, et détruite au sortir de la Seconde Guerre mondiale, puis au quartier situé au nord-ouest du Touquet-Paris-Plage, compris entre l'avenue de Quentovic et le boulevard d'Artois, les dunes ont été arasées et le terrain nivelé vers 1923.

### Avant le 25 avril 1837
Le nom Touquet apparaît pour la première fois en 1758, avec l'appellation « pointe du Touquet », sur la carte générale de la France, établie sous la direction du cartographe César-François Cassini, cette carte signale : « Pointe de Lornet, Embouchure de la Canche, Pointe du Touquet, Gué d'Étaples, Trépied, Corps de Garde de l'Anse à l'avoine » puis, il apparaît une seconde fois quelques années plus tard, en 1764, avec l'appellation « banc du Touquet » sur les cartes du cartographe et hydrographe français Jacques-Nicolas Bellin, cette « carte des entrées de la rivière Canche et de ses environs jusqu'à Montreuil » signale : « Cucq, Trépied, grosses dunes ou Pourier, pointe du Nez, banc du Touquet ». Le domaine n'est alors constitué que de lais de mer et représente la partie extrême des garennes de Trépied, partie formant le tournant du littoral et l'estuaire de la Canche.
Tout le domaine du Touquet, autrefois constitué uniquement par des dunes sauvages et arides, dépendait avant la Révolution française, de l'abbaye de Saint-Josse.
Afin de fixer les dunes, compte tenu de l'ensablement grandissant, les lettres patentes royales proposent la plantation intensive d'oyats.
En 1819, l'État décide de dresser un plan précis de l'ancien domaine des moines de l'abbaye de Saint-Josse confisqué lors de la révolution. Les 1 600 hectares des garennes de Trépied, hameau de Cucq, sont estimés en 1827 et vendus le 31 janvier 1835 à M. Doms, un belge qui ne pourra payer la somme due. La vente est donc annulée.

### Du 25 avril 1837 au 28 mars 1912

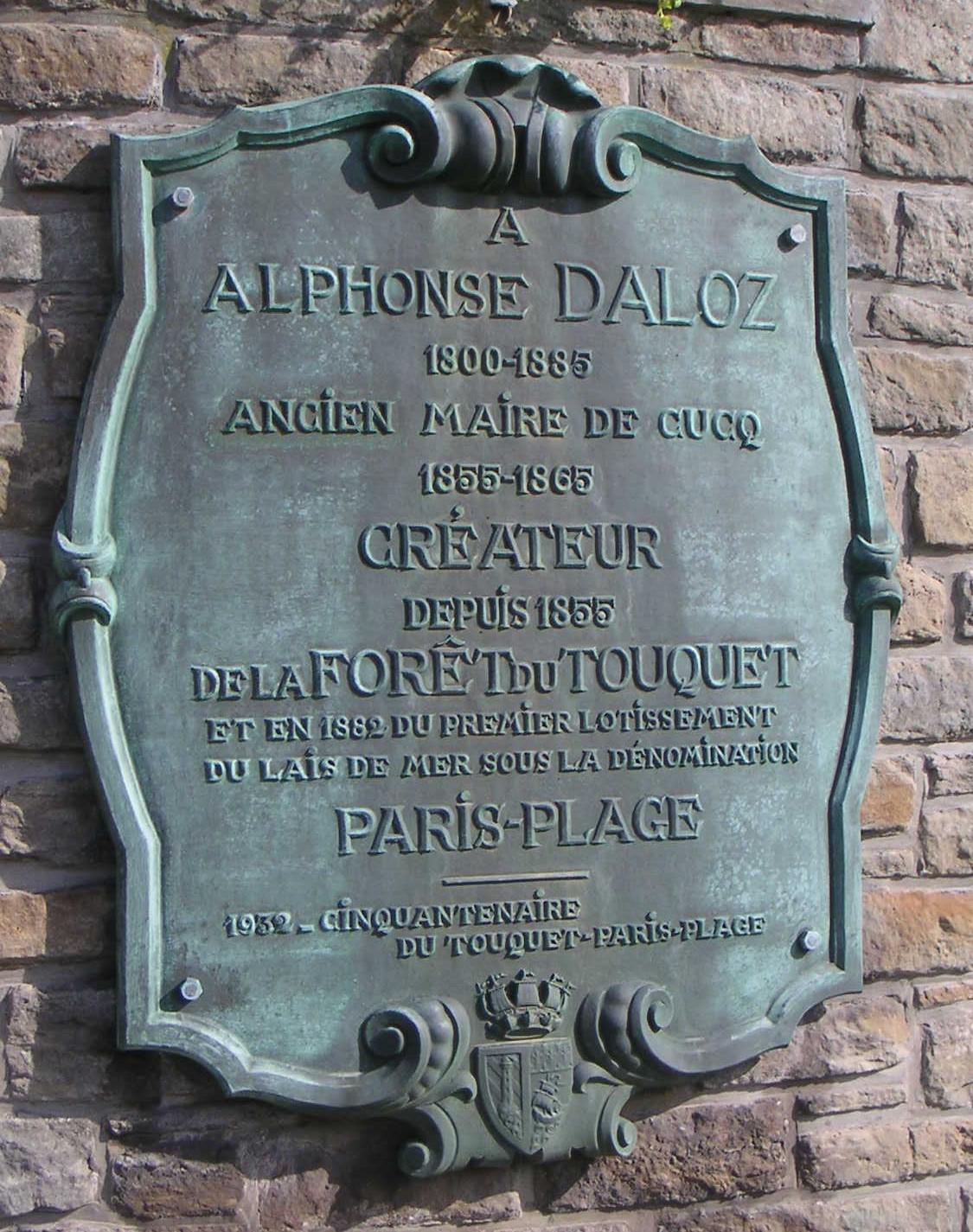
Plaque en haut de l'escalier de l'hôtel de ville.

Le 25 avril 1837, Alphonse Daloz, notaire parisien, achète ces terrains pour 150 000 francs de l'époque et plante, de 1855 à 1882, sur plus de 800 hectares de garennes dunaires dans les bas-champs picards, des pins maritimes, des peupliers et des aulnes. La forêt du Touquet va stabiliser les dunes et donner à la commune une magnifique parure. Ces 800 hectares sont toujours couverts en 2011 par cette véritable forêt.
Le premier sémaphore est installé dès 1839 et le 20 novembre 1847, Étaples est desservie par la ligne ferroviaire Paris - Amiens - Boulogne. Les familles des premiers gardiens des deux phares s'installent en 1852 et donnent sa devise à la future commune : Fiat lux, fiat urbs.

#### Création du nom Paris-Plage
Le 9 avril 1882, Alphonse Daloz crée le premier lotissement, dessiné par Raymond Lens, géomètre à Étaples, et l'appelle « Paris-Plage », reprenant la proposition d'Hippolyte de Villemessant. Alphonse Daloz meurt en 1885, mais les constructions vont se développer.

#### Paris-Plage - nom officiel

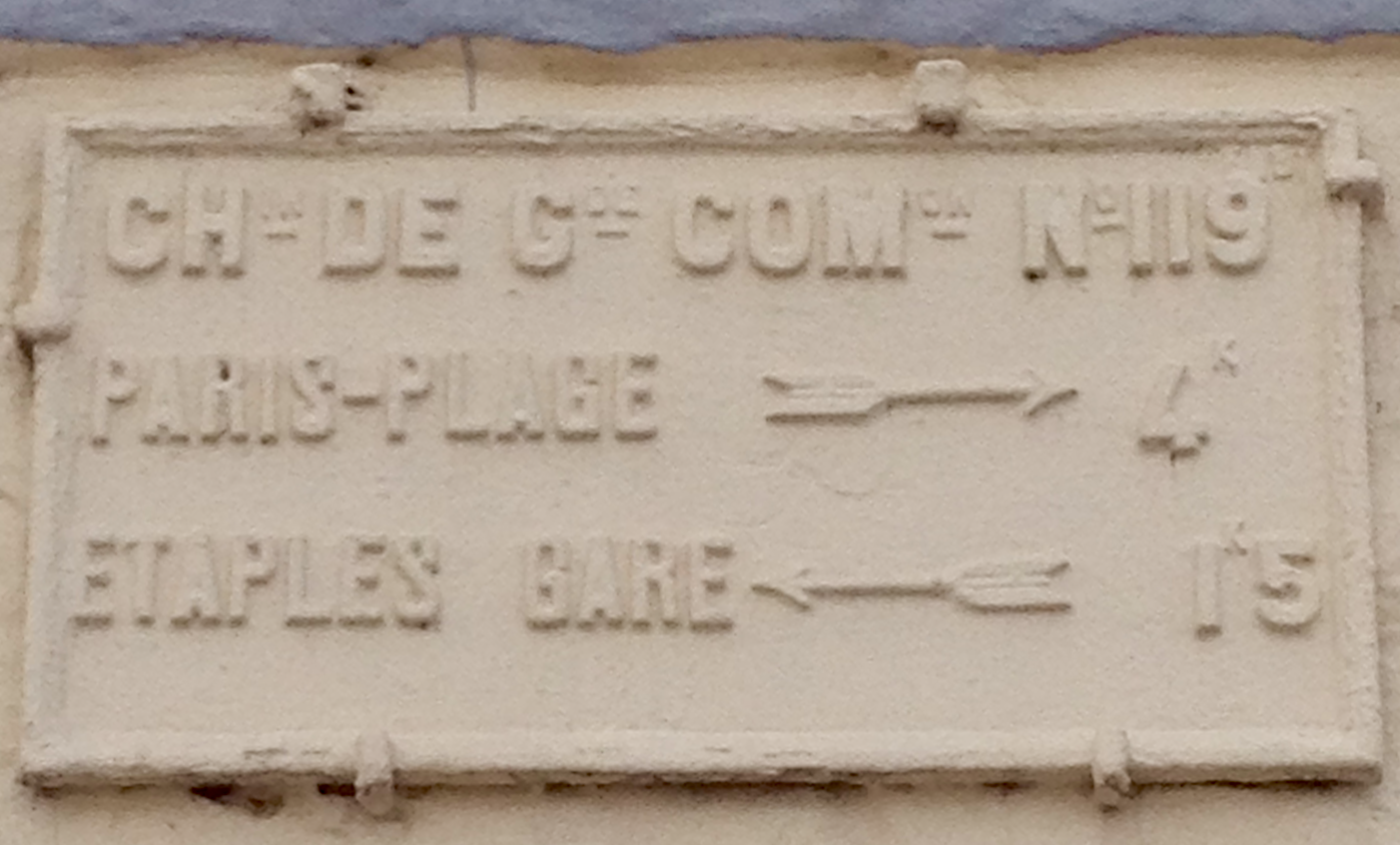
Panneau de signalisation directionnelle à Trépied, hameau de Cucq.

En 1892, Paris-Plage est reconnue comme nom officiel, par les différents ministères dont le ministère de l'Intérieur et par le président du conseil des ministres Émile Loubet, grâce à la volonté de M. Ernest Legendre qui dira que le parrain de la station est M. Loubet. À cette date, Paris-Plage dépend de la mairie de Cucq, qui, de fait, est la première mairie de la future station balnéaire.

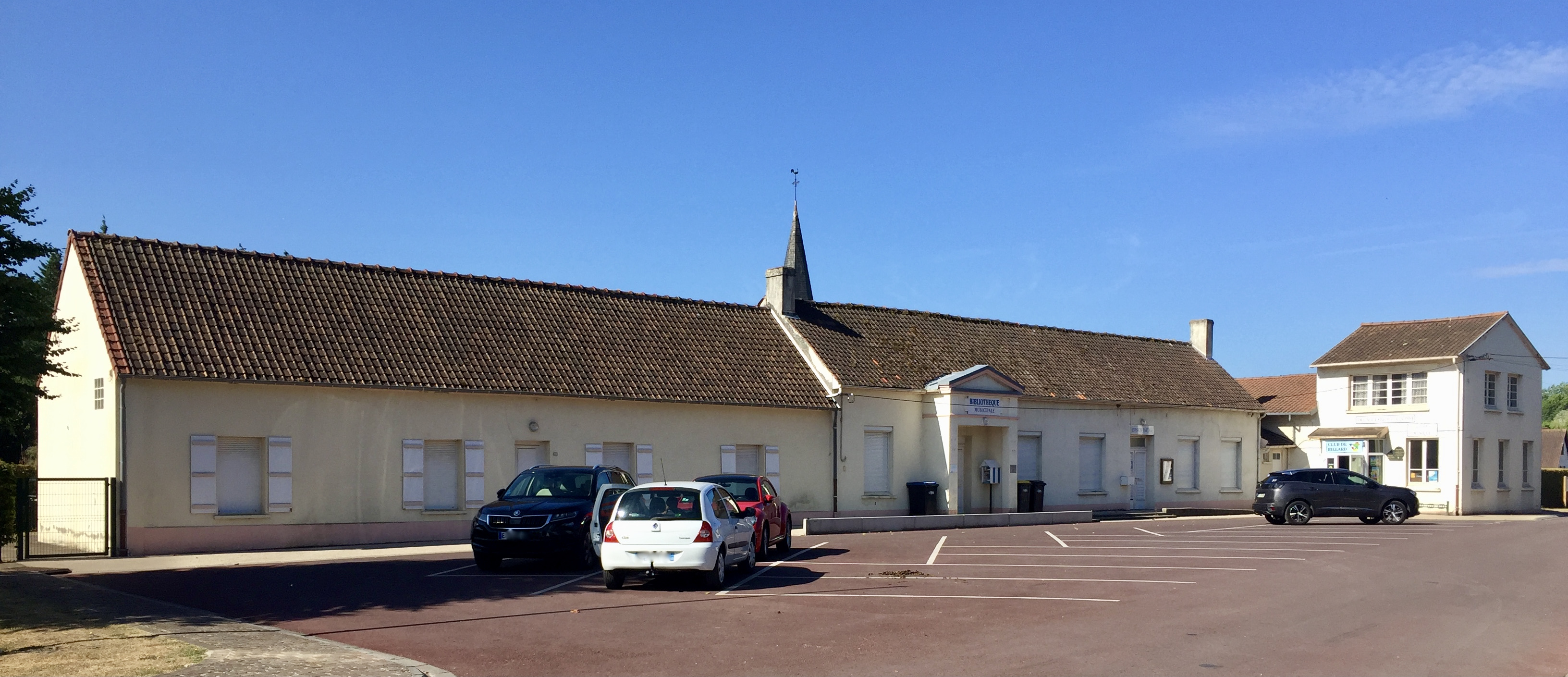
L'ancienne mairie de Cucq.

En 1894, établissement des armoiries du Touquet, avec la devise Fiat Lux, fiat Urbs, par le comte Robert de Guyencourt, héraldiste distingué, ancien président de la société des antiquaires de Picardie, membre de la société des antiquaires de France.
Toujours en 1894, le Britannique John Whitley annonce, avec grand fracas, son intention de créer une « plaisance » franco-britannique qu'il nomme « Mayville » en remplacement de Paris-Plage. Le plan qu'il propose a été dessiné par l'architecte Charles Garnier. En 1902, John Whitley et Allen Stoneham, propriétaires de la société britannique « Le Touquet Syndicate Ltd » rachètent pour la somme de 8 705 000 F, aux descendants d'Alphonse Daloz, les terrains encore invendus, soit près de 1 100 hectares. Puis, John Whitley crée le second lotissement (partie du Touquet aujourd'hui à l'est du boulevard Daloz) dessiné par Joseph-Louis Sanguet. La prospérité du Touquet devient indissociable de la présence britannique et l'évolution de la station se retrouve dans la diversité de son architecture.
Pour satisfaire les désirs des Britanniques, plusieurs hôtels très luxueux vont être construits en très peu de temps : Atlantic Hôtel, Hôtel des Anglais, Hermitage-Hôtel, Golf-Hôtel, Hôtel Régina. De même, Le Touquet va s'équiper de deux casinos et d'un grand nombre d'installations sportives, John Whitley désire faire du Touquet un « paradis des sports ». Pierre de Coubertin inaugure le « champ des sports » le 14 juillet 1904.
L'année 1905 voit, en date du 15 juin, le commencement du service de l'eau de Rombly ; celle-ci coule désormais à Paris-Plage et alimente les villas. Auparavant, chaque villa avait son propre puits et sa fosse d'aisance, et ce n'est qu'en 1898, après qu'une épidémie de typhus a sévi sur les plages voisines, sans doute liée à un manque d'étanchéité des fosses d'aisance, qu'il est question d'un service de distribution d'eau à Paris-Plage. Des démarches sont entreprises auprès de la société des eaux d'Airon-Saint-Vaast, mais la commune de Berck, par crainte d'un débit insuffisant, s'y oppose. C'est finalement, à 1,5 km au nord d'Étaples, que la société Soubitez et Soucaret, trouve une nappe souterraine, dans le vallonnement de Rombly, et que l'eau est refoulée à 40 mètres au-dessus de la mer afin d'alimenter Paris-Plage, source toujours en activité aujourd'hui. En 1908, la qualité de l'eau de Rombly ayant des vertus curatives prouvées par un rapport élogieux d'Edmond Bonjean, chef de laboratoire du Conseil d'hygiène publique de France, on crée un établissement hydrominéral. Un pavillon de dégustation, avec l'appellation source Valroy, est édifié dans le jardin, le long du parc du château, plus tard un autre pavillon de dégustation est installé avenue du Verger. L'eau embouteillée est envoyée aux malades de la région, mais aussi en Belgique et à Paris. En 1910, on évoque la création d'un établissement thermal, la Première Guerre mondiale mettra le projet en attente, il est repris dans les années 1920 mais ne verra jamais le jour.

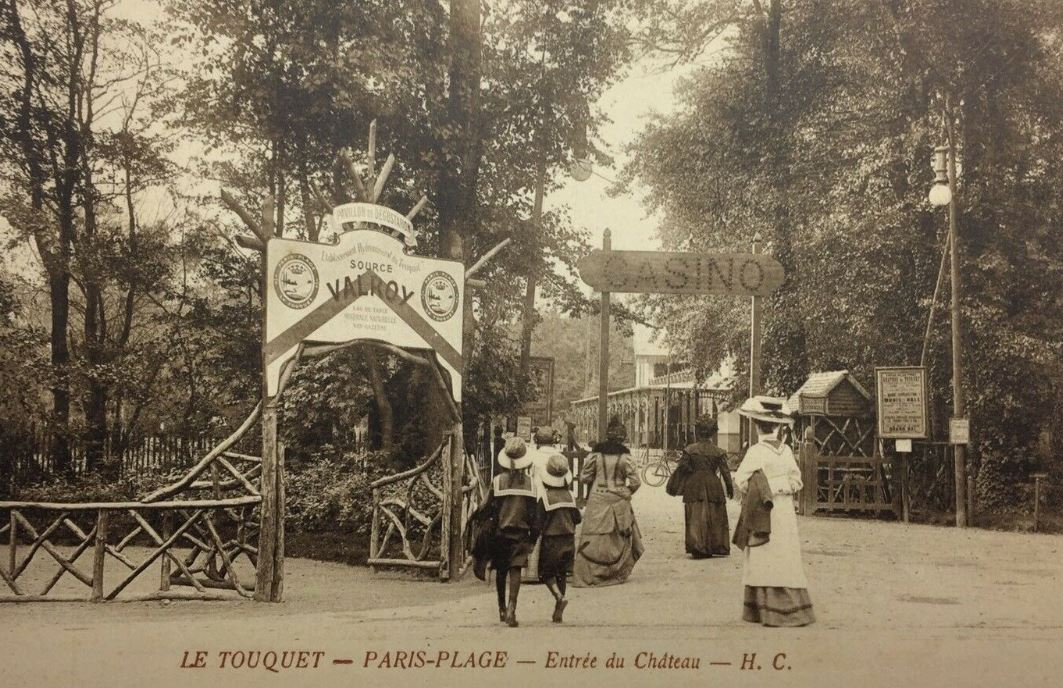
Le pavillon source Valroy.
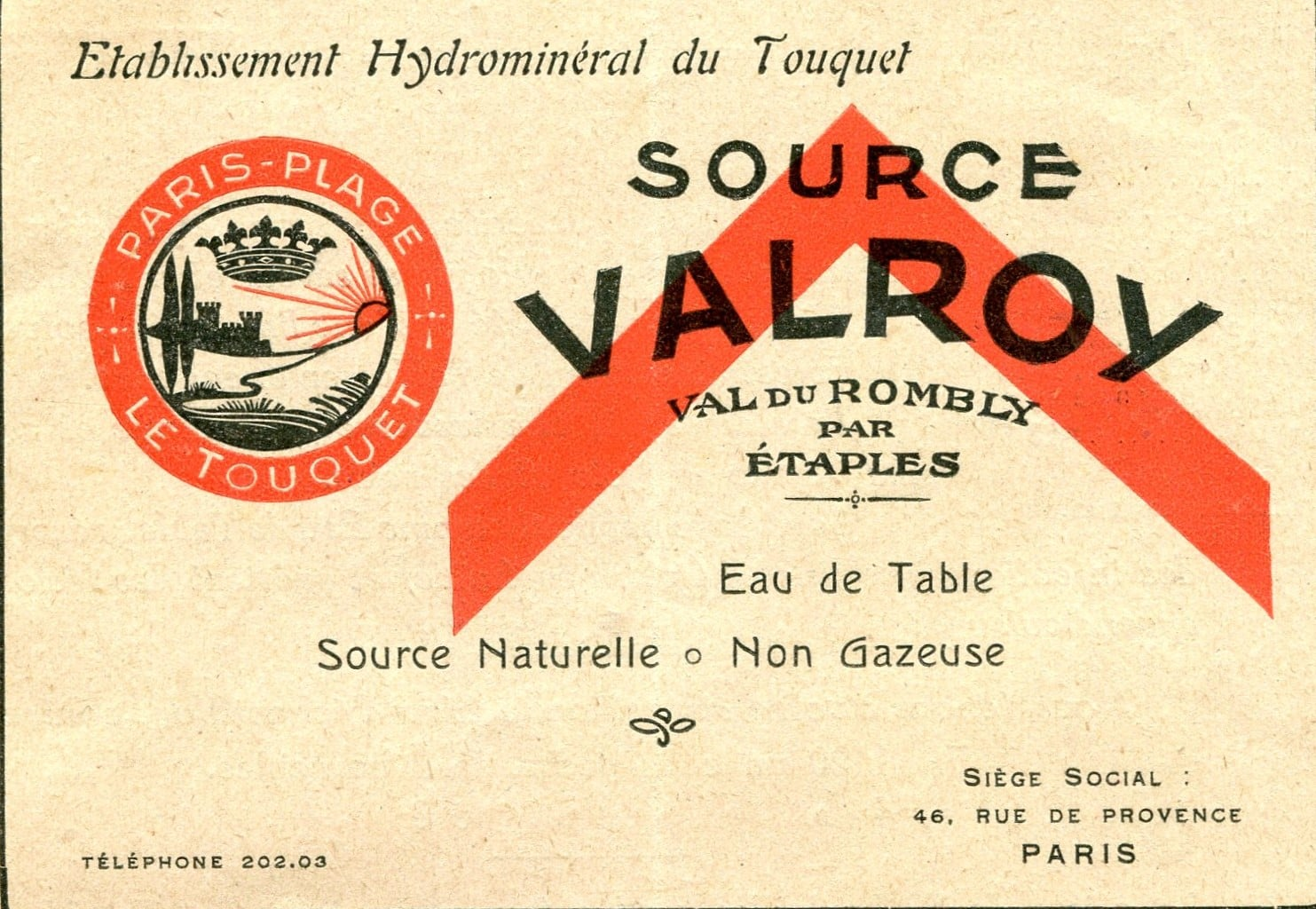
Une étiquette Valroy.
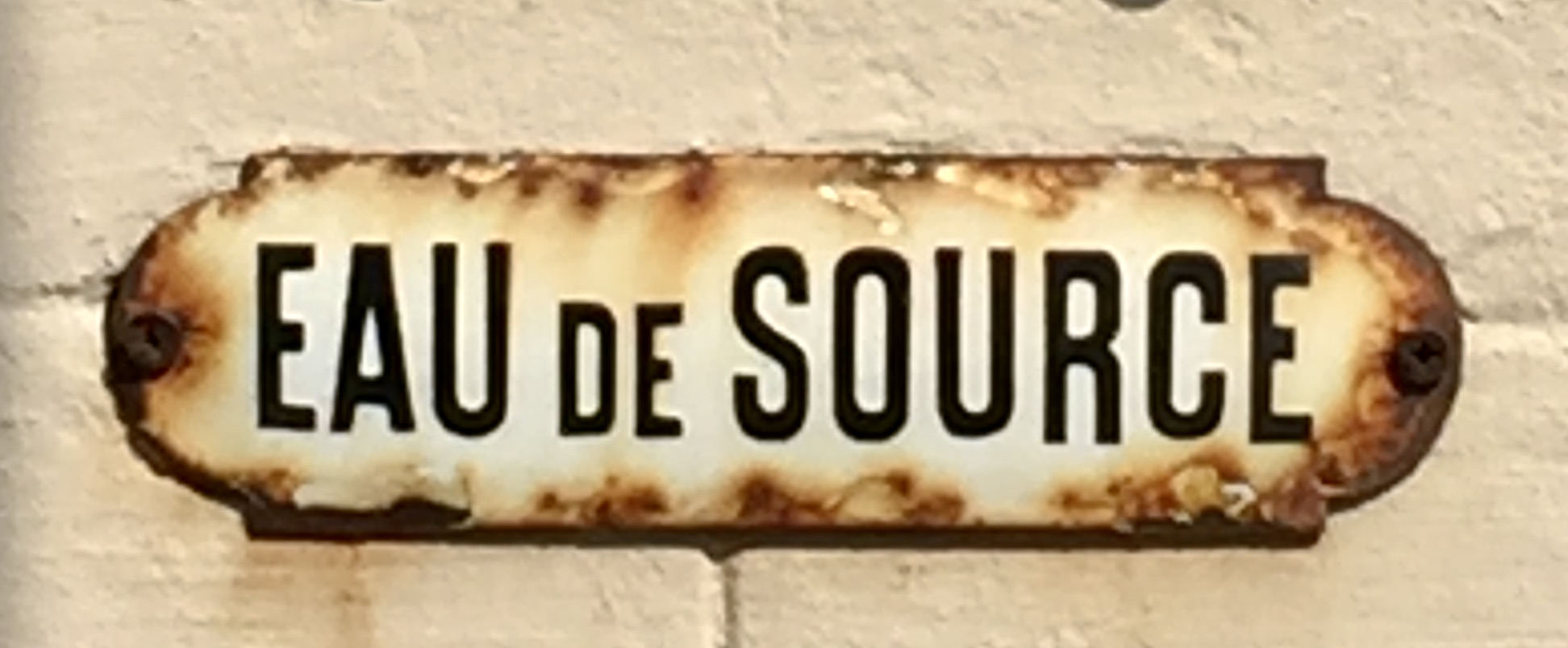
Une ancienne plaque au Touquet-Paris-Plage.

En 1906, Louis Blériot s'installe à Paris-Plage et réalise ses premiers essais de vol au-dessus des dunes. Ce sont les débuts de l'aviation et après les essais en vol plané de Louis Blériot, Gabriel Voisin (le 27 mai 1907) et Henri Farman (juin 1907), René Caudron effectue le premier vol mécanique à Paris-Plage et fut le premier pilote à survoler la ville le 10 juillet 1910,.

#### Naissance de la commune du Touquet-Paris-Plage

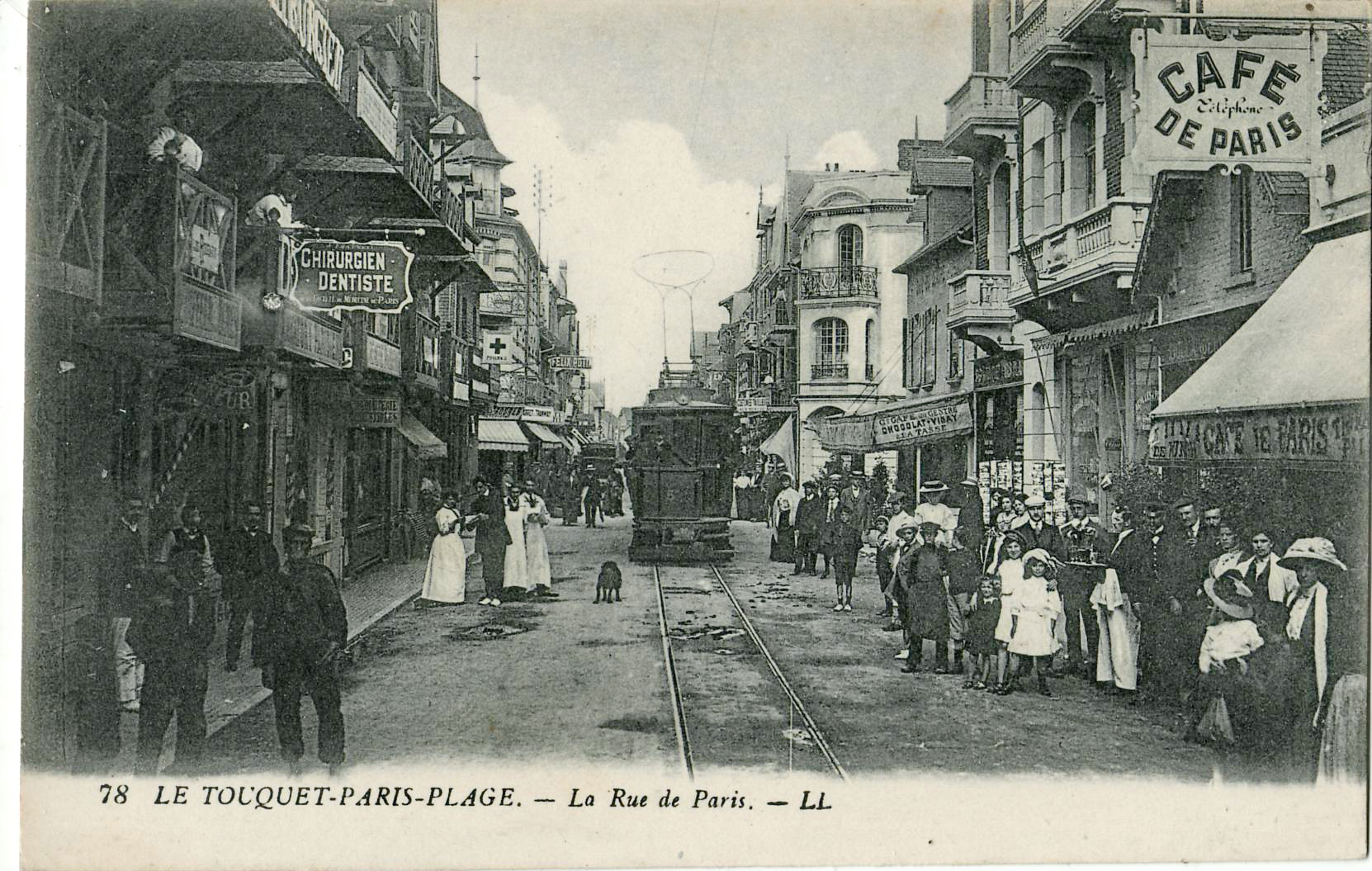
La rue de Paris et le tramway, avant la Première Guerre mondiale.

Compte tenu du nombre grandissant d'habitants, le jeudi 28 mars 1912, la station balnéaire « Paris-Plage » est érigée en commune : « Le territoire de la commune de Cucq est divisé en deux communes qui porteront les noms de Cucq et du Touquet-Paris-Plage » (article 1er de la loi du 28 mars 1912). Le premier maire est Fernand Recoussine et le premier secrétaire général de la mairie Oscar Butel. la nouvelle mairie est installée villa Les Moucherons angle sud-ouest des rues de Londres et de Bruxelles.

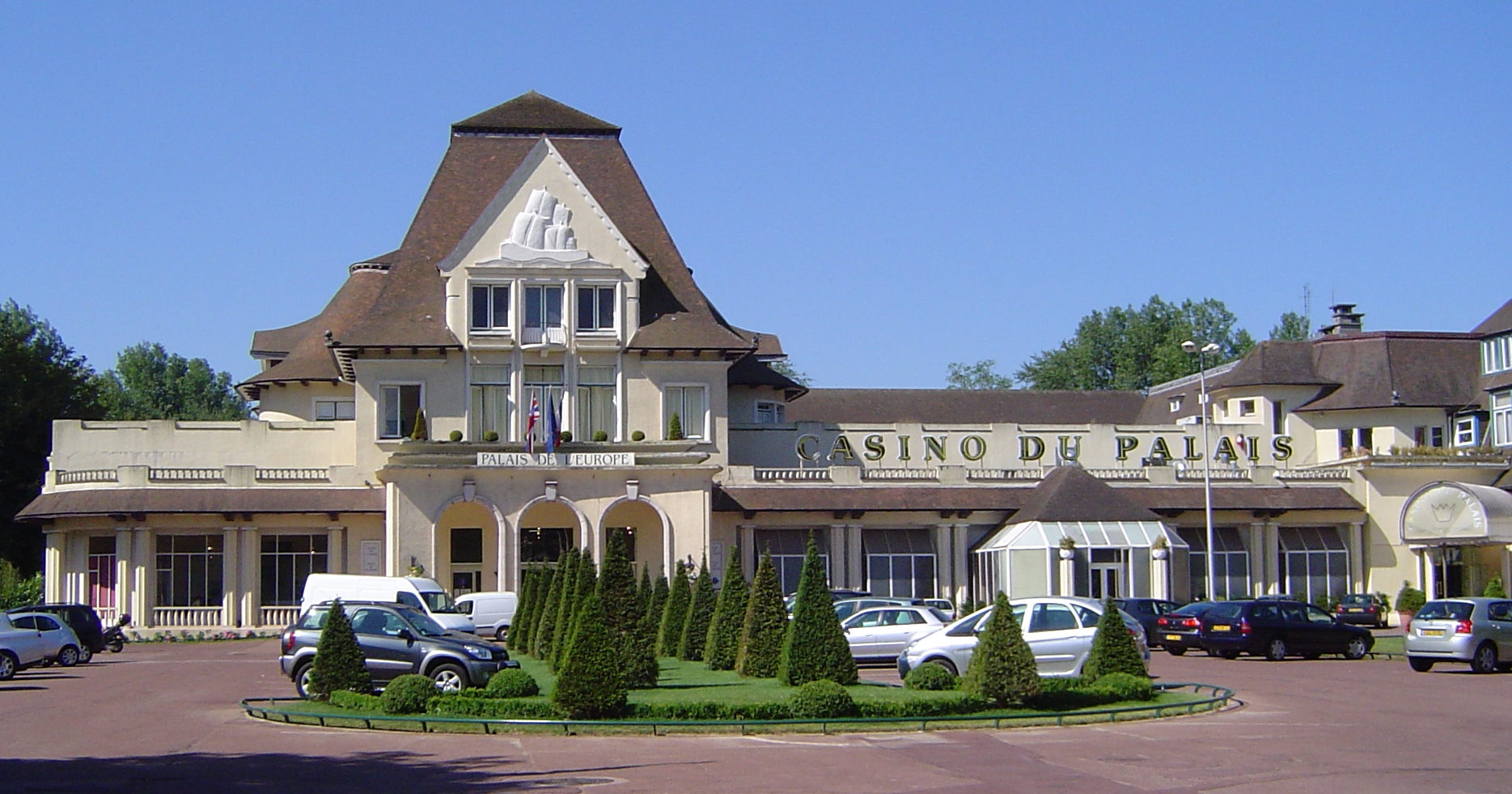
Le Casino de la Forêt, devenu « Palais de l'Europe ».

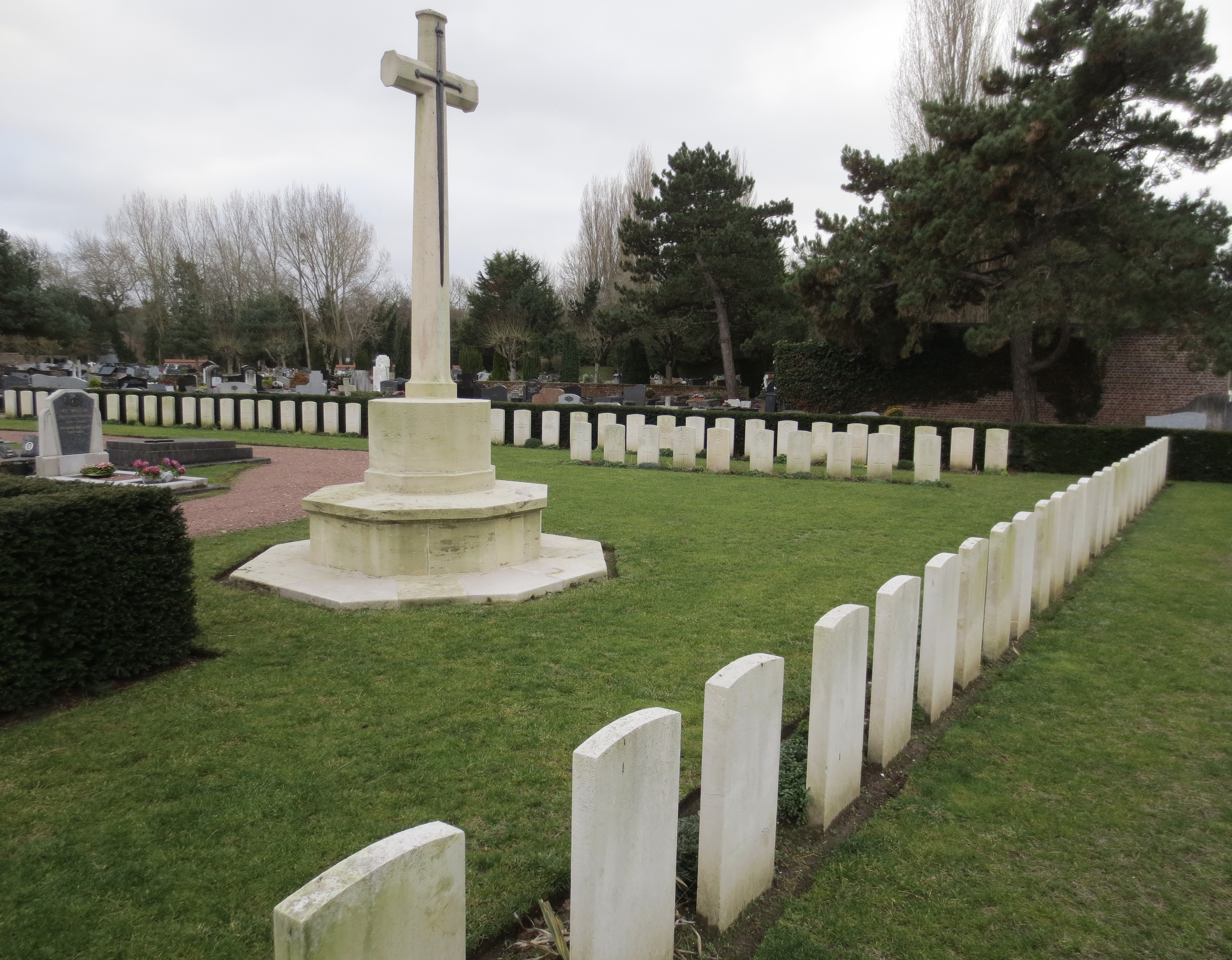
Cimetière militaire anglais dans le cimetière du Touquet-Paris-Plage.

Le château d'Alphonse Daloz qui avait été transformé, en 1903, en hôtel de la Forêt, en « Château des Sports » par Pierre de Coubertin en 1904, puis en casino en 1907, est détruit en 1912 et à son emplacement est construit le Casino de la Forêt. Il ouvre sa première saison en août 1912. Durant les Années folles, il sera l'un des casinos les plus importants d'Europe : en 1927, il sera le premier casino de France par le produit de ses jeux (45 millions de francs). Ces revenus considérables vont permettre à la ville, qui en récupère 12 %, de se lancer dans des travaux très coûteux.

### La Première Guerre mondiale
La Première Guerre mondiale surprend Le Touquet-Paris-Plage en pleine prospérité. De nombreux blessés de guerre britanniques et français trouvent un refuge accueillant dans les nombreux hôtels réquisitionnés. Par exemple, le Casino de la Forêt est transformé en hôpital militaire, avec 400 lits.
La municipalité d'Ypres y élit domicile pendant les hostilités. Au total, Le Touquet-Paris-Plage a accueilli 6000 belges pendant la guerre.

### Les Années folles

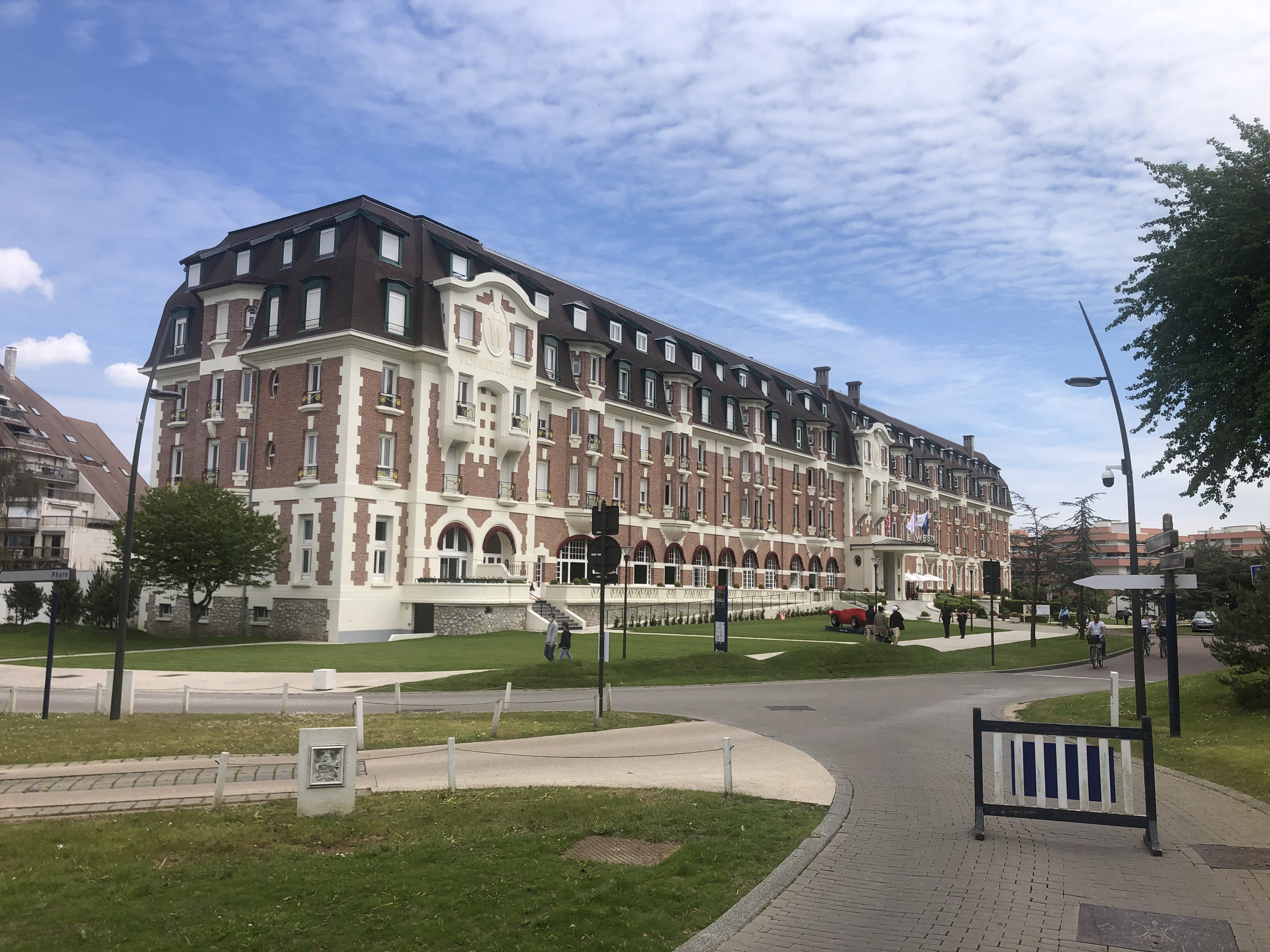
L'hôtel Westminster, en 2021.

C'est à la faveur de cette communion franco-britannique que la station poursuit son développement après la guerre. Les constructions reprennent, à la fois de nombreuses villas et des palaces comme l'hôtel Westminster en 1924, l'un des fleurons de l'hôtellerie touquettoise. Paris-Plage devient alors le rendez-vous de tout ce que la planète compte de personnalités. Ainsi, Noël Coward et la « smart set » anglaise, qui y passaient le week-end, ont commandé des conceptions de villas plus exceptionnelles faisant écho aux styles locaux traditionnels et ultra-modernes. L'écrivain Pelham Grenville Wodehouse a vécu au Touquet de 1934 à 1940, jusqu'à son internement par l'armée allemande.
Les constructions prennent une ampleur sans précédent. L'apogée en sera, le 12 août 1929, l'inauguration du Royal Picardy. Cet hôtel, symbole des « Années folles », est surnommé par les Britanniques « the most beautiful hotel in the world » avec ses 500 chambres de très grand luxe. Les cent premières chambres sont occupées dès l'ouverture ! Cet eldorado balnéaire ne survivra pas à la crise de 1929. La station connaît toutefois encore quelques heures de gloire, avec notamment les séjours de Maurice Ravel.
Cette période d'entre deux guerres a vu les boutiques de luxe jouer un rôle important au Touquet-Paris-Plage. La rue Saint-Jean, à ses débuts, était la rue des commerces de luxe. Elle joint, en ligne droite, la mer à la forêt, se prolonge jusqu'à la place de l'Hermitage. Les succursales des maisons de couture parisiennes présentaient les collections en début de saison, qui ne durait que de juillet à fin septembre. Ces couturiers, joailliers, chausseurs, décorateurs qui contribuèrent à la renommée de la France, par leurs succursales au Touquet-Paris-Plage, faisaient le plus grand bonheur des habitués des grands hôtels et des casinos, ainsi que des résidents des nombreuses villas. En partant du boulevard du Docteur-Jules-Pouget (anciennement boulevard de la Mer), rue Saint-Jean :
- au 18, Jean Labrune, chausseur sur mesure de Monte-Carlo ;
- au 31, Au Bucheron, mobilier de Paris, rue de Rivoli ;
- au 32, Mallah, joaillier à Paris au 88 rue du Faubourg-Saint-Honoré ;
- au 37, Ménard, Raoul et Curly, soins de beauté, perruques et postiches, avenue de l'Opéra à Paris ;
- au 46, G. Reynaud, joaillier expert de Monte-Carlo ;
- au 59, la Lloyds Bank ;
- au 66, Yvonne, fourrures, haute-couture, à Cannes, Le Majestic ;
- au 72, La Barclays Bank ;
- au 84, Hermès de la rue du Faubourg-Saint-Honoré à Paris.

puis au coin du boulevard Daloz, Le Monnier, mode, Chapeaux de Paris, Place Vendôme. avenue Saint-Jean :
- Caillot Sœurs, robes, manteaux, avenue de Matignon à Paris, et à Londres ;
- Farchy Amar et compagnie, joaillier de la rue Daunou à Paris ;

enfin, avenue du Verger :
- au 7, Maurice Ariel, sacs de haut luxe, 14 rue du Mont-Thabor à Paris ;
- au 8, Redfern, tailleur pour dames, au 8 rue Royale ;
- Van Cleef & Arpels, joaillier à Paris et à Cannes ;
- Kostio de War, haute couture de l'avenue Montaigne à Paris ;
- Le Crédit du Nord;
- , etc.[i 5].

### La Seconde Guerre mondiale

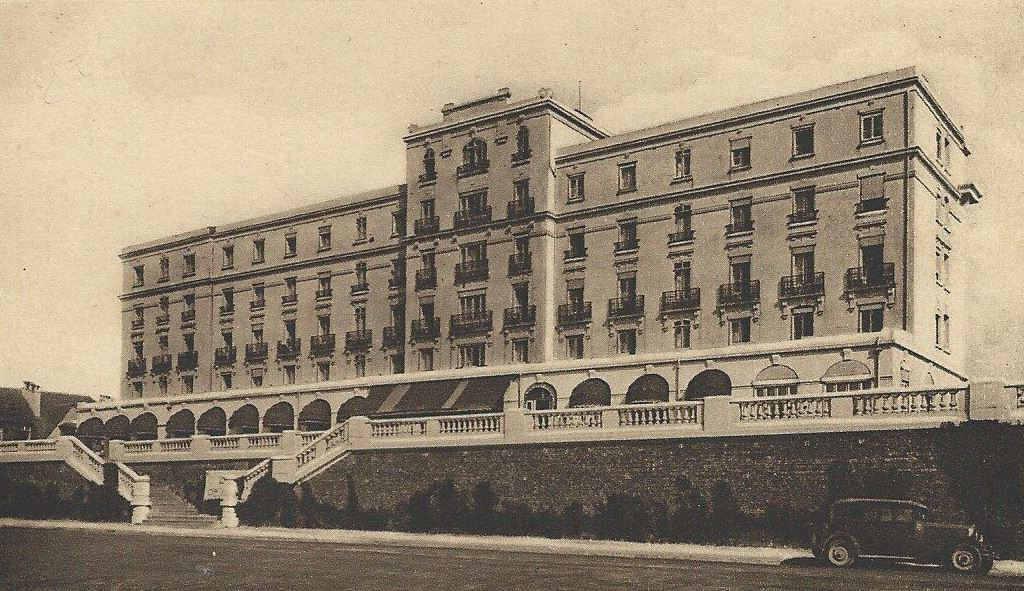
L'Atlantic Hôtel, démoli par l'occupant allemand.

De 1940 à 1944, plus de 40 000 soldats allemands occupent la ville, hôtels et villas sont pillés. En 1943, ils démolissent le prestigieux Atlantic Hôtel au profit de l'organisation Todt afin d'en récupérer les matériaux qui sont envoyés en Allemagne par train. Sur chaque wagon, était inscrit « dons des Français à leurs amis allemands ». Le mur de l'Atlantique est construit en 1943-1944. Deux blockhaus sont encore visibles sur la plage, au sud de la commune. La première bombe alliée tombe le 2 octobre 1943. En juin 1944, les bombardements alliés sont très importants et font d'immenses dégâts et de nombreux morts, dont le maire Jules Pentier.

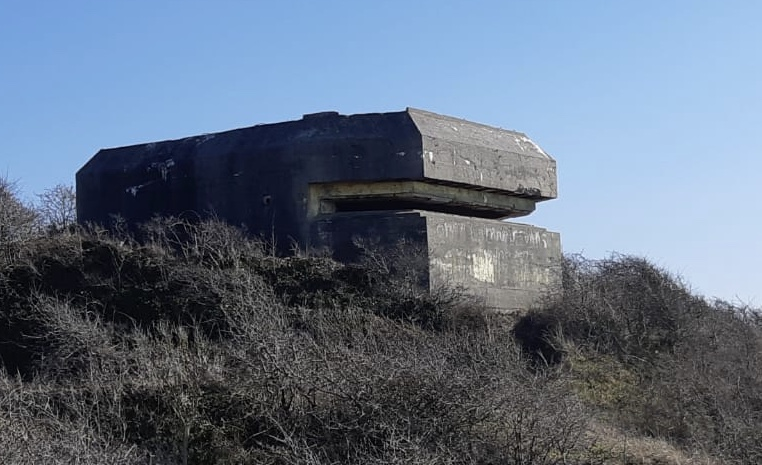
Blockhaus au sud du Touquet-Paris-Plage, un élément de fortification du mur de l'Atlantique.

Le jeune secrétaire général de mairie de 37 ans, Fernand Holuigue, réussit, à partir de 1942, à éviter aux jeunes du Touquet-Paris-Plage, de 18 ans et plus, de partir au STO. La procédure, à mettre en place et qui est demandée par la Préfecture, consiste à convoquer les jeunes, de leur faire remplir des fiches et des questionnaires, après passage d'une visite médicale. Les dossiers complets doivent être transmis à la préfecture d'Arras, où le Préfet délivre un récépissé sous forme de carte remise à chacun des jeunes, et sur présentation de laquelle leur seront remis les tickets de ravitaillement. Toute cette procédure devant déboucher sur une convocation afin de partir en Allemagne travailler dans le cadre du STO. Sauf que les documents n'arriveront jamais à la préfecture. Après plusieurs rappels, Fernand Holuigue reçoit la liste d'un inspecteur de la préfecture et, pour une deuxième fois, la procédure est relancée... mais, de nouveau, les dossiers n'arrivent pas à la préfecture... Cette fois, en 1943, c'est Paris qui dépêche un inspecteur au Touquet-Paris-Plage, les échanges sont vifs et menaçants des deux côtés, mais nous sommes en 1943, l'espoir a changé de camp, la guerre sera bientôt finie, et « l'on se retrouvera » dit-il à son interlocuteur lors du départ de celui-ci. Enfin, un commissaire de police est dépêché en mairie du Touquet-Paris-Plage, afin d'assister à la distribution des tickets de ravitaillement, et de nouveau, des échanges vifs et menaçants des deux côtés. Finalement, aucun jeune ne partit travailler en Allemagne. Fernand Holuigue, évitera de justesse, après dénonciation, l'arrestation et la déportation.
La commune est libérée le 4 septembre 1944 par l'armée canadienne. On recense 106 745 mines (38 620 en ville, 54 125 dans les dunes, le champ de course et l'aérodrome, 13 800 sous les maisons et 200 dans la piscine), ce qui fit du Touquet la commune la plus minée de France.

### Le renouveau

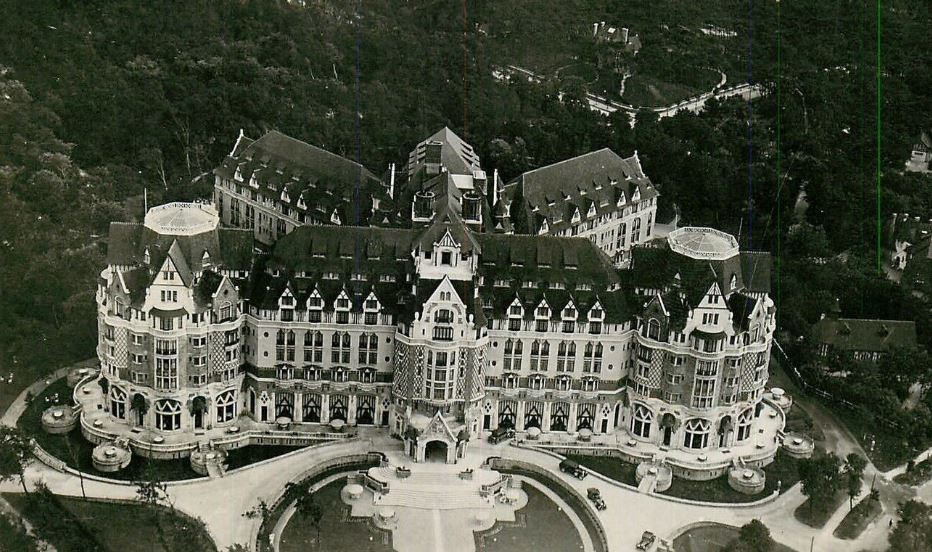
L'hôtel Royal Picardy.

Les destructions sont très importantes, l'activité reprend très lentement. Les reconstructions commencent, par exemple, le 17 mai 1956, Bernard Chochoy, secrétaire d'État à la Reconstruction et au Logement, inaugure les motels de la « résidence du Golf » réalisés sur les plans de l'architecte Maurice Gridaine, et construits à l'emplacement de l'hôtel du golf détruit par les bombardements.
Dans les années 1960, la station renoue avec sa population essentiellement en résidence secondaire et sa nombreuse fréquentation touristique.
En mars 1969, la ville loue pour vingt ans, la partie du casino de la forêt, hors salles de jeux, afin de réaliser la création d'un palais des congrès et permettre l'adhésion à « France Congrès ». À partir de 1970, le 6 février, Le Touquet-Paris-Plage est admis comme treizième ville congrès de France avec effet au 1er janvier 1971, à la suite de cette admission, du 11 au 14 juin 1970 l'assemblée nationale de la Table Ronde célèbre, avec 700 participants, au Touquet-Paris-Plage son XXe anniversaire,
Le tourisme se développe à nouveau avec la construction du lycée hôtelier en 1972 à la place de l'hôtel Royal Picardy, la création en 1974 par Louison Bobet du centre de thalassothérapie, la première édition en 1975 de l'Enduro du Touquet créé par Thierry Sabine, la transformation en 1976 du Normandy en Casino des 4 saisons. Les animations tout au long de l'année font du Touquet la « Station des 4 saisons ».
Le 4 février 2003, Le Touquet-Paris-Plage fait la une des médias à l'occasion du sommet franco-britannique qui réunit Jacques Chirac et Tony Blair. Puis en juillet 2003, le déclassement de la petite piste de l'aéroport permet le lancement du projet de l'espace « Nouveau siècle ». C'est un nouveau chapitre qui s'ouvre dans l'histoire du Touquet. En 2009, la politique événementielle de la ville est recentrée autour du sport, de la culture, de la famille et de la gastronomie ; de nouvelles manifestations sont organisées.
Pour fêter le centième anniversaire de la station le 28 mars 2012, la municipalité a cherché à en faire « la station de l'élégance », à l'image de ce qu'elle fut dans les années 1930, et a défini cent projets pour les cent ans de la commune. La station est fréquentée par les descendants de nombreuses familles bourgeoises du Nord, qui y côtoient les vacanciers en quête de cette atmosphère bourgeoise "hors-sol",.
En juin 2024, à la suite de recherches généalogiques effectuées par un service de la commune, les membres de la famille Chomette, descendants directs d'Alphonse Daloz, sont retrouvés et renouent avec l'histoire la commune et de leur ancêtre. Ils sont les invités d'honneur de la commune lors d'une réception organisée à cette occasion à l'hôtel de ville.

## Politique et administration

### Rattachements administratifs et électoraux
La commune se trouve depuis sa création en 1912 (par détachement de la commune de Cucq) dans l'arrondissement de Montreuil du département du Pas-de-Calais. Pour l'élection des députés, elle fait partie depuis 1986 de la quatrième circonscription du Pas-de-Calais.
Elle faisait partie de 1912 à 1928 du canton de Montreuil, année où elle intègre le canton d'Étaples. En 1991, elle réintègre le canton de Montreuil. Dans le cadre du redécoupage cantonal de 2014 en France, elle est à nouveau rattachée au canton d'Étaples, qui est alors modifié, passant de 19 à 15 communes.
Le Touquet-Paris-Plage relève du tribunal d'instance de Montreuil, du tribunal de grande instance de Boulogne-sur-Mer, de la cour d'appel de Douai, du tribunal pour enfants de Boulogne-sur-Mer, du conseil de prud'hommes de Boulogne-sur-Mer, du tribunal de commerce de Boulogne-sur-Mer, du tribunal administratif de Lille et de la cour administrative d'appel de Douai.

### Intercommunalité
Le Touquet-Paris-Plage faisait partie de la communauté de communes mer et terres d'Opale, créée fin 1999.
Dans le cadre des prescriptions de la Loi NOTRe, qui impose que les intercommunalités regroupent, sauf exceptions, au moins 15 000 habitants, celle-ci fusionne avec ses voisines pour former, le 1er janvier 2017 la communauté d'agglomération des Deux Baies en Montreuillois dont est désormais membre la ville.

### Tendances politiques
Au sein d'une région qui vote majoritairement à gauche, Le Touquet-Paris-Plage est une commune dont les électeurs votent traditionnellement à droite.
À l'élection présidentielle française de 2012, le premier tour a vu arriver en tête Nicolas Sarkozy avec 60,47 % soit 2 533 voix, suivi de François Hollande avec 12,37 % soit 518 voix, puis de Marine Le Pen avec 11,89 % soit 498 voix, et enfin de François Bayrou avec 8,31 % soit 348 voix, aucun autre candidat ne dépassant le seuil des 5 %. Au second tour, les électeurs ont voté à 78,02 % soit 3 273 voix pour Nicolas Sarkozy contre 21,98 % soit 922 voix pour François Hollande, résultat très différent de la moyenne nationale qui est, au second tour, de 51,64 % pour François Hollande et 48,36 % pour Nicolas Sarkozy. Pour cette élection présidentielle, le taux de participation a été élevé. On compte au premier tour, 5 293 inscrits sur les listes électorales touquettoises, 79,84 % soit 4 226 voix ont participé aux votes, le taux d'abstention fut de 20,16 % soit 1 067 voix, 0,88 % soit 37 voix ont effectué un vote blanc ou nul et enfin 99,12 % soit 4 189 voix se sont exprimées.
Aux élections régionales de 2010 en Nord-Pas-de-Calais, le premier tour a vu arriver en tête la liste conduite par Valérie Létard (LMAJ) avec 53,67 % soit 1 322 voix, suivie de la liste conduite par Marine Le Pen (LFN) avec 15,06 % soit 371 voix, puis la liste conduite par Daniel Percheron (LSOC) avec 11,53 % soit 284 voix, aucun autre candidat ne dépassant le seuil des 10 %. Au second tour, les électeurs ont voté à 62,75 % soit 1 664 voix pour la liste de Valérie Létard contre 20,78 % soit 551 voix pour la liste Daniel Percheron et 16,48 % soit 437 voix pour la liste Marine Le Pen, résultat très différents de la moyenne régionale, qui est, au second tour de 51,90 % pour la liste de Daniel Percheron contre 25,91 % pour la liste Valérie Létard et 22,20 % pour la liste Marine Le Pen.
À l'élection municipale de 2008, le premier tour, où se présentaient trois listes de droite, a vu arriver en tête la liste conduite par Daniel Fasquelle avec 66,70 % soit 2 562 voix, suivie de la liste conduite par Patrick Doussot avec 18,43 % soit 708 voix, puis la liste conduite par Thierry Grégoire avec 14,87 % soit 571 voix. Une liste ayant obtenu plus de 50 % dès le premier tour, il n'y a pas eu de second tour.
Le premier tour des élections municipales de 2020 se déroule le 15 mars. Le confinement lié à la pandémie de Covid-19 retarde de trois mois la tenue du second tour, qui a lieu le 28 juin. Daniel Fasquelle (38,28 %) se retrouve « esseulé face au front uni de ses opposants ». Juliette Bernard, divers centre, 22,95 % au premier tour, fusionne avec les listes d'Hervé Pierre (10 %, divers droite) et Olivier Lebreuilly (28 %, LREM).
| Élections présidentielles, résultats des deuxièmes tours.                                               | Élections présidentielles, résultats des deuxièmes tours. | Élections présidentielles, résultats des deuxièmes tours. | Élections présidentielles, résultats des deuxièmes tours. | Élections présidentielles, résultats des deuxièmes tours. | Élections présidentielles, résultats des deuxièmes tours. | Élections présidentielles, résultats des deuxièmes tours. | Élections présidentielles, résultats des deuxièmes tours. |
| Année                                                                                                   | Élu                                                       | Élu                                                       | Élu                                                       | Battu                                                     | Battu                                                     | Battu                                                     | Participation                                             |
| --- | --------------------------------------------------------- | --------------------------------------------------------- | --------------------------------------------------------- | --------------------------------------------------------- | --------------------------------------------------------- | --------------------------------------------------------- | --------------------------------------------------------- |
| 2002 | 82,63 %                                                   | Jacques Chirac                                            | RPR                                                       | 17,37 %                                                   | Jean-Marie Le Pen                                         | FN                                                        | 77,22 %                                                   |
| 2007 | 80,32 %                                                   | Nicolas Sarkozy                                           | UMP                                                       | 19,68 %                                                   | Ségolène Royal                                            | PS                                                        | 83,06 %                                                   |
| 2012 | 21,98 %                                                   | François Hollande                                         | PS                                                        | 78,02 %                                                   | Nicolas Sarkozy                                           | UMP                                                       | 82,27 %                                                   |
| 2017 | 81,08 %                                                   | Emmanuel Macron                                           | EM                                                        | 18,92 %                                                   | Marine Le Pen                                             | FN                                                        | 79,42 %                                                   |
| 2022 | 78,43 %                                                   | Emmanuel Macron                                           | LREM                                                      | 21,57 %                                                   | Marine Le Pen                                             | RN                                                        | 76,82 %                                                   |
| Élections législatives, résultats des deux meilleurs scores du dernier tour de scrutin.                 |                                                           |                                                           |                                                           |                                                           |                                                           |                                                           |                                                           |
| Année                                                                                                   | Élu                                                       | Élu                                                       | Élu                                                       | Battu                                                     | Battu                                                     | Battu                                                     | Participation                                             |
| Le Touquet-Paris-Plage est répartie sur plusieurs circonscriptions, cf. les résultats des .             |                                                           |                                                           |                                                           |                                                           |                                                           |                                                           |                                                           |
| Avant 2010, Le Touquet-Paris-Plage est répartie sur plusieurs circonscriptions, cf. les résultats des . |                                                           |                                                           |                                                           |                                                           |                                                           |                                                           |                                                           |
| 2002 | 81,78 %                                                   | Léonce Deprez                                             | UMP                                                       | 18,22 %                                                   | Danièle Lhomme                                            | PS                                                        | 63,43 %                                                   |
| 2007 | 84,77 %                                                   | Daniel Fasquelle                                          | UMP                                                       | 15,23 %                                                   | Vincent Lena                                              | PS                                                        | 64,48 %                                                   |
| Après 2010, Le Touquet-Paris-Plage est répartie sur plusieurs circonscriptions, cf. les résultats de .  |                                                           |                                                           |                                                           |                                                           |                                                           |                                                           |                                                           |
| 2012 | 77,82 %                                                   | Daniel Fasquelle                                          | UMP                                                       | 22,18 %                                                   | Vincent Lena                                              | PS                                                        | 64,02 %                                                   |
| 2017 | 50,42 %                                                   | Daniel Fasquelle                                          | LR                                                        | 49,56 %                                                   | Thibaut Guilluy                                           | LREM                                                      | 67,74 %                                                   |
| 2022 | %                                                         |                                                           |                                                           | %                                                         |                                                           |                                                           | %                                                         |
| 2024 | %                                                         |                                                           |                                                           | %                                                         |                                                           |                                                           | %                                                         |
| Élections européennes, résultats des deux meilleurs scores.                                             |                                                           |                                                           |                                                           |                                                           |                                                           |                                                           |                                                           |
| Année                                                                                                   | Liste 1re                                                 | Liste 1re                                                 | Liste 1re                                                 | Liste 2e                                                  | Liste 2e                                                  | Liste 2e                                                  | Participation                                             |
| 2004 | %                                                         |                                                           |                                                           | %                                                         |                                                           |                                                           | %                                                         |
| 2009 | 56,63 %                                                   | Dominique Riquet                                          | UMP                                                       | 16,42 %                                                   | Thierry Grégoire                                          | DVD                                                       | 46,89 %                                                   |
| 2014 | 42,79 %                                                   | Jérôme Lavrilleux                                         | UMP                                                       | 18,29 %                                                   | Marine Le Pen                                             | FN                                                        | 52,10 %                                                   |
| 2019 | %                                                         |                                                           |                                                           | %                                                         |                                                           |                                                           | %                                                         |
| 2024 | %                                                         |                                                           |                                                           | %                                                         |                                                           |                                                           | %                                                         |
| Élections régionales, résultats des deux meilleurs scores.                                              |                                                           |                                                           |                                                           |                                                           |                                                           |                                                           |                                                           |
| Année                                                                                                   | Liste 1re                                                 | Liste 1re                                                 | Liste 1re                                                 | Liste 2e                                                  | Liste 2e                                                  | Liste 2e                                                  | Participation                                             |
| 2004 | 66,13 %                                                   | Jean-Paul Delevoye                                        | UMP                                                       | 19,89 %                                                   | Daniel Percheron                                          | PS                                                        | 59,71 %                                                   |
| 2010 | 62,75 %                                                   | Valérie Létard                                            | MAJ                                                       | 20,78 %                                                   | Daniel Percheron                                          | PS                                                        | 50,26 %                                                   |
| 2015 | 74,90 %                                                   | Xavier Bertrand                                           | LR                                                        | 25,10 %                                                   | Marine Le Pen                                             | FN                                                        | 66,72 %                                                   |
| 2021 | 80,37 %                                                   | Xavier Bertrand                                           | DVD                                                       | 13,01 %                                                   | Sébastien Chenu                                           | RN                                                        | 55,31 %                                                   |
| Élections cantonales, résultats des deux meilleurs scores du dernier tour de scrutin.                   |                                                           |                                                           |                                                           |                                                           |                                                           |                                                           |                                                           |
| Année                                                                                                   | Élu                                                       | Élu                                                       | Élu                                                       | Battu                                                     | Battu                                                     | Battu                                                     | Participation                                             |
| Le Touquet-Paris-Plage est répartie sur plusieurs cantons, cf. les résultats de ceux de .               |                                                           |                                                           |                                                           |                                                           |                                                           |                                                           |                                                           |
| 2001 | %                                                         |                                                           |                                                           | %                                                         |                                                           |                                                           | %                                                         |
| 2004 | %                                                         |                                                           |                                                           | %                                                         |                                                           |                                                           | indisponible %                                            |
| 2008 | %                                                         |                                                           |                                                           | %                                                         |                                                           |                                                           | %                                                         |
| 2011 | %                                                         |                                                           |                                                           | %                                                         |                                                           |                                                           | indisponible %                                            |
| Élections départementales, résultats des deux meilleurs scores du dernier tour de scrutin.              |                                                           |                                                           |                                                           |                                                           |                                                           |                                                           |                                                           |
| Année                                                                                                   | Élus                                                      | Élus                                                      | Élus                                                      | Battus                                                    | Battus                                                    | Battus                                                    | Participation                                             |
| Le Touquet-Paris-Plage est répartie sur plusieurs cantons, cf. les résultats de ceux de .               |                                                           |                                                           |                                                           |                                                           |                                                           |                                                           |                                                           |
| 2015 | 76,89 %                                                   | Philippe Fait et Geneviève Margueritte                    | Union de la droite                                        | 23,11 %                                                   | Elise Fillette et Francis Leroy                           | FN                                                        | 50,16 %                                                   |
| 2021 | %                                                         |                                                           |                                                           | %                                                         |                                                           |                                                           | %                                                         |
| Référendums.                                                                                            |                                                           |                                                           |                                                           |                                                           |                                                           |                                                           |                                                           |
| Année                                                                                                   | Oui (national)                                            | Oui (national)                                            | Oui (national)                                            | Non (national)                                            | Non (national)                                            | Non (national)                                            | Participation                                             |
| 1992 | 49,52 % (51,04 %)                                         | 49,52 % (51,04 %)                                         | 49,52 % (51,04 %)                                         | 50,48 % (48,96 %)                                         | 50,48 % (48,96 %)                                         | 50,48 % (48,96 %)                                         | 67,45 %                                                   |
| 2000 | 64,06 % (73,21 %)                                         | 64,06 % (73,21 %)                                         | 64,06 % (73,21 %)                                         | 35,94 % (26,79 %)                                         | 35,94 % (26,79 %)                                         | 35,94 % (26,79 %)                                         | 30,92 %                                                   |
| 2005 | 67,50 % (45,33 %)                                         | 67,50 % (45,33 %)                                         | 67,50 % (45,33 %)                                         | 32,50 % (54,67 %)                                         | 32,50 % (54,67 %)                                         | 32,50 % (54,67 %)                                         | 69,52 %                                                   |

### Administration municipale
Le nombre d'habitants de la commune étant compris entre 3 500 et 4 999, le conseil municipal est composé de 27 membres.
Le 5 juillet 2009, le maire du Touquet-Paris-Plage a confirmé qu'il n'envisageait pas la création d'une police municipale, la commune fondant de grands espoirs sur les caméras de surveillance pour enrayer d'éventuels actes de délinquance.

### Liste des maires
| Période          | Période                      | Identité                         | Étiquette    | Qualité |
| ---------------- | ---------------------------- | -------------------------------- | ------------ | --- |
| 11 juin 1944     | 6 septembre 1944             | Armand Durand (assure l'intérim) |              | Président des « Jardins ouvriers » |
| 6 septembre 1944 | juillet 1963                 | Jules Pouget                     | RGR          | Médecin Sénateur du Pas-de-Calais (1948 → 1952) Réélu le 19 octobre 1947, le 4 mars 1955 et le 15 mars 1959 Mort en fonction                                                                                                   |
| septembre 1963   | mai 1969                     | Pierre Ferrier                   | SE           | Médecin Mort en fonction |
| juillet 1969     | juin 1995                    | Léonce Deprez                    | UDF-PSD      | Directeur de sociétés Député de la 4e circonscription du Pas-de-Calais (1986 → 2007) |
| juin 1995        | mars 2001                    | Philippe Cotrel                  | DVD          | Président de sociétés |
| mars 2001        | mars 2008                    | Léonce Deprez                    | UDF puis UMP | Directeur de sociétés Député de la 4e circonscription du Pas-de-Calais (1986 → 2007) |
| 9 mars 2008      | juillet 2017                 | Daniel Fasquelle,                | UMP → LR     | Doyen honoraire de la faculté de droit de l'ULCO Député de la 4e circonscription du Pas-de-Calais (2007 → 2020) Président de la CC Mer et Terres d'Opale (2008 → 2016) Démissionnaire à la suite de sa réélection comme député |
| juillet 2017,    | juin 2020                    | Lilyane Lussignol                | LR           | Chargée de mission |
| juin 2020        | En cours (au 5 juillet 2020) | Daniel Fasquelle                 | LR           | Doyen honoraire de la faculté de droit de l'ULCO Député de la 4e circonscription du Pas-de-Calais (2007 → 2020) |

### Politique environnementale
Depuis le 22 février 2017, la municipalité dispose d'une autorisation préfectorale lui permettant de maîtriser les populations de goélands dans le centre-ville de la commune. Une fois les nids repérés par un drone, les œufs sont stérilisés à l'aide d'un drone pulvérisant une huile végétale naturelle et inoffensive pour les goélands adultes.
La station d'épuration se situe à l'est de la commune, au bord de la Canche, près du pont vers Étaples.
L'intercommunalité est responsable de la collecte des déchets ménagers et du tri sélectif. En 2012, un nouvel appel d'offres pour cinq ans doit permettre d'optimiser celle-ci : diminution du nombre de passages pour les encombrants, test de ramassage des cartons à cheval, diminution des nuisances.
Si les centrales nucléaires françaises les plus proches, productrices de la grande majorité de l'électricité fournie à la commune, sont celles de Gravelines et Penly (chacune à 67 km au nord et au sud), la centrale la plus proche est en fait celle de Dungeness, en Angleterre, à 62 km.
Malgré ses nuisances écologiques dénoncées dès ses origines dans les années 1970, la course de motos annuelles de l'Enduro du Touquet perdure pour des raisons principalement économiques.

### Instances de démocratie participative
Depuis le 5 mars 2022, la commune a installé, dans ses fonctions, un Conseil municipal des jeunes (CMJ). Ils sont au nombre de 30, âgés de 9 à 17 ans, sous la présidence du maire et d'élus référents. Ils se réunissent toutes les 6 semaines pour débattre de sujets répartis en quatre commissions : sport ; nature/écologie et sécurité ; culture et gastronomie ; citoyenneté et social.

### Jumelages

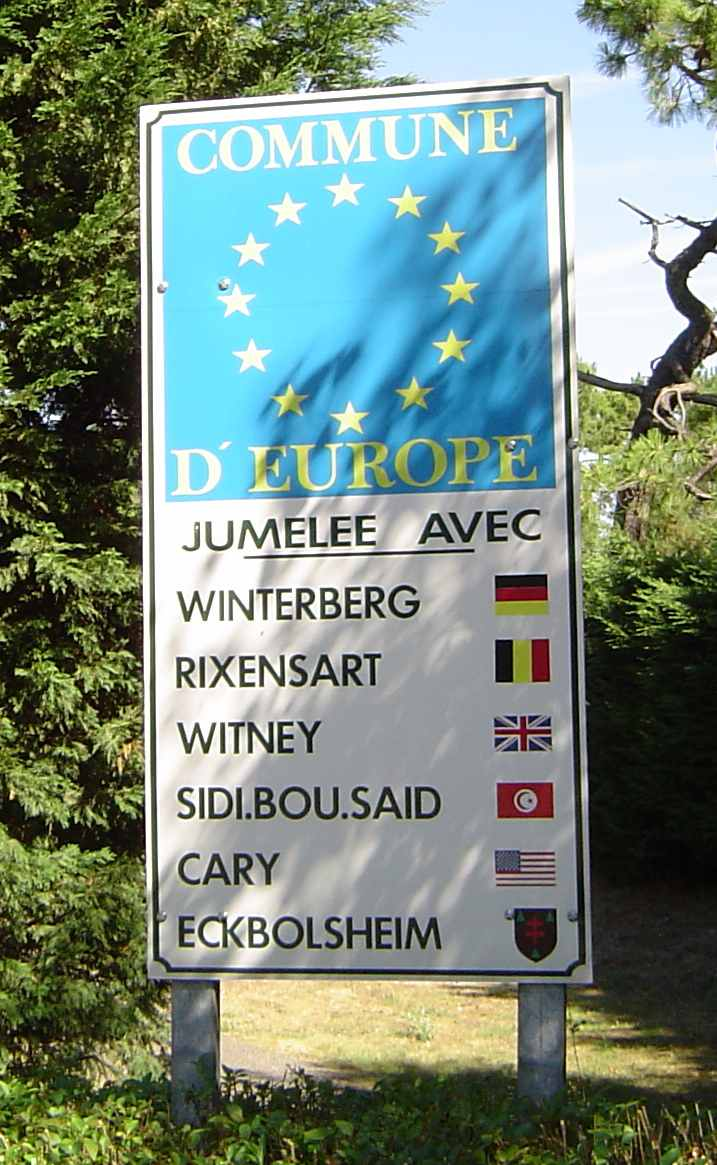
Panneau à l'entrée de la commune.

Au 13 janvier 2021 d'après le ministère de l'Europe et des Affaires étrangères, la commune du Touquet-Paris-Plage est jumelée avec
- Winterberg (Allemagne) depuis le 24 septembre 1966, station de sports d'hiver ;
- es:Villa Gesell (Argentine) depuis 2012, arrondissement de la province de Buenos Aires ;
- Rixensart (Belgique) depuis le 17 octobre 1970, commune du Brabant wallon ;
- Cary (États-Unis) depuis 1992, dans l'État de Caroline du Nord ;
- Witney (Grande-Bretagne) depuis le 26 avril 1978, dans l'Oxfordshire ;
- Sidi Bou Saïd (Tunisie) depuis 1986, station balnéaire dans la banlieue de Tunis.

Par ailleurs, la commune a signé en 1995 un partenariat avec celle d'Eckbolsheim en Alsace et a noué des liens étroits d'aide et de coopération avec la ville de Niono au Mali via une association, créée en 1985 dans le sillage du rallye Paris-Dakar de 1985 où FR3 et RTL, associées des organisateurs du rallye lancent l'opération humanitaire Sahel 84, cette association s'appelle Pari du cœur-Anitou (Niono-Le Touquet-Paris-Plage). Des échanges entre les deux villes se font régulièrement. En 1990, trois membres du bureau avec le chef du village à leur tête viennent au Touquet-Paris-Plage. En 1997, venue de Dominique Traoré, un enseignant, membre fondateur du comité et toujours actif en 2012, il repart avec un sachet de sable, des coquillages, une bouteille d'eau de mer, une photo de lui, debout dans les vagues, pour montrer aux enfants et à ses élèves ce qu'est la mer. En 1988, un chef nomade avait tiré la leçon du début de cette aventure et avait dit: 

« Nous demeurons reconnaissants à votre organisation ANITOU qui nous a ouvert de nouveaux horizons de réhabilitation et d'insertion dans le circuit de la production en dépassant progressivement le stade de la main tendue »

Depuis 1974, la commune est jumelée avec le syndicat d'initiative de la vallée de la Course. En 2024, pour le 50e anniversaire, des festivités sont organisées,.

## Équipements et services publics

### Eau et déchets
Sur le territoire de la commune de Cucq, au bord de la Canche et proche du pont d'Étaples, se trouve la station d'épuration qui traite, depuis le début des années 1980, les eaux usées de la commune, de Cucq, d'Étaples et de Merlimont, soit deux millions de mètres cubes traités puis rejetés dans le milieu naturel. Cette station a bénéficié d'importants travaux de modernisation de 2007 à 2009, pour améliorer la qualité des eaux de la Canche et du bord de mer, et est dimensionnée pour supporter l'afflux de touristes en période estivale,.

### Espaces publics
La commune se voit décerner le label jardin remarquable par le ministère de la Culture en 2022 pour ses neuf jardins et parcs publics,.
Le Touquet-Paris-Plage bénéficie du label « ville fleurie » avec quatre fleurs attribuées depuis 1992 par le Conseil national des villes et villages fleuris de France au concours des villes et villages fleuris. Cette instance a par ailleurs décerné le grand prix national à la commune (palmarès 2006) et le prix national de l'arbre en 2007.
Le label « Toutourisme » est attribué à la commune en 2023, après la commune de Berck, le Touquet est la deuxième commune du Pas-de-Calais à l'obtenir. Ce label, délivré aux communes réservant un bon accueil aux propriétaires d'animaux, consiste en un pack de bienvenue, remis à l'office du tourisme, incluant un guide pratique de la ville, les adresses utiles, les restaurants, les parcs et jardins, les règles de propreté urbaine, des sacs de propreté….

### Enseignement

#### Historique

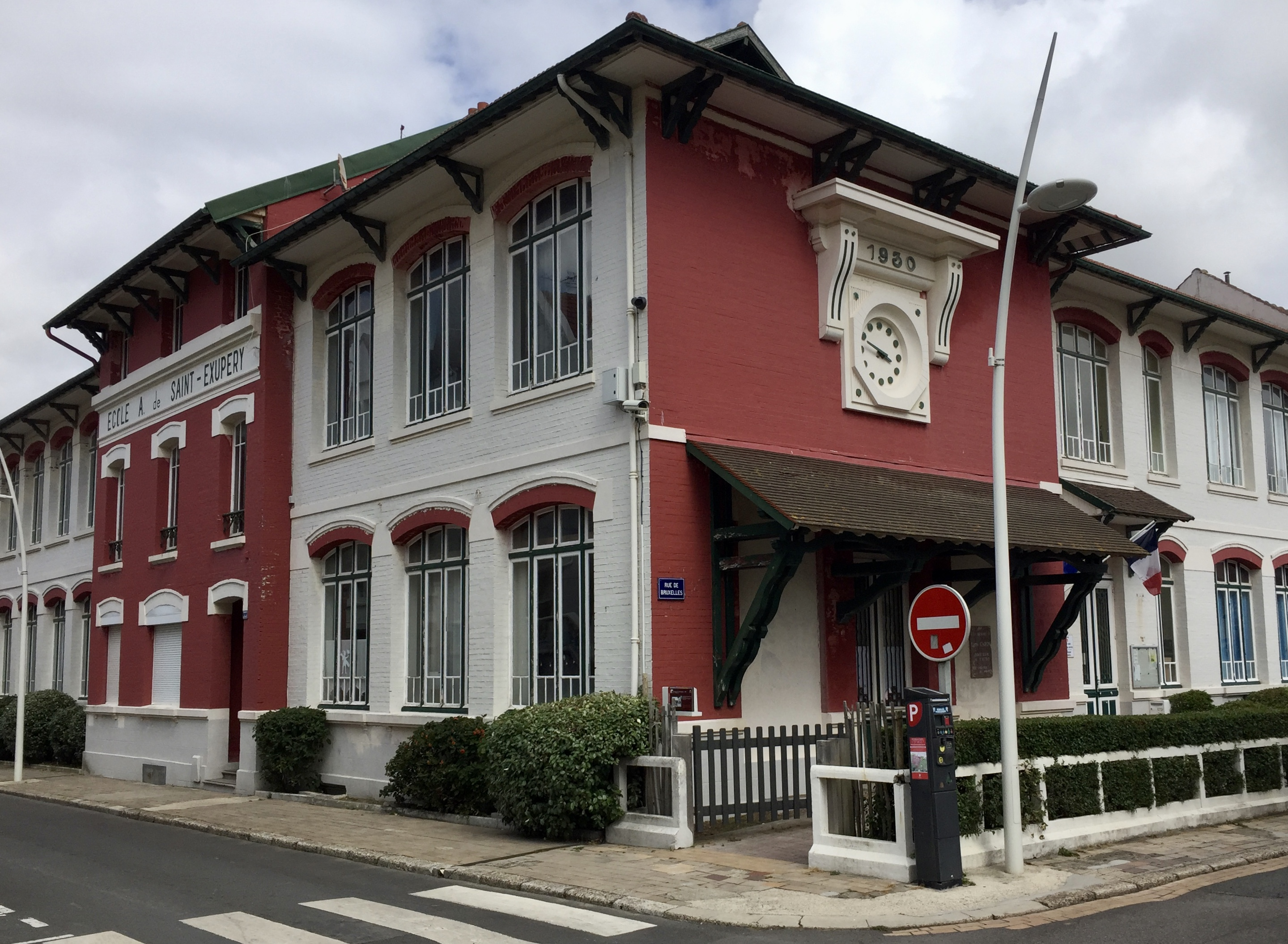
École élémentaire Antoine-de-Saint-Exupéry.

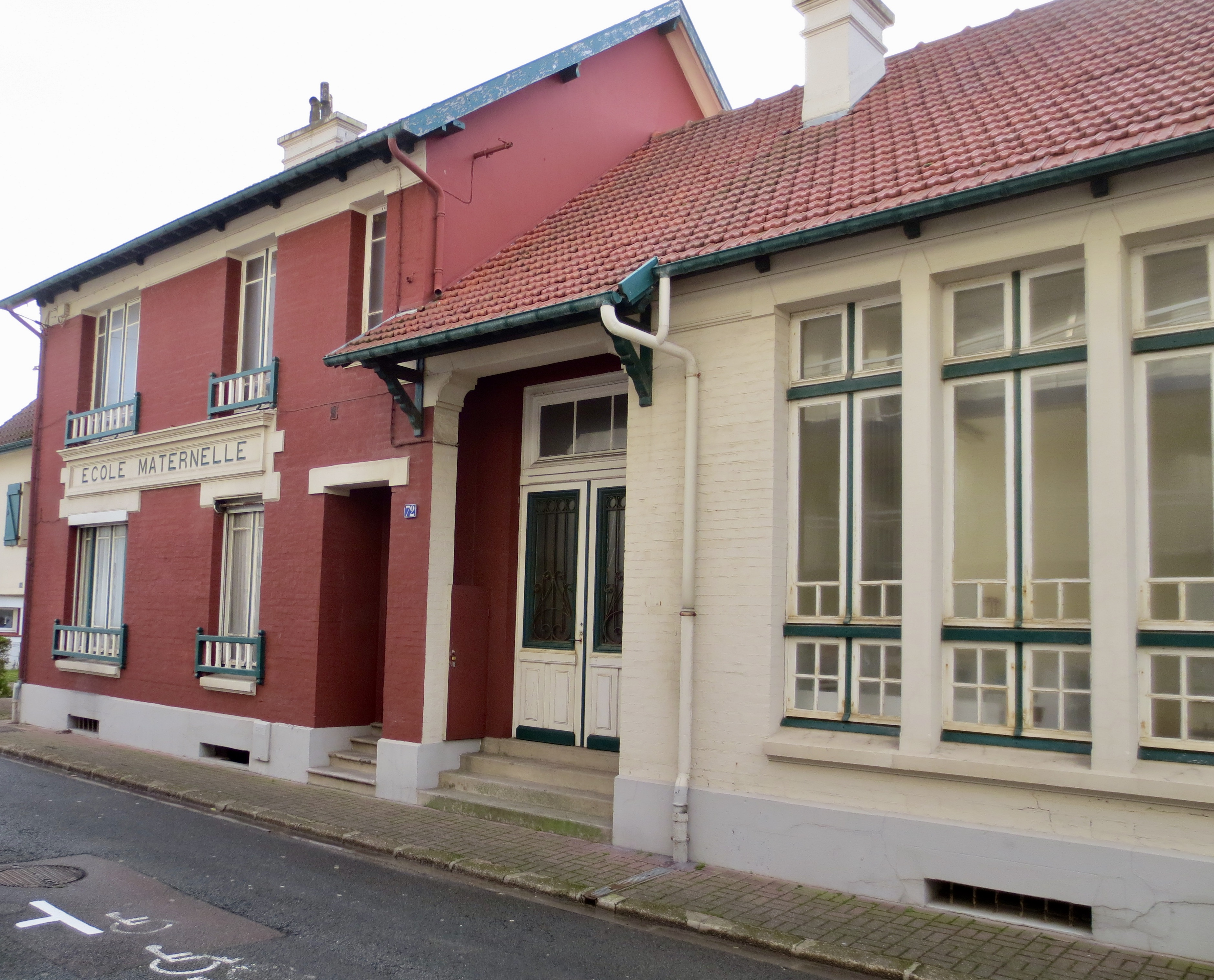
École maternelle.

Dès 1888, il y a une école primaire au hameau de Paris-Plage. Dirigée par M. Delacroix, elle compte une dizaine d'élèves. Les parents versent une petite contribution.
En 1892, en application de la loi Jules Ferry sur l'école obligatoire, le conseil municipal crée une école mixte à Paris-Plage. Les héritiers Daloz font alors donation à la commune de Cucq, d'un terrain de 840 m2, rue de Londres, le projet est confié l'architecte M. Gobert de Montreuil et réalisé par l'entreprise Louis Fournier. En attendant, la commune loue le chalet Mathilde, à l'angle des rues de Londres et de la Paix. L'école mixte ouvre en 1897 avec 37 élèves. En 1905, il y a 95 élèves, une pétition réclame l'éclatement de l'école mixte en école de filles et de garçons. La commune de Cucq décide d'acheter un terrain, à l'angle des rues de Bruxelles et de Moscou, pour la construction de l'école des garçons. Le projet est confié à l'architecte Fernand Buisset et réalisée par l'entreprise Roger, elle est inaugurée le 24 décembre 1908 et connaîtra un agrandissement important, sur la rue de Bruxelles, en 1930. Elle deviendra plus tard, l'école Saint-Exupéry. En 1939, l'école des garçons comporte neuf classes, celle des filles, huit classes.
En février 1910, l'école compte 110 enfants de deux à cinq ans. La commune de Cucq décide la création d'une école maternelle à Paris-Plage. Le terrain à côté de l'école des garçons est acheté au « Touquet Syndicate Ltd ». Le projet prévoit deux classes, une salle de repos, deux logements et un grand préau couvert. Elle est inaugurée le 1er octobre 1912 en même temps que la cantine contiguë qui peut recevoir les enfants des trois écoles. Elle est agrandie en 1978 pour accueillir six classes et, est divisée en deux écoles Blanche-Neige et Le Petit Poucet.
Après la Seconde Guerre mondiale, l'activité reprend doucement, à partir de 1945, avec le retour de la population dont une partie était réfugiée dans la Nièvre. 1952, la distribution des prix marque le retour à la normale. En 1956, s'ouvre un cours complémentaire mixte.
Parallèlement, pour répondre aux attentes de quelques familles, une école libre de filles est ouverte en 1915, par les demoiselles Chidéric, à la villa Ave Maria, toujours existante, située face à l'hôtel des Postes. En 1922, l'abbé Deligny, au nom de la paroisse, achète le terrain au 36  rue de la Paix et y fait construire une école comportant deux grandes classes. L'école Jeanne d'Arc est née, inaugurée et bénie le 15 janvier 1923.
Quelques garçons fréquentent la petite école libre de M. Bobe, à l'angle des rues de Londres et de la Paix. L'abbé Deligny, curé de la paroisse, ouvre, rue de Moscou, le 1er octobre 1934, l'école Saint-Michel, mieux équipée et plus spacieuse, mais toujours à classe unique. Faute d'enseignant après guerre, elle ne rouvre qu'en 1955.
L'école Jeanne d'Arc, avec ses quatre classes, est confiée, en 1956, aux sœurs de la sainte union des Sacrés Cœurs. Les locaux, vite trop petits, suscitent, dès 1957, un transfert dans la villa Wood Side avenue du Maréchal-Foch. Les petits restent dans la garderie Sainte-Anne. En 1959, on ajoute quatre nouvelles classes. Fin juin 1976, les sœurs quittent Le Touquet-Paris-Plage. L'école devient mixte sous la direction de M. Sueur, directeur de l'école Saint-Michel, qui amène ses élèves. L'école Saint-Michel a laissé place à un immeuble.
Il faut attendre les années 1970 pour voir « la cité éducative du Touquet-Paris-Plage » offrir des propositions stables au secondaire, à l'emplacement des ruines du Royal Picardy.

#### AuXXIesiècle

Le bâtiment du lycée hôtelier.

La commune du Touquet-Paris-Plage est située dans l'académie de Lille.
La ville administre deux écoles communales du primaire : l'école élémentaire Antoine de Saint-Exupéry et l'école maternelle Petit-Poucet Blanche-Neige qui font partie du Groupe scolaire des Quatre-Saisons qui, à la rentrée de septembre 2011, comptaient 452 élèves
. Les Touquettois disposent par ailleurs d'un établissement privé catholique sous contrat, l'école primaire Jeanne d'Arc.
Le département gère le collège Maxence-Van-Der-Meersch. Placé dans l'enceinte du lycée hôtelier jusqu'en 2008, il est installé depuis dans l'espace Nouveau siècle près de l'aéroport, inauguré le 2 septembre 2008, et a fait l'objet d'innovations technologiques depuis mi-2011 : notamment, toutes les salles d'enseignement sont équipées de vidéoprojecteurs et d'ordinateurs.
La région Hauts-de-France gère le lycée hôtelier, avec 185 élèves (en 1975). Ce lycée, construit en 1972, sur les plans de l'architecte boulonnais, Pierre-André Dufétel, à l'emplacement de l'ancien grand hôtel de luxe Royal Picardy et qu'accompagne la « cité éducative » associée, a été totalement rénové et étendu en 2006-2007. Ce bâtiment, qui est composé d'une tour de onze plateaux en forme d'étoiles, ayant la forme d'une pomme de pin, qui rappelle la forêt sur laquelle elle est implantée, est labellisé Architecture contemporaine remarquable (ACR) depuis 2004,,,,. Au service exclusif de l'hôtellerie-restauration, les formations vont du CAP au BTS, en passant par le baccalauréat et couvrent les domaines des arts culinaires, du service, de la table, du bar, de la sommellerie, de la traitance, de l'accueil, de la réception et de l'hébergement, sa devise étant Ministrando Gloriamur (Servir est notre honneur). Depuis 2016, le lycée hôtelier décerne le « trophée national Royal Picardy » qui récompense les élèves de terminale qui honorent les valeurs de l'accueil et du service à la française.

### Postes et télécommunications
La commune dispose d'un hôtel des postes, construit en 1927 et qui fait l'objet d'une inscription au titre des monuments historiques depuis le 12 mai 1997.

### Santé
Les Touquettois bénéficient des services du centre hospitalier de l'arrondissement de Montreuil (CHAM), situé à Rang-du-Fliers. Cet établissement né en 1980 s'est agrandi depuis, particulièrement en septembre 2009. Cet établissement s'est étendu sans cesse et offre aujourd'hui plus de 900 lits et places.
Il reste une clinique privée au Touquet Les Drags anciennement Belmesnil, construite par l'architecte Fernand Buisset, établissement de convalescence et de repos situé avenue du Golf entre l'avenue Vincent et l'avenue du Général-de-Gaulle, elle est dirigée, en 2012, par Dominique Fouchet, fils du chirurgien, le docteur Pierre Fouchet, qui créa cette clinique, avec son épouse Christiane Motte, en 1954. Elle dispose de quatre-vingt-cinq places,.
Un établissement de thalassothérapie, associé à une grande chaîne d'hôtels, est situé sur le front de mer afin de pratiquer l'hydrothérapie en utilisant l'eau de mer et de mettre à profit les bienfaits de l'air iodé. La première pierre est posée le 11 septembre, par Aimé Paquet, secrétaire d'État auprès du ministre de l'Aménagement du territoire, en présence des concepteurs, notamment Louison Bobet, Léonce Deprez et l'architecte Louis Quételart. La première tranche terminée avec une des ailes de soin, l'inauguration, par Louison Bobet et l'accueil des premiers curistes, a lieu mi-juin 1974. Le complexe est complété par deux hôtels, ouverts toute l'année, nécessaires à la rentabilité de l'institut, un Novotel en 1977 de 104 chambres, agrandi de 45 chambres en 1991, et d'un hôtel Ibis de 91 chambres en 1981. Ces deux hôtels disposent d'un accès direct aux structures de soins.
Le 17 décembre 2018, la ville a signé l'acte de vente du terrain sur lequel sera réalisée la maison médicale « Jean-Louis Capron », à l'angle des rues de Samer et Edmond Bardol. Ce sera, à terme, une vingtaine de médecins, de professionnels de santé, de spécialistes que l'on pourra consulter en un même lieu. Cette maison médicale sera au cœur d'un béguinage de 51 logements en résidence, avec un parking en sous-sol de 89 places. En 2019, les travaux de la maison médicale sont momentanément arrêtés à la suite de recours déposés par des propriétaires-riverains. En 2023, la maison médicale « Jean-Louis Capron » est inaugurée.

### Justice, sécurité, secours et défense
En 2019, la municipalité installe une vingtaine de bornes anti-intrusion amovibles. Elles seront actionnées à partir du centre de supervision urbain lors de tous les événements nécessitant la sécurisation du centre ville.

#### Sapeurs-pompiers
Le centre de secours de la baie de Canche est installé dans la zone industrielle d'Étaples et a été inauguré le 16 juin 2001.

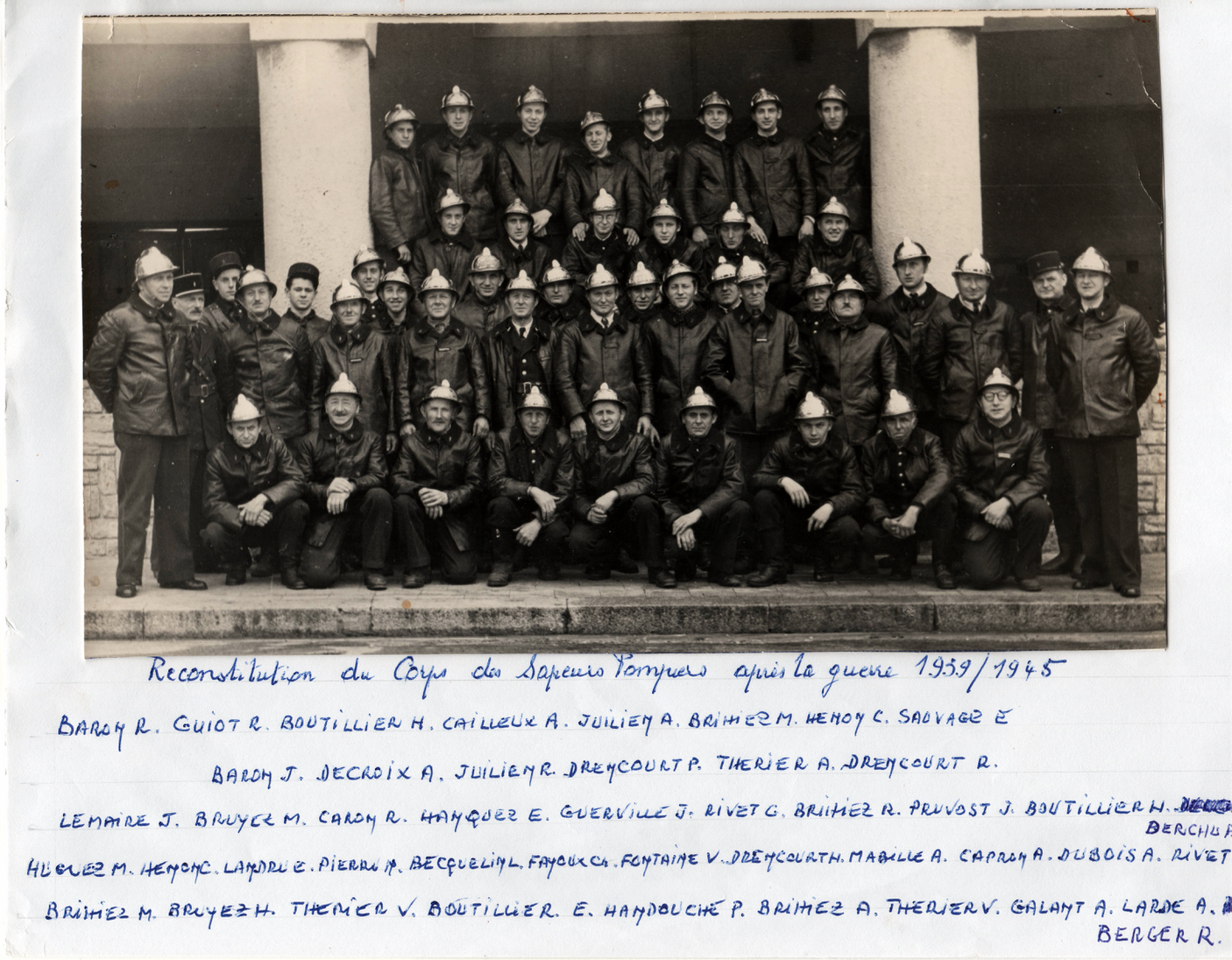
Corps des sapeurs-pompiers reconstitué après la Seconde Guerre mondiale.

L'histoire du corps des sapeurs-pompiers a commencé en... 1896, par l'achat d'une pompe à incendie et la constitution d'un corps de sapeurs-pompiers volontaires, à la suite d'incendies qui avaient détruits des chalets et des hôtels, construits en bois à cette époque. En 1908, le conseil municipal vote la création d'une subdivision sapeurs-pompiers (1 sous-lieutenant, Jean Bongibault, 1 sergent, Joseph Duboc, 2 caporaux, Miny et Bozelli et 14 sapeurs). Le 2 février 1910, l'association des sapeurs-pompiers de Paris-Plage est créée. En 1912, La subdivision de sapeurs-pompiers est réaménagée avec 40 sapeurs. En 1927, la subdivision de sapeurs-pompiers de Cucq devient un corps à part entière. En 1935, une caserne des pompiers est construite à l'endroit de l'actuel Trésor Public, rue de Moscou. En 1946, l'organisation de secours des sapeurs-pompiers devient centre principal de secours, l'effectif est porté à 60 hommes disposant de 11 véhicules. En 1957, une caserne est construite rue Joseph-Duboc (anciennement rue de la Lune), entre la rue de Metz et la rue de Moscou, côté sud, en 2001, elle ferme définitivement et les secours sont transférés à Étaples.

#### Police
Le commissariat de police se situe à l'angle nord-est des rues de Londres et Charles North. Auparavant, il est situé à l'Hôtel de ville, l'entrée se trouve avenue des Oyats, et les bureaux sont dans les sous-sols. La police a d'abord été municipale puis nationale.
Le 26 juin 1896, le conseil municipal de Cucq donne un avis favorable à la nomination d'un garde spécial et de police de Paris-Plage, M. Chabot, à la charge de Paris-Plage.
En 1909, Le commissaire de police est, M. Mouliet, arrivé en août 1908. Le garde-Champêtre spécial à Paris-Plage est M. André, ancien gendarme, chalet Lilas Blanc rue de Londres. Le Garde assermenté du syndicat des propriétaires et de le commission des chemins, est M. Childéric, ancien adjudant d'infanterie, chalet La Vague Bleue, rue de Paris.
En 1929, M. Ravin est nommé commissaire de police.
Janvier 2021 a vu la création d'une police municipale.

#### Gendarmerie
Le premier poste de gendarmerie, en 1909, est installé au chalet Lilas Rose, 45, rue de Metz, composé d'un chef de Poste, M. Parzy, et de deux gendarmes, Casanova et Decauden ; ce poste dépend de la brigade d'Étaples. Ces gendarmes ont dans leur attribution, la commune de Cucq et Merlimont.
En 1910, on construit la caserne de gendarmerie, chemin de grande communication no 119, avenue de Picardie aujourd'hui. Elle sera agrandie en 1965 de quatre logements supplémentaires.
Aujourd'hui, il n'y a plus de gendarmerie, seule la police nationale opère sur la commune.

## Population et société

### Démographie

#### Évolution démographique
L'évolution du nombre d'habitants est connue à travers les recensements de la population effectués dans la commune depuis 1921. Pour les communes de moins de 10 000 habitants, une enquête de recensement portant sur toute la population est réalisée tous les cinq ans, les populations de référence des années intermédiaires étant quant à elles estimées par interpolation ou extrapolation. Pour la commune, le premier recensement exhaustif entrant dans le cadre du nouveau dispositif a été réalisé en 2005.
En 2022, la commune comptait 4 223 habitants, en évolution de −0,49 % par rapport à 2016 (Pas-de-Calais : −0,72 %, France hors Mayotte : +2,11 %). Le maximum de la population a été atteint en 1990 avec 5 596 habitants.
| 1921  | 1926  | 1931  | 1936  | 1946  | 1954  | 1962  | 1968  | 1975  |
| ----- | ----- | ----- | ----- | ----- | ----- | ----- | ----- | ----- |
| 2 595 | 3 244 | 3 880 | 3 560 | 3 296 | 3 625 | 4 064 | 4 403 | 5 370 |

| 1982  | 1990  | 1999  | 2005  | 2006  | 2010  | 2015  | 2020  | 2022  |
| ----- | ----- | ----- | ----- | ----- | ----- | ----- | ----- | ----- |
| 5 204 | 5 596 | 5 299 | 5 536 | 5 438 | 4 495 | 4 285 | 4 226 | 4 223 |

En été, la commune accueille jusqu'à 250 000 personnes.

#### Pyramide des âges
La population de la commune est relativement âgée.
En 2021, le taux de personnes d'un âge inférieur à 30 ans s'élève à 16 %, soit en dessous de la moyenne départementale (35,9 %). À l'inverse, le taux de personnes d'âge supérieur à 60 ans est de 59,7 % la même année, alors qu'il est de 25,8 % au niveau départemental.
En 2021, la commune comptait 1 846 hommes pour 2 367 femmes, soit un taux de 56,18 % de femmes, largement supérieur au taux départemental (51,58 %).
Les pyramides des âges de la commune et du département s'établissent comme suit.
| Hommes | Classe d’âge | Femmes |
| ------ | ------------ | ------ |
| 2,0    | 90 ou +      | 5      |
| 17,1   | 75-89 ans    | 22,5   |
| 36,8   | 60-74 ans    | 35,2   |
| 15,0   | 45-59 ans    | 16,8   |
| 9,8    | 30-44 ans    | 7,1    |
| 10,8   | 15-29 ans    | 8,0    |
| 8,4    | 0-14 ans     | 5,6    |

| Hommes | Classe d’âge | Femmes |
| ------ | ------------ | ------ |
| 0,5    | 90 ou +      | 1,6    |
| 5,6    | 75-89 ans    | 8,9    |
| 16,7   | 60-74 ans    | 18,1   |
| 20,2   | 45-59 ans    | 19,2   |
| 18,9   | 30-44 ans    | 18,1   |
| 18,2   | 15-29 ans    | 16,2   |
| 19,9   | 0-14 ans     | 17,9   |

### Manifestations culturelles et festivités
Outre les nombreux événements sportifs qui jalonnent l'année, la commune est le lieu de manifestations culturelles et de festivités tout au long de l'année, ce qui lui a valu le qualificatif de station des quatre saisons.
En 1963, création, à l'initiative de Mme Houtmann, du « Comité des fêtes du Touquet » dont les statuts sont déposés à la sous-préfecture de Montreuil, Le président est Pierre Quételart et le secrétaire Philippe Bataille.

#### Course des garçons de café
Après vingt ans, le 11 septembre 2019 a vu le retour de la course de garçons de café. Avec ses 120 participants, cette course a été organisée par l'Office de commerce du Touquet-Paris-Plage et l'Union des métiers et industries de l'hôtellerie du Calaisis (UMIH). Parmi les nombreux spectateurs se trouvait la touquettoise Édith Poulain, elle fut la dernière touquettoise à avoir participé à la course de garçons de café et surtout à l'avoir remporté en 1999, soit vingt ans auparavant ! Elle remporta également les courses du secteur avec en prime le titre de championne régionale et meilleur plateau en 1985 à Arras.

#### Festival du roman policier
En 2019, le premier festival du roman policier « Polartifice » est né au Touquet-Paris-Plage, organisé par Isabelle Gosselin, responsable de la bibliothèque. Il a lieu les 13 et 14 juillet sur la plage, au niveau de la base Sud.

#### Festival Touquether
En 2021, se déroule, en juillet, la première édition du festival « Touquether », festival solidaire consacré à l'autisme, initié par Autisme Info Service, avec sur scène chanteurs, musiciens et Djs. Il se déroule au palais des congrès. En 2023, en juillet, se déroule la deuxième édition avec, entre autres invités, l'acteur Samuel Le Bihan et le professeur Thomas Bourgeron.

#### Festivités musicales
Après les manifestations de rues lors de la fête de la musique en juin, « la nuit touquettoise » créée en 2008 est une soirée en pleine rue Saint-Jean qui accueille, fin août, des DJ jusqu'au petit matin. En 2016, « la nuit touquettoise », sous l'impulsion de France Leduc, l'organisatrice, devient « Le Touquet Music Beach festival » (TBM).
- Le festival international de musique est organisé en août depuis 1976. Depuis 2009 s'y est joint le festival « Piano folies, le piano partout dans la ville ».
- Le TBM est un festival de musique électronique qui se déroule, sur deux soirées, fin août[e 26]. D'abord sur la digue, puis au jardin d'Ypres, en 2022, il se déroule à côté du parc équestre, sur le bord de la Canche, où il attire 13 000 spectateurs la première soirée et 20 000 la deuxième soirée[171],[172].
- Le Winter Jazz Festival connaît sa première édition en février 2022, avec, comme artistes, des grands noms du jazz : Michel Jonasz, Kimberose, Kurt Elling et Ibrahim Maalouf[173].

#### 2K Festival
Depuis 2010, le « 2K Festival », consacré à la danse salsa, bachata et kizomba, se déroule tous les ans en juillet. À ses débuts, il a lieu rue de Metz, puis, le succès grandissant, il a lieu au palais des congrès depuis 2015. En 2023, il accueille 1 200 festivaliers venus de toute la France, de Belgique et de Nouvelle-Calédonie.

#### Fête des fleurs
À partir de 1908 et jusqu'en 1991 puis reprise en 2012, sous la présidence de Laurent Roussel auquel succède Grégoire Campion, et interrompue depuis 2017, la « fête des fleurs » est le moment fort de la fin de la période estivale.
La première grande cavalcade se déroule à Paris-Plage le 17 août 1907, fanfare de la ville en tête, suivie de quelques phaétons décorés de bouquets, précédait la foule. La fanfare d'Étaples clôturait la cavalcade. Le défilé part du château Daloz, puis la rue Saint-Jean et enfin la digue où le cortège se disloque. Cette manifestation est le prélude à la première « fête des fleurs » qui se déroule le 16 août 1908, d'abord ce furent les propriétaires d'hippomobiles qui, en collant des fleurs jusqu'aux moyeux des roues, l'animent, ensuite la société des grands établissements, les hôtels et les banques y participent et ce jusqu'en 1913.
Ce n'est qu'en 1925, que la « fête des fleurs » fait son retour. Suivant le thème décidé par le comité des fêtes, des carcasses en contre-plaqué sont réalisées par les services de la ville, sur lesquelles sont collées des milliers de fleurs : marguerites, dahlias, glaïeuls, gerberas... le tout calé sur voitures à plateau, recouvertes également de fleurs. Les chars sont rassemblés en 1925 devant l'hôtel de l'Hermitage puis, quelques années après, au centre sportif où, avant que le défilé en ville commence, évoluent les élèves du cours de danse de Madame Roussel, ancienne danseuse étoile de l'opéra d'Alger et ancienne miss France, les élèves des clubs de gymnastique se livrent également à des démonstrations sportives. Après le défilé festif, les chars arrivent sur la digue et restent exposés pendant 48 h. Le soir un magnifique feu d'artifice est tiré des dunes de la digue Ridoux et clôture ainsi la manifestation.
La « fête des fleurs » ne reprend, après guerre, qu'en 1951, elle se déroule en général le dernier dimanche du mois d'août, clôturant ainsi la saison estivale. Les dessins des chars, suivant le thème défini, sont souvent dessinés par Eugène Holuigue et colorés par Robert Guiot, tous deux employés à la mairie du Touquet-Paris-Plage. Les clubs de plage participent désormais à cette manifestation. Le rassemblement se tient toujours au centre sportif, avenue Joseph-Louis-Sanguet, on y voit les évolutions des divers cours de danse et de gymnastique. Le défilé va jusqu'à la digue, mais revient au jardin d'Ypres où les chars restent exposés quelques jours, illuminés le soir. 1991 est la dernière année de la « fête des fleurs ».

#### FIGRA
Fin mars, chaque année, au Palais des congrès, se déroule le FIGRA (Festival International du Grand Reportage d'Actualité et Documentaire de Société).
Ce festival a été lancé au Touquet-Paris-Plage en 1995 par Georges Marque-Bouaret, il s'est ensuite déroulé à Lille, pour faire son retour en 2002 au Touquet-Paris-Plage jusqu'en 2017, puis pendant deux ans à Saint-Omer, retour au Touquet-Paris-Plage en 2020, et à Douai depuis 2021.

#### Illuminations de Noël
Tous les ans, la municipalité organise la féérie de Noël, d'abord en installant des milliers de lampes et de décors illuminés dans la station et ensuite en proposant de nombreuses animations :
- Deux patinoires au palais des congrès, une patinoire adultes et une patinoire enfants, ouverte du 30 novembre au 6 janvier ;
- Visite de la station et de ses illuminations en calèche ;
- Les enfants peuvent venir déposer leur lettre au père Noël dans la forêt enchantée, ses décors et son chalet de gourmandises ;
- Le village de Noël au cœur des commerces avec des chalets de commerçants, d'artisans et de gourmandises, manège et balançoire[177].

#### Rassemblement de véhicules de collection
Tous les troisièmes dimanches du mois, d'avril à novembre, un rassemblement de véhicules de collection et de prestige est organisé, le plus souvent sur les pelouses du Palais de l'Europe.
Au Touquet-Paris-Plage, se sont déroulés par le passé, de nombreux concours d'élégance automobile, le premier a lieu le 15 août 1926 sur la digue, 40 voitures, presque toutes françaises, y sont présentées. La Seconde Guerre mondiale met en sommeil ce concours, celui-ci reprend en 1952 et s'arrête en 1980. Il sera remplacé, quelques années plus tard, par des concours de véhicules de collection.

#### Salon des antiquaires
À la Toussaint, depuis 1970, le Salon des antiquaires et de la haute joaillerie précède le Salon du Livre, organisé mi-novembre, qui en 2011 a rassemblé plus de 16 000 visiteurs. Ce salon s'appelle, en 2019, salon Artouquet et regroupe antiquités, joaillerie, art moderne et art contemporain.

#### Salon du livre
En 1979, a lieu le premier Salon du livre du Touquet-Paris-Plage au Palais de l'Europe, à l'initiative des libraires régionaux, puis au lycée hôtelier, il cohabite avec le Salon des antiquaires jusqu'en 1990, année où il a, de nouveau, lieu au Palais de l'Europe. Les écrivains de renom sont nombreux à répondre à l'appel, se prêtant de bonne grâce aux séances de dédicaces. Le Salon du livre se déroule désormais autour de la mi-novembre et il a déménagé à la « salle des quatre saisons », avenue de l'Hippodrome. Des remises de prix littéraires ont lieu, comme Le prix des trouvères avec le cercle des poètes locaux présidé par un invité national qui change chaque année, et le prix de la ville du Touquet. La Société académique du Touquet-Paris-Plage a son stand, chaque année, et propose à la vente ses dernières parutions.
En 1932, du 15 au 19 juillet s'est déroulé le congrès des écrivains de France.

#### Salon du vin au féminin
Depuis 1993, au palais des congrès ou à la salle des quatre saisons, se déroule en février, du vendredi soir au dimanche, le salon du vin au féminin. En 2023, soixante et un vignerons, venant de onze régions (Bourgogne, Languedoc-Roussillon, Loire, Beaujolais, Bordelais, Jura, Champagne, Vallée du Rhône, Alsace, Provence et Sud Ouest) sont présents.

#### Printemps de l'Art déco
Le « Printemps de l'Art déco », est un événement mettant en valeur le patrimoine Art déco de la région Hauts-de-France. D'abord appelé la « Semaine de l'Art déco » lorsqu'il est créé en 2012 par trois communes, Arras, Béthune et Cambrai, l'évènement devient, en 2013, le « Mois de l'Art déco » puis, en 2017, le « Printemps de l'Art déco », son appellation actuelle. En 2025, 23 communes et sites, dont Le Touquet-Paris-Plage, participent à cet événement,.

### Médias
Le quotidien régional La Voix du Nord publie une édition locale pour le Montreuillois.
Les Échos du Touquet est un journal hebdomadaire, dont la rédaction est située rue de Metz, au Touquet-Paris-Plage. Ce journal qui était imprimé dans les imprimeries de Léonce Deprez, fait aujourd'hui partie du groupe La Voix du Nord. En 2010 et 2011, ce journal était diffusé à environ 4 000 exemplaires.
La commune est couverte par les programmes de France 3 Nord-Pas-de-Calais. Jusqu'en 2014, on pouvait également recevoir les programmes d'Opal'TV. Actuellement, la commune est également couverte par BFM Grand Littoral.

### Musique municipale

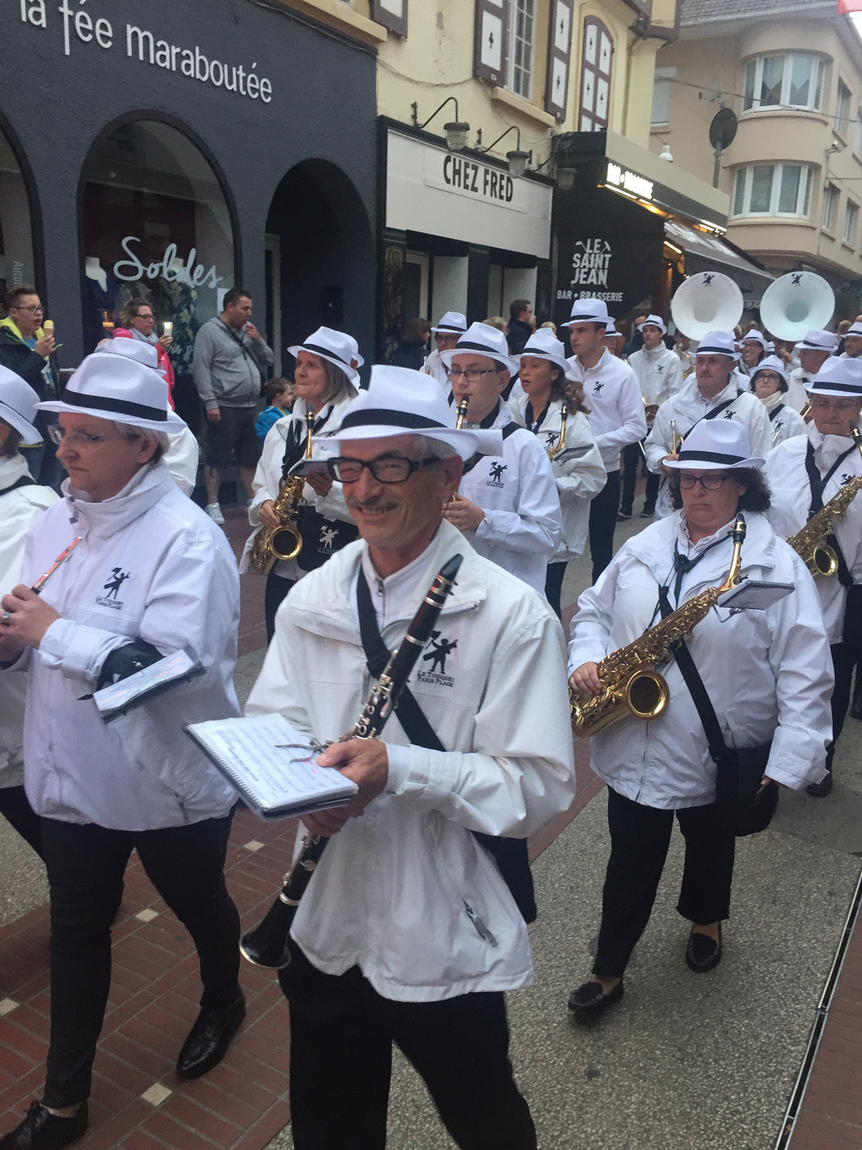
L'Harmonie Jazz Band en 2017.

L'« Harmonie Jazz Band » anime régulièrement les manifestations et réalise de nombreuses animations dans la ville : défilés, concerts de rue, réceptions d'officiels, cérémonies civiles, militaires et religieuses, banquets et concerts. Depuis les années 2010, elle s'appelle l'« Harmonie Jazz Band » dont est issu le « Jazz Band ».

L'histoire de la musique municipale remonte au 14 novembre 1912. M. Longeaud, président de la société lyrique et récréative de Paris-Plage « Le Myosotis », dont le nom a été donné le 4 avril 1907, qui a été fondée le 27 novembre 1904 sous le nom de l'« Amicale Paris-Plageoise », demande à Fernand Recoussine, le maire, d'accepter les instruments de musique qui lui appartenaient. La fanfare de Paris-Plage est constitué en octobre 1908, sous les auspices du Myosotis dont elle n'est, par la suite, qu'une filiale, elle est composée d'un chef, d'un sous-chef et de 22 musiciens, c'est là, le premier éveil au projet d'une création de musique municipale. Le conseil municipal délibère le 14 juin 1913 : 

« Une musique municipale sera créée au Touquet-Paris-Plage à compter du 1er octobre 1913. Monsieur le maire est chargé de nommer un chef de musique, capable et actif, pour une durée de trois ans. »

 Malheureusement cela reste sans suite, puis la guerre éclate. Ce n'est qu'en 1925 que le projet est repris sous le nom d'« Harmonie Municipale » (délibération du 5 décembre avec effet au 1er janvier 1926). Le 13 mai 1931, l'harmonie municipale se voit remettre un uniforme. On découvre qu'en 1931, existe déjà, au sein de l'harmonie, une formation animée par J. Hagneré et Alfred Foucard, non-voyant, organiste de l'église, qui s'appelle la « Caddy Harmonie Jazz ».

### Sports et loisirs
Qualifiée depuis l'origine de paradis des sports, la commune du Touquet-Paris-Plage dispose de sportifs de haut niveau et organise de nombreuses compétitions internationales. Au XXIe siècle, la pratique du sport est courante, mais ce n'était pas le cas pour tous, au début du XXe siècle où furent pourtant organisés le premier concours hippique, le premier concours international de tir à l'arc, la première course automobile, etc.
Les 13 et 14 juillet 1903, le baron Pierre de Coubertin inaugure le « champ des sports » (course à pied, cross country, escrime, lawn-tennis, bicyclette, etc.). Le « Cercle International du Touquet » est créé par le grand-duc Michel de Russie, le baron Pierre de Coubertin, le prince de Faucigny-Lucinge, le 2e duc de Morny et Allen Stoneham dans le but de favoriser les courses de chevaux, les tirs aux pigeons, le golf et tous les sports.
En 1904, Maurice Louis Bandeville est nommé directeur des sports de la station, poste qu'il occupe jusqu'en 1914, il établit, en 1905, les statuts de la « société des Sports du Touquet » créée en 1903.
Dès les années 1910, les tournois internationaux de tennis attirent les meilleurs joueurs, Suzanne Lenglen remporta le tournoi de 1913 alors qu'elle n'avait que 14 ans.
C'est au Touquet-Paris-Plage qu'est né le « char à voile », sport dérivé de l'« aéroplage », engin conçu par Louis Blériot dans les années 1910 et perfectionné par le Touquettois Henri Demoury. Son fils Pierre Demoury remporta la première place aux championnats d'Europe de char à voile 1965, organisés au Touquet-Paris-Plage ; il fut ensuite la vedette du salon nautique de Paris en 1965 avec « la Banane » (char de classe 1), sa dernière création avec laquelle il traversa le Sahara en compagnie de Monique Gimel et de Christian Nau.

#### Sentiers équestres, chemins de randonnée et pistes cyclables

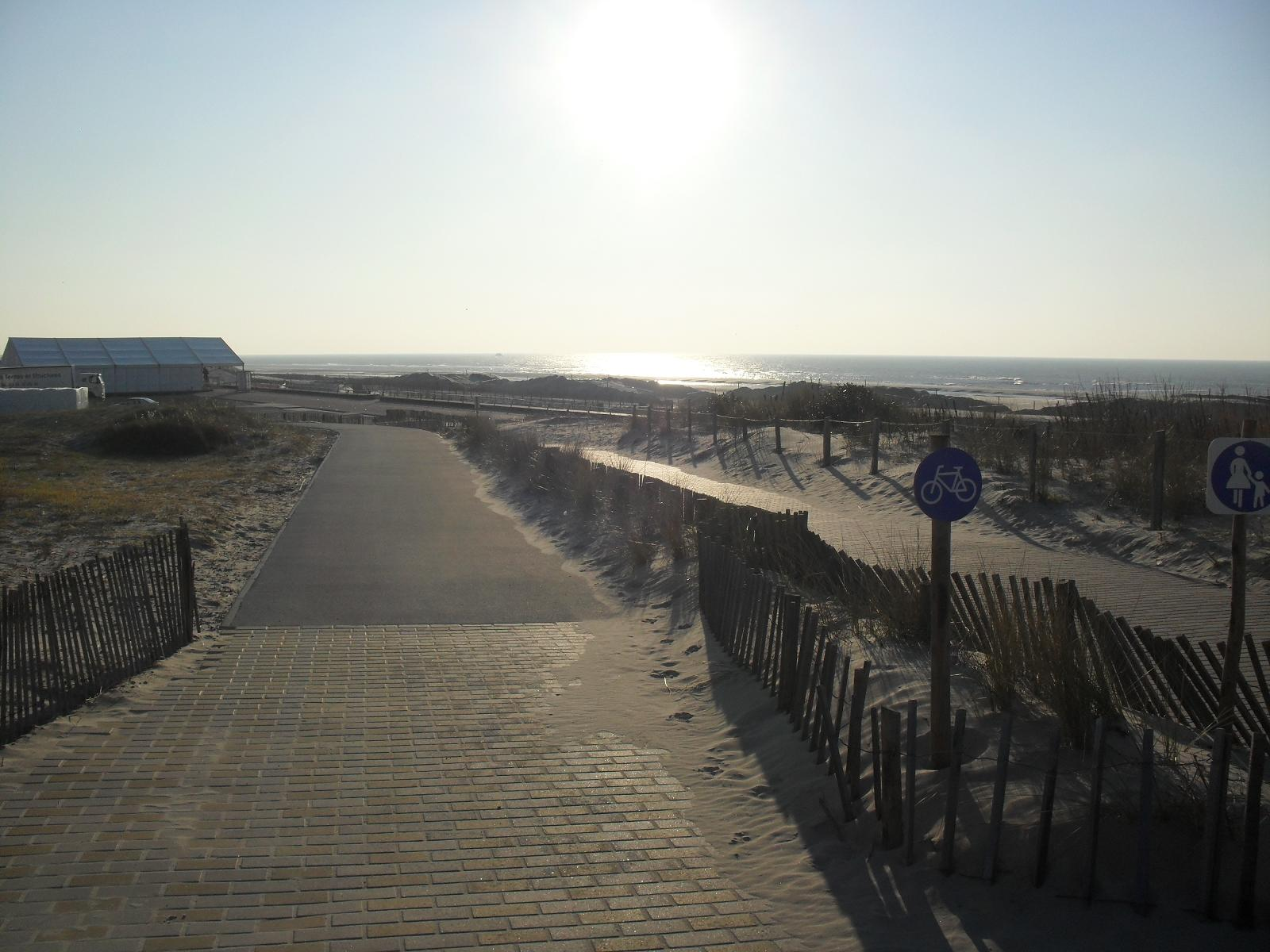
Photo de la piste cyclable et de l'allée piétonne aménagées en 2010 au nord du front de mer.

En quittant le centre hippique, les cavaliers empruntent les allées équestres, d'une longueur totale de 45 kilomètres, avant de pouvoir galoper sur la plage le long du bord de mer.
Au début des années 2000, de nombreuses pistes cyclables ont été aménagées au Touquet, notamment le long du front de mer et en forêt. En 2010, dix kilomètres de pistes cyclables supplémentaires sont créés.
Le sentier de grande randonnée GR 120 ou GR littoral (partie du sentier européen E9 allant du Portugal à l'Estonie et la Russie) traverse la commune en longeant la côte. Il est agrémenté de belvédères. Il existe également un sentier de découverte.
La piste cyclable « La Vélomaritime », partie côtière française de la « Véloroute de l'Europe - EuroVelo 4 », qui relie Roscoff en France à Kiev en Ukraine sur 5 100 km, traverse la commune, en venant de Cucq pour desservir Étaples,.

### Cultes

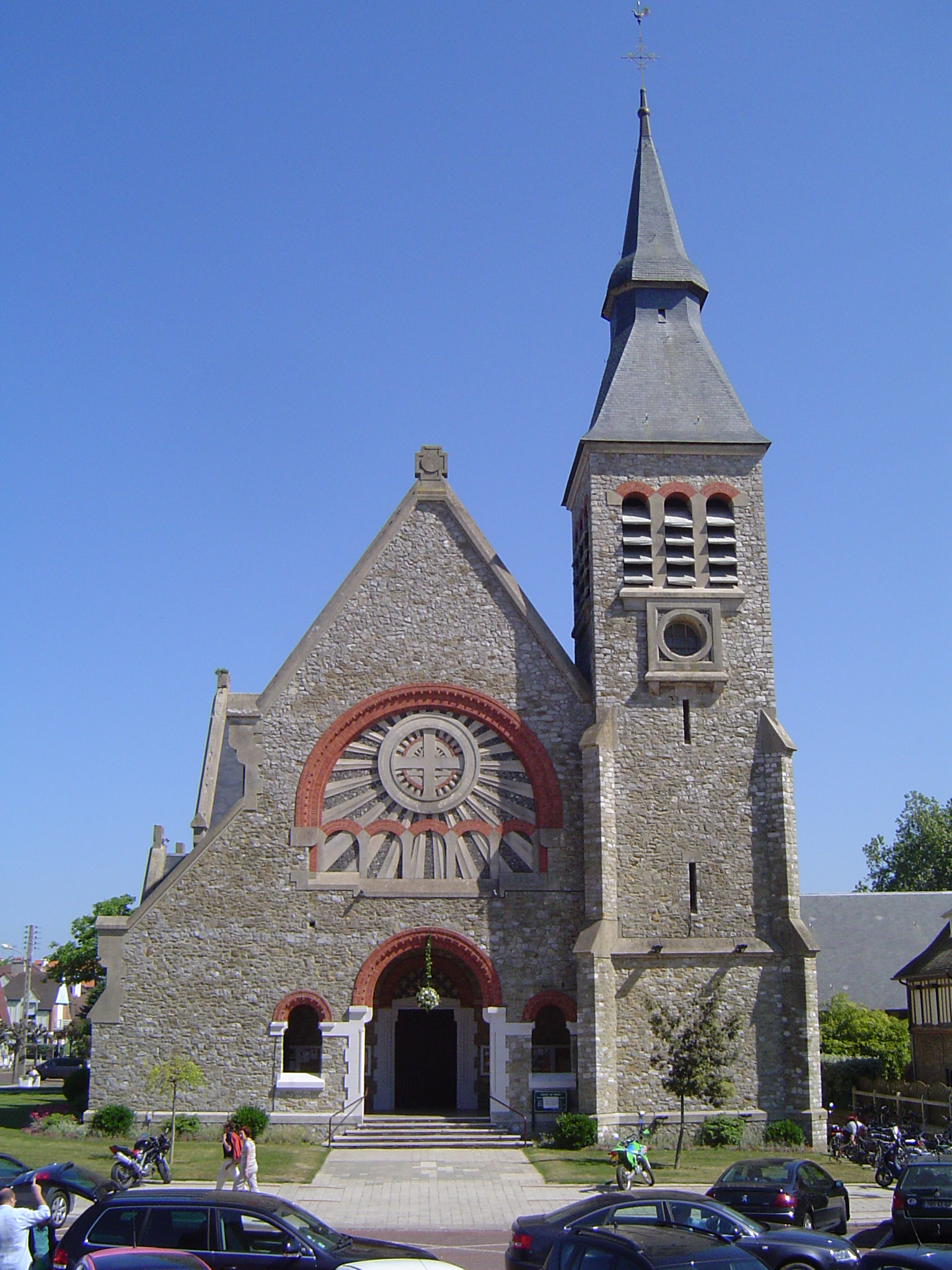
Façade de l'église Sainte-Jeanne-d'Arc.

La commune ne dispose plus que d'un lieu de culte depuis que l'ancien temple anglican (près du lycée hôtelier) a été désaffecté. Il s'agit de l'église Sainte-Jeanne-d'Arc, de culte catholique, consacrée en 1911.
Le territoire de la commune est rattaché à la paroisse de la « Sainte Famille en terre d'Opale » au sein du doyenné de Berck-Montreuil, dépendant du diocèse d'Arras. Ce doyenné couvre 68 communes dont principalement Berck, Étaples, Montreuil et Le Touquet-Paris-Plage.

### Vie associative

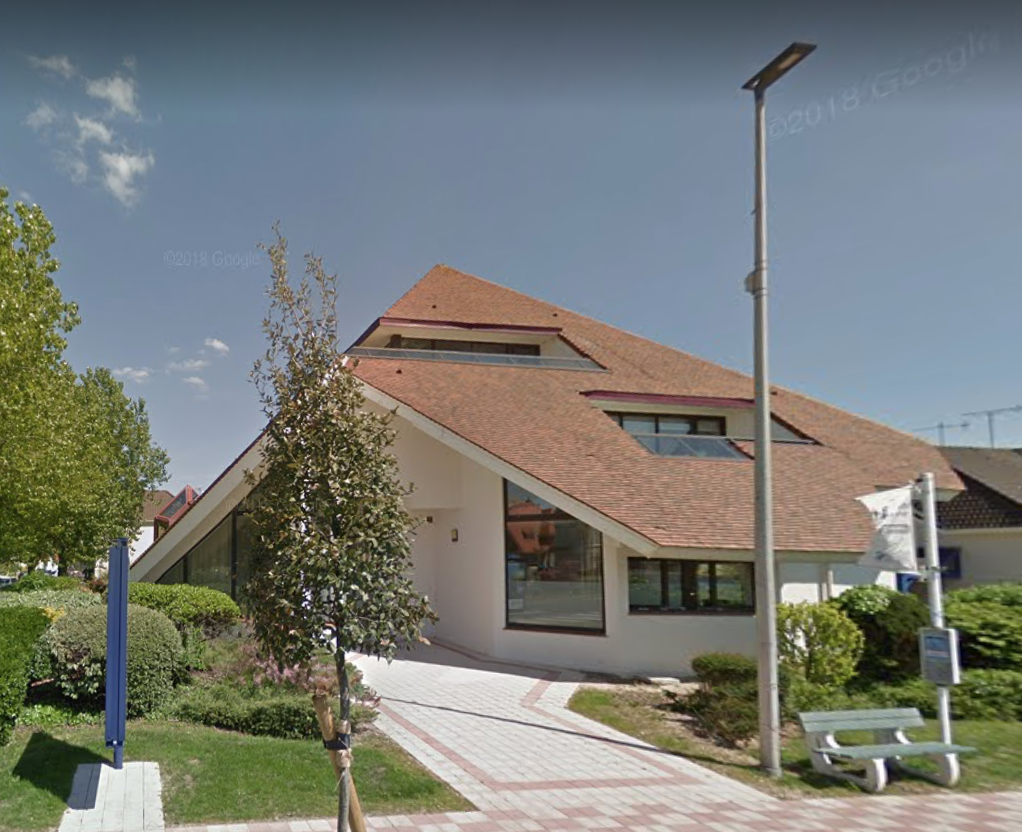
La maison des associations.

En 1970, le ministère de la Jeunesse et des Sports lance l'opération « Mille clubs de jeunes ». Il s'agit d'offrir une construction préfabriquée pour abriter les activités de la jeunesse. La commune n'hésite pas. Cet équipement trouve sa place à l'angle de la rue de Metz et de la place Quentovic, le mouvement scout, en plus d'avoir aidé à sa construction, sous la houlette de Bernard Devillers, en prend possession. Quelques années plus tard, le club d'échecs quittant le Balmoral, rue de Paris, vient compléter les animations proposées sous le nom de « Foyer Inter-Club de jeunes » (FIC). mais le préfabriqué ne résiste pas aux intempéries. La municipalité décide de l'édification d'une nouvelle maison des jeunes en maçonnerie classique, elle est réalisée, dans un style particulier qui marque le quartier, par l'architecte local Patrick Vanhems, à l'angle nord-est de la rue de Calais et de l'avenue de Quentovic. Le FIC, avec ses activités qui se diversifient, gagne les étages. Le rez-de-chaussée, accueil et bureaux, grande salle polyvalente équipée d'une cuisine, accueille les sociétés qui le souhaitent. Le 28 avril 1990 la « Maison des Associations » est inaugurée, en présence de la conseillère générale, Lucile Bigot, le Conseil général ayant participé au financement du projet, et en présence également de Léonce Deprez, député-maire du Touquet-Paris-Plage. Point convivial central, la Maison des Associations est devenue un équipement indispensable de la vie sociétale de la station. À la suite du transfert vers la maison des associations, l'ancien FIC est devenu une annexe de l'école municipale de musique, elle permettait d'accueillir les élèves des écoles primaires en classe de découverte musicale.

## Économie

### Revenus de la population
En 2016, le revenu fiscal médian par ménage, du Touquet-Paris-Plage, était de 26 017 €, pour un revenu fiscal médian en métropole de 20 809 €.

### Emploi
La situation du Touquet-Paris-Plage est particulière puisque, en 2016, la population est principalement composée de retraités (50,2 %) et de personnes n'exerçant pas une activité professionnelle (13,8 %) :
|                        | Agriculteurs | Artisans, commerçants, chefs d'entreprise | Cadres, professions intellectuelles | Professions intermédiaires | Employés | Ouvriers | Retraités | Autres personnes sans activité professionnelle |
| ---------------------- | ------------ | ----------------------------------------- | ----------------------------------- | -------------------------- | -------- | -------- | --------- | ---------------------------------------------- |
| Le Touquet-Paris-Plage | 0 %          | 4,7 %                                     | 7,1 %                               | 8,7 %                      | 11,6 %   | 3,9 %    | 50,2 %    | 13,8 %                                         |
| Moyenne nationale      | 0,8 %        | 3,5 %                                     | 9,4 %                               | 14,2 %                     | 16,3 %   | 12,4 %   | 27,2 %    | 16,3 %                                         |

|                        | Agriculture | Industrie | Construction | Commerce, transports, services divers | Administration publique, enseignement, santé, action sociale |
| ---------------------- | ----------- | --------- | ------------ | ------------------------------------- | ------------------------------------------------------------ |
| Le Touquet-Paris-Plage | 0,3 %       | 5 %       | 3,9 %        | 59,7 %                                | 31,2 %                                                       |
| Moyenne nationale      | 2,7 %       | 12,3 %    | 6,5 %        | 46,5 %                                | 30,2 %                                                       |

En 2016, le taux de chômage était de 16,0 % alors qu'il était de 11,1 % en 2011. Sur 100 actifs, 62,6 % (soit deux sur trois) travaillent dans la commune.

### Entreprises et commerces
Début 2011, il y a 1 908 établissements de sociétés actifs au Touquet-Paris-Plage inscrits au registre du commerce de Boulogne-sur-Mer.
Au sein de la zone aéroportuaire, le centre d'affaires regroupe en 2011 seize entreprises. Le centre s'est développé en 2008 lors de la création d'une « pépinière d'entreprises », structure qui fournit de l'aide aux entreprises en cours de création. Fin 2011, il représente une cinquantaine d'emplois. Les domaines d'activités sont aussi divers que variés puisqu'ils concernent l'expertise comptable, l'ingénierie informatique, l'immobilier, la maintenance aéronautique, l'organisation de raids pour les entreprises, la vente de coutellerie haut de gamme, la maintenance énergétique, la communication, la franchise de literie, le textile, la mise en place de stations et micro stations d'épurations, la domotique, l'import-export de poissons surgelés, la plomberie ou le contrôle technique de bâtiments.

### Tourisme

#### Hôtellerie, camping et autres hébergements collectifs
Au 1er janvier 2025, la commune dispose de vingt hôtels pour une capacité totale de 1 039 chambres, d'un camping totalisant 205 emplacements et de trois autres types d'hébergements collectifs totalisant 499 places de lit.

## Culture locale et patrimoine

### Lieux et monuments
En 2022, la commune du Touquet-Paris-Plage a obtenue le label « jardin remarquable » par le ministère de la Culture, pour ses neuf jardins et parcs publics,.

#### Le Touquet-Paris-Plage: une exceptionnelle architecture
Le Touquet-Paris-Plage est riche d'une centaine de bâtiments répertoriés à l'inventaire général du patrimoine architectural en France (base Mérimée), dont plus de soixante-dix villas.
À partir de 1925, les architectes et entrepreneurs sont de plus en plus nombreux à intervenir au Touquet-Paris-Plage, attirés par le travail qui y est offert. L'association des moyens financiers des propriétaires et du désir d'innovation des architectes et des entrepreneurs va faire merveille. Dans le journal L'Avenir du 29 septembre 1929, Édouard Lévêque se réjouit : « Nous avons maintenant cinq architectes demeurant toute l'année au Touquet-Paris-Plage [...]. Par ordre d'ancienneté, ce sont MM. Fernand Buisset, Louis Quételart, Léon Hoyez, Léon Saxer et Briaux. » Ce sont au total une vingtaine d'architectes qui travailleront au Touquet-Paris-Plage, d'où une vraie dynamique de création et le patrimoine très varié qu'ils laisseront derrière eux. Dès 1924, entre cent et cent cinquante villas nouvelles sont construites chaque année, ce qui fait du Touquet une sorte d'exposition permanente d'architecture.
De cet essor naît le « style touquettois » qui, faisant la synthèse de multiples origines, est à l'origine d'une grande diversité de villas dont le dénominateur commun est la fantaisie. En forêt, les Anglais conservent un parc très boisé tout autour de leur villa, d'autant que les clôtures et les limites entre les propriétés privées et le domaine public sont interdites.
Les constructions atteignent la démesure : l'hippodrome en 1925, le gigantesque hôtel Royal Picardy en 1929 : symbole des « années folles », surnommé par les Britanniques « the most beautiful hotel in the world » avec ses neuf étages, 40 mètres de haut, 500 chambres (toutes différentes, toutes avec salle de bains), 50 appartements de cinq à dix pièces dont certains avec piscine, 120 salons, piscine de 25 mètres à eau traitée et chauffée, etc. Puis « la plus belle piscine d'Europe » en 1931, piscine d'eau de mer filtrée, stérilisée et réchauffée : elle offre un bassin de 200 yards (66,66 m) × 25 m, 500 cabines (dont certaines avec baignoire), des gradins de 1 800 places, un promenoir de 1 300 places auxquels s'ajoutent de nombreux services (solarium, salle de repos, service médical de thalassothérapie avec massages, etc). Enfin l'hôtel de ville en 1932, d'une hauteur de 38 mètres, qui par ses salles de taille démesurée évoque davantage un théâtre pour réceptions mondaines et cérémonies fastueuses que le siège de l'administration municipale.

#### Monuments inscrits
Vingt-et-un monuments sont inscrits à l'inventaire des monuments historiques : cinq bâtiments municipaux et seize villas.

##### Bâtiments municipaux

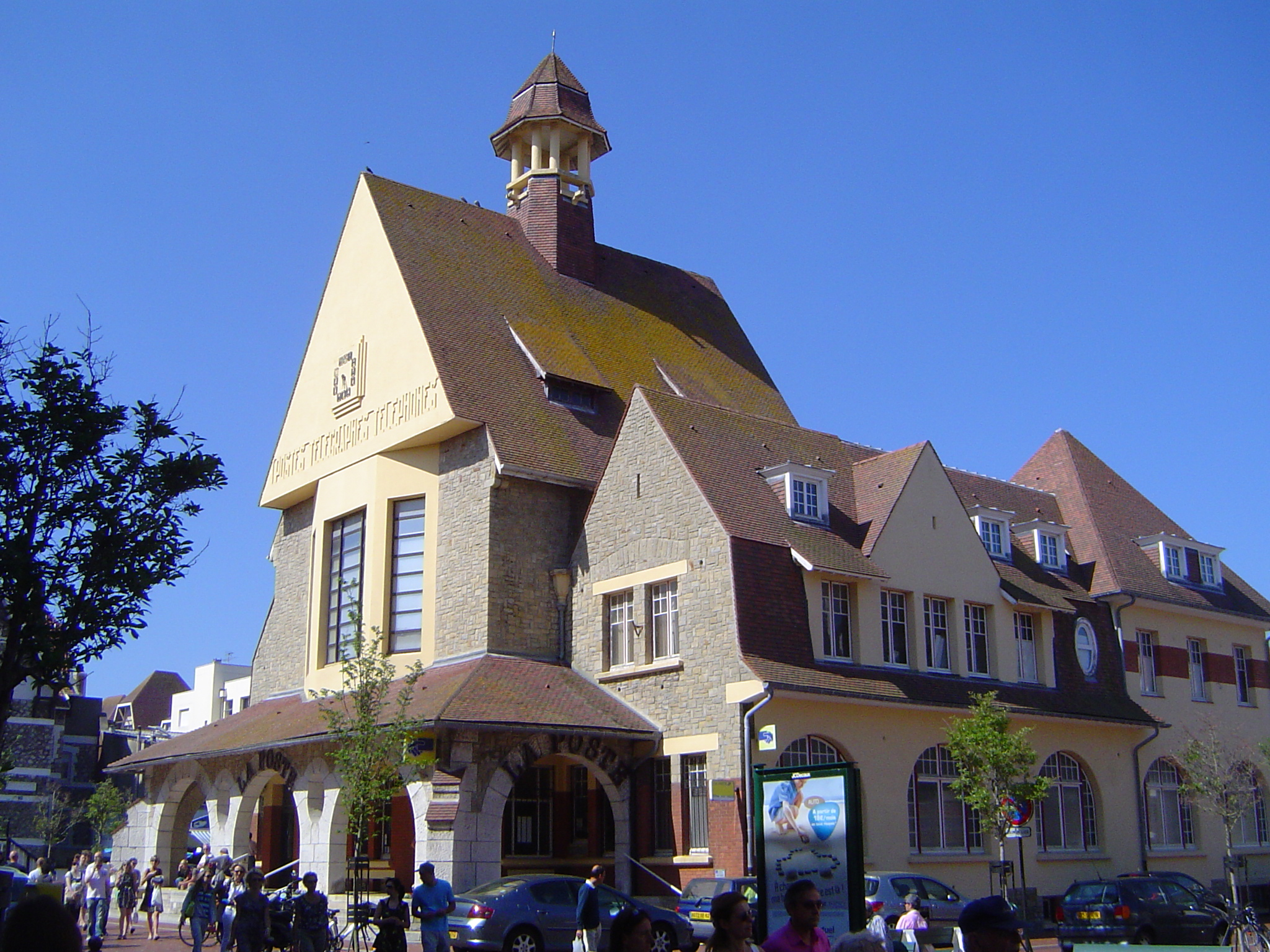
L'hôtel des postes.
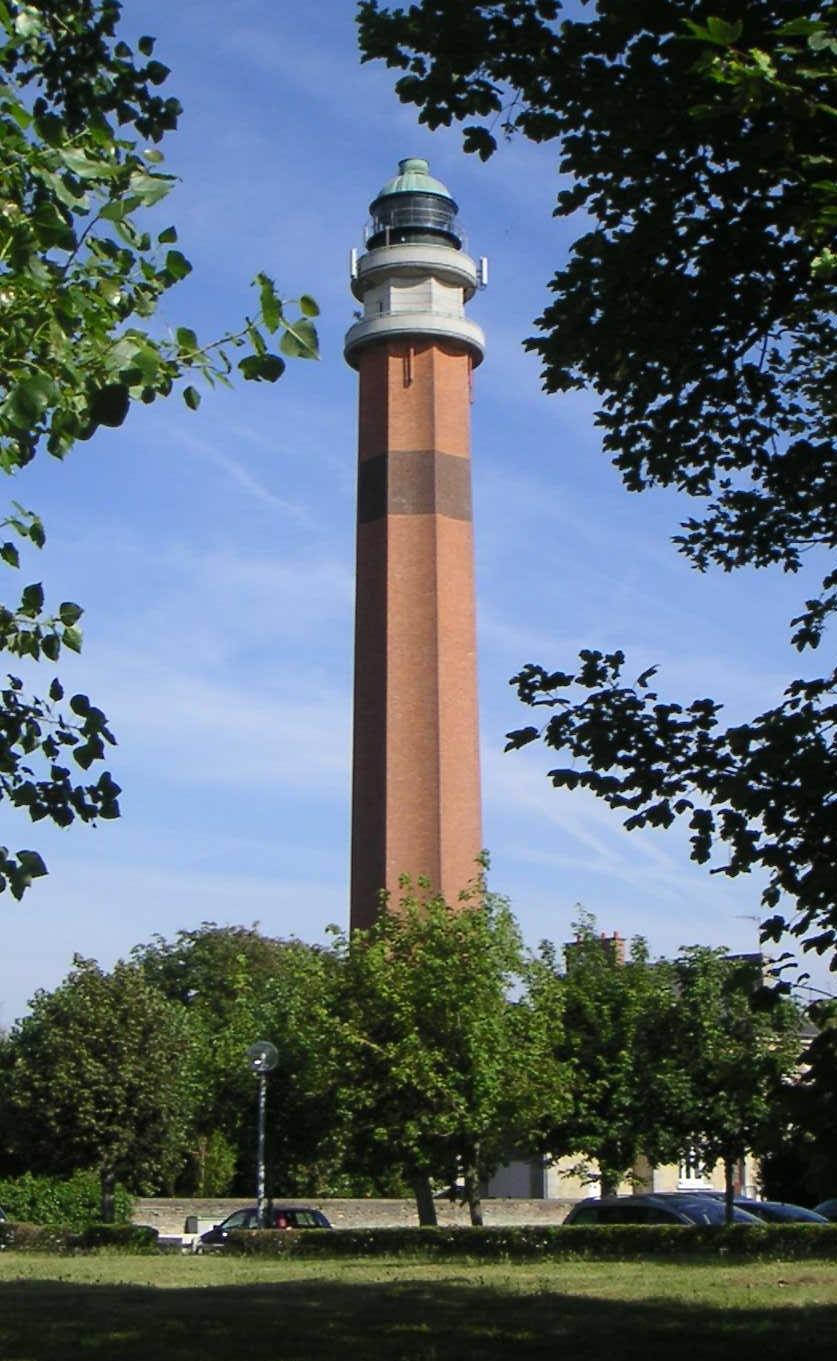
Le phare de la Canche.
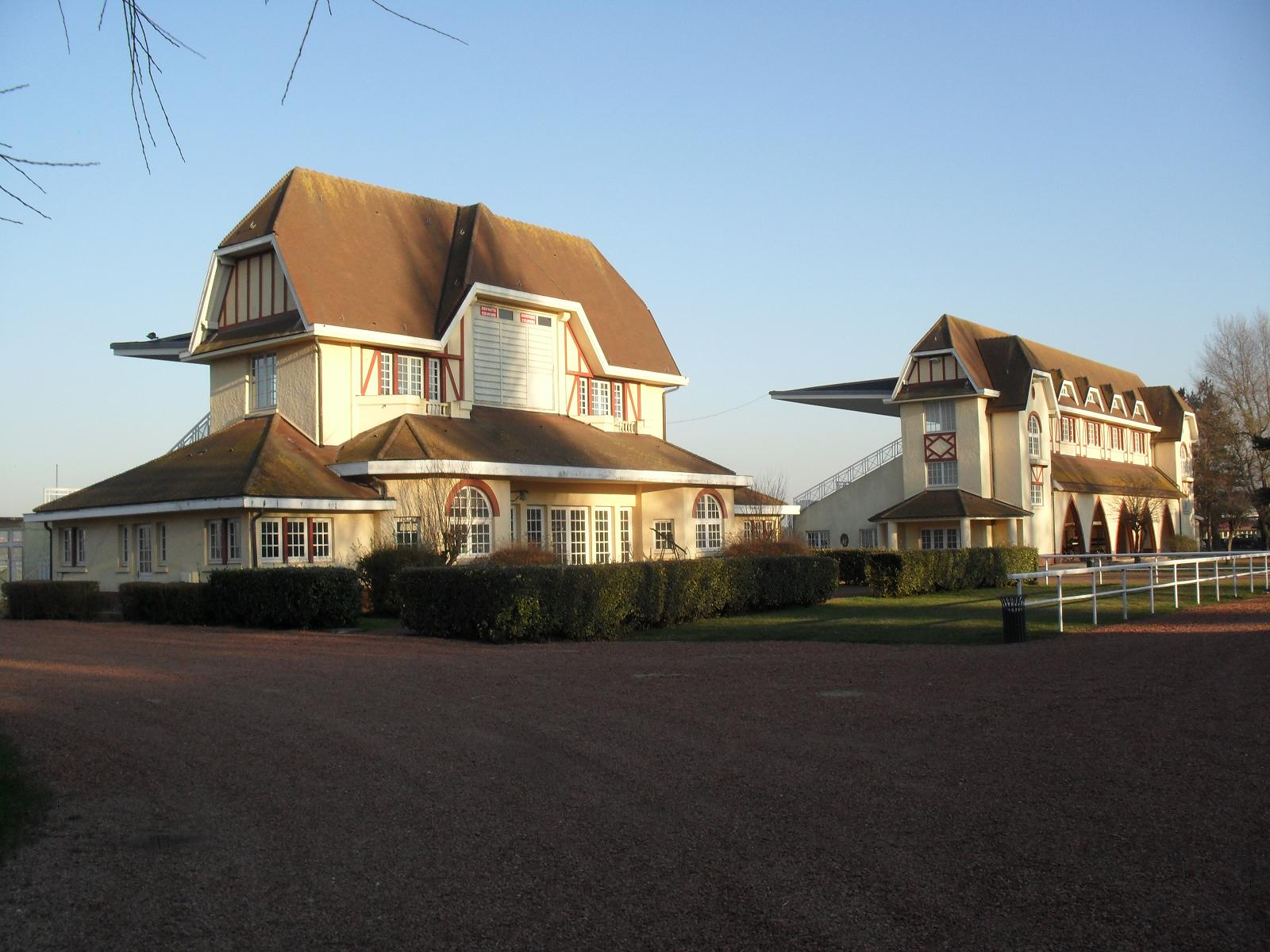
Les tribunes de l'hippodrome.

Les tribunes de l'hippodrome, construites en 1925, sont l'œuvre de l'architecte Georges-Henri Pingusson en collaboration avec Paul Furiet. Cette réalisation fait l'objet d'une inscription au titre des monuments historiques depuis le 12 mai 1997. L'architecture de ces deux tribunes est de style anglo-normand, les gradins en béton armé sont surmontés d'un auvent côté champ de course très audacieux pour l'époque.
L'hôtel des postes a été construit en 1927 par l'entreprise Delcourt Frères sur les plans de l'architecte Jean Boissel qui remporta le concours organisé par la municipalité (les perdants furent Louis Quételart et Albert Pouthier). L'architecte a voulu garder le souvenir de l'ancienne chapelle Saint-André à l'emplacement de laquelle ce bâtiment a été construit, d'où la fantaisie architecturale du petit clocher. Cet hôtel des postes fait l'objet d'une inscription au titre des monuments historiques depuis le 12 mai 1997.
L'hôtel de ville a été construit en 1931 sur les plans des architectes Louis Debrouwer et Pierre Drobecq et construit par l'entreprise Delcourt Frères. La maçonnerie est en matériaux de la région : pierres de Baincthun et d'Hydrequent. La hauteur du beffroi est de 38 mètres. Il contient une horloge monumentale, équipée de carillons, qui sonnait, depuis 1931, les quarts et les demies, de nos jours, elle ne sonnent plus. Cet hôtel de ville fait l'objet d'une inscription au titre des monuments historiques depuis le 19 octobre 1928.
Le marché couvert a été construit de 1931 à 1933 dans le style néo-régionaliste, en forme de demi-cercle, par l'entreprise Révillion, sur les plans du jeune architecte marseillais Henri-Léon Bloch, associé à un éminent grand prix de Rome, Henri-Paul Nénot. L'aile sud a été transformée en 1960 pour accueillir une poissonnerie. La couverture du bâtiment date de 1982-1983. Ce bâtiment (façades, toitures et hall) fait l'objet d'une inscription au titre des monuments historiques depuis le 24 janvier 1996.
Le phare de la Canche a été construit de 1946 à 1949, sur les plans de l'architecte Louis Quételart. Il est haut de 53 mètres et son escalier intérieur compte 274 marches. Ce phare fait l'objet d'un classement au titre des monuments historiques depuis le 19 avril 2011.

##### Villas

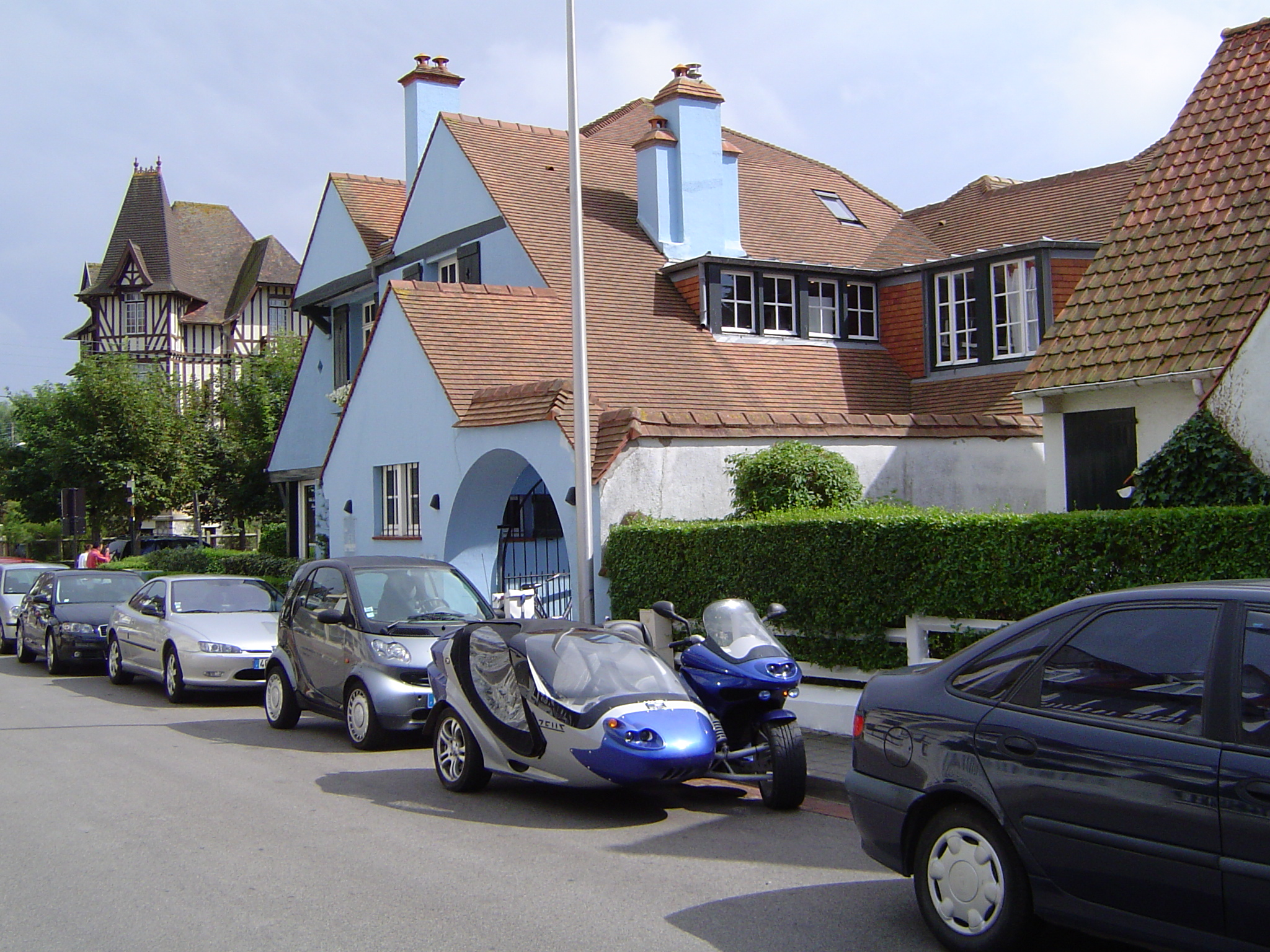
Villa Les Mutins.
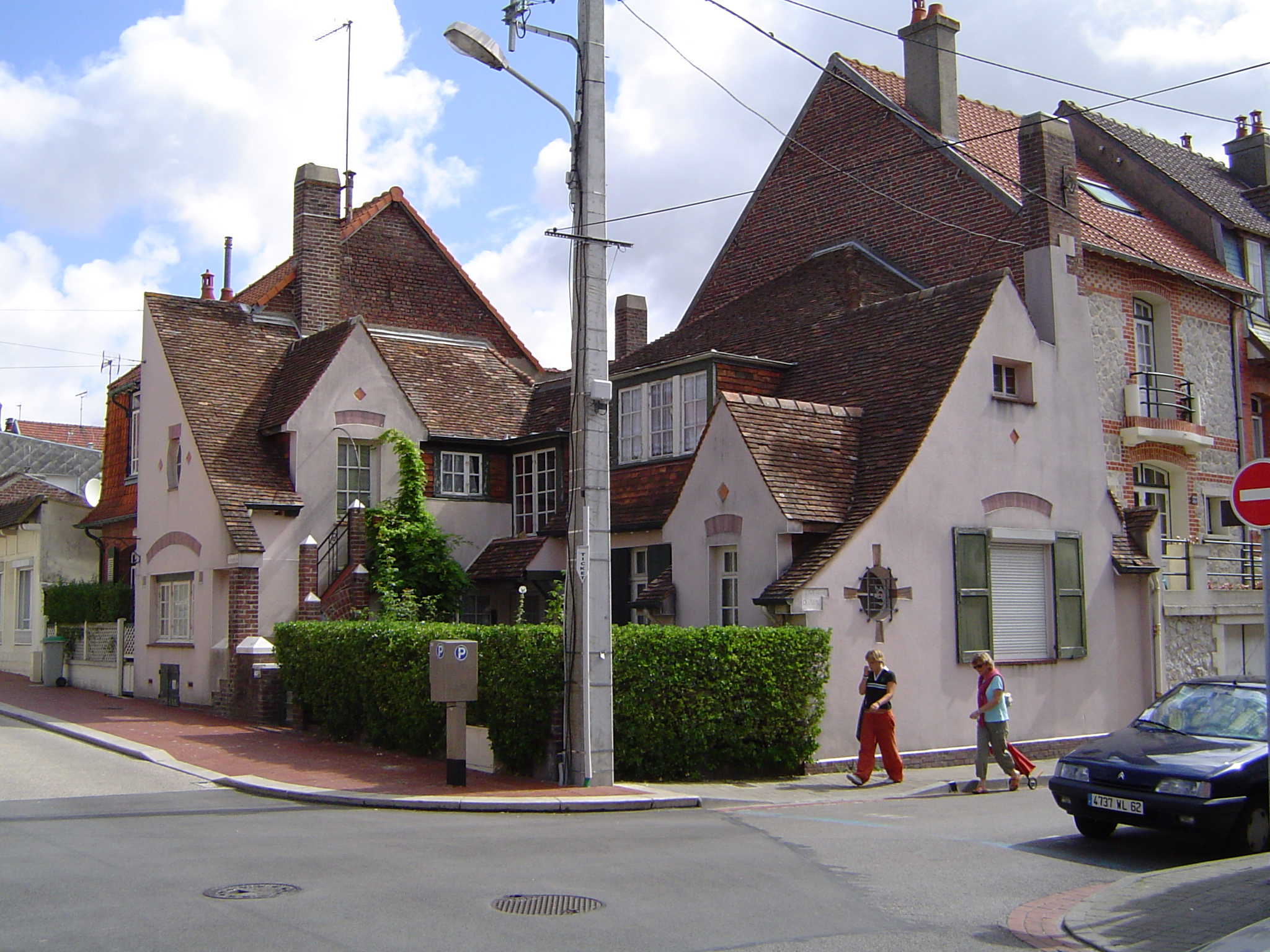
Villa Pomme d'Api.
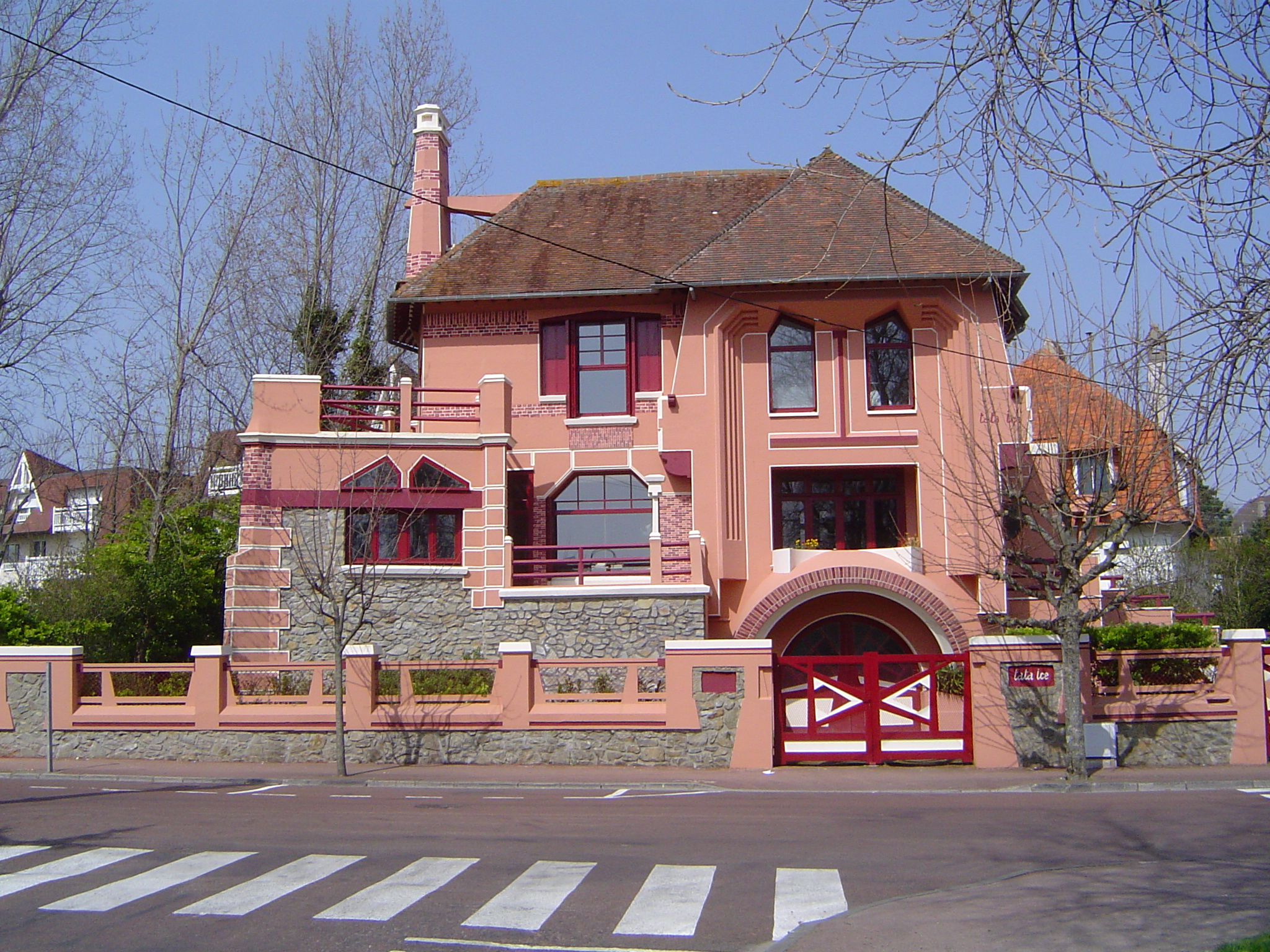
Villa Tata Ice.
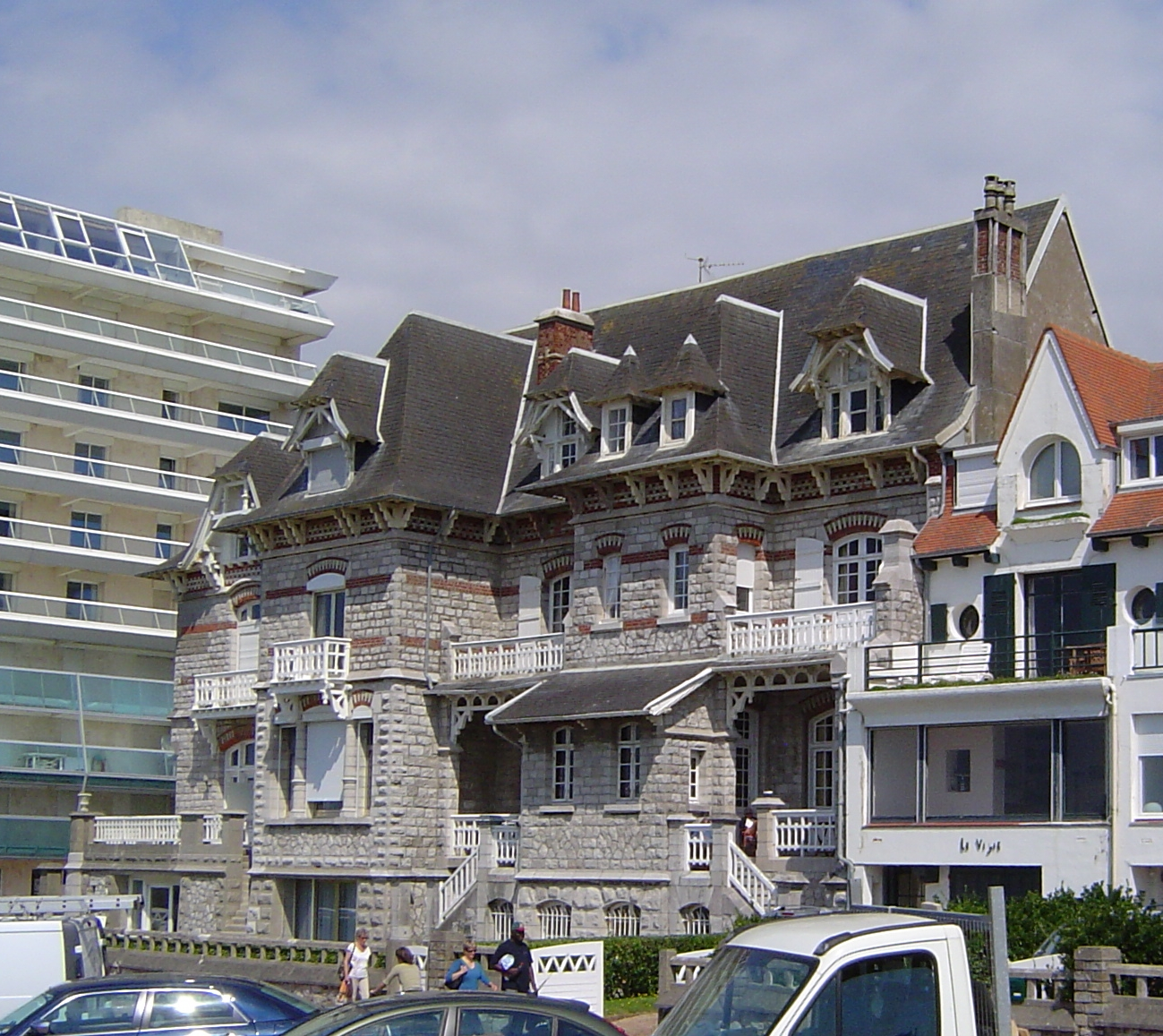
Villa Saint-Augustin, Thalassa, Phébus et Borée.
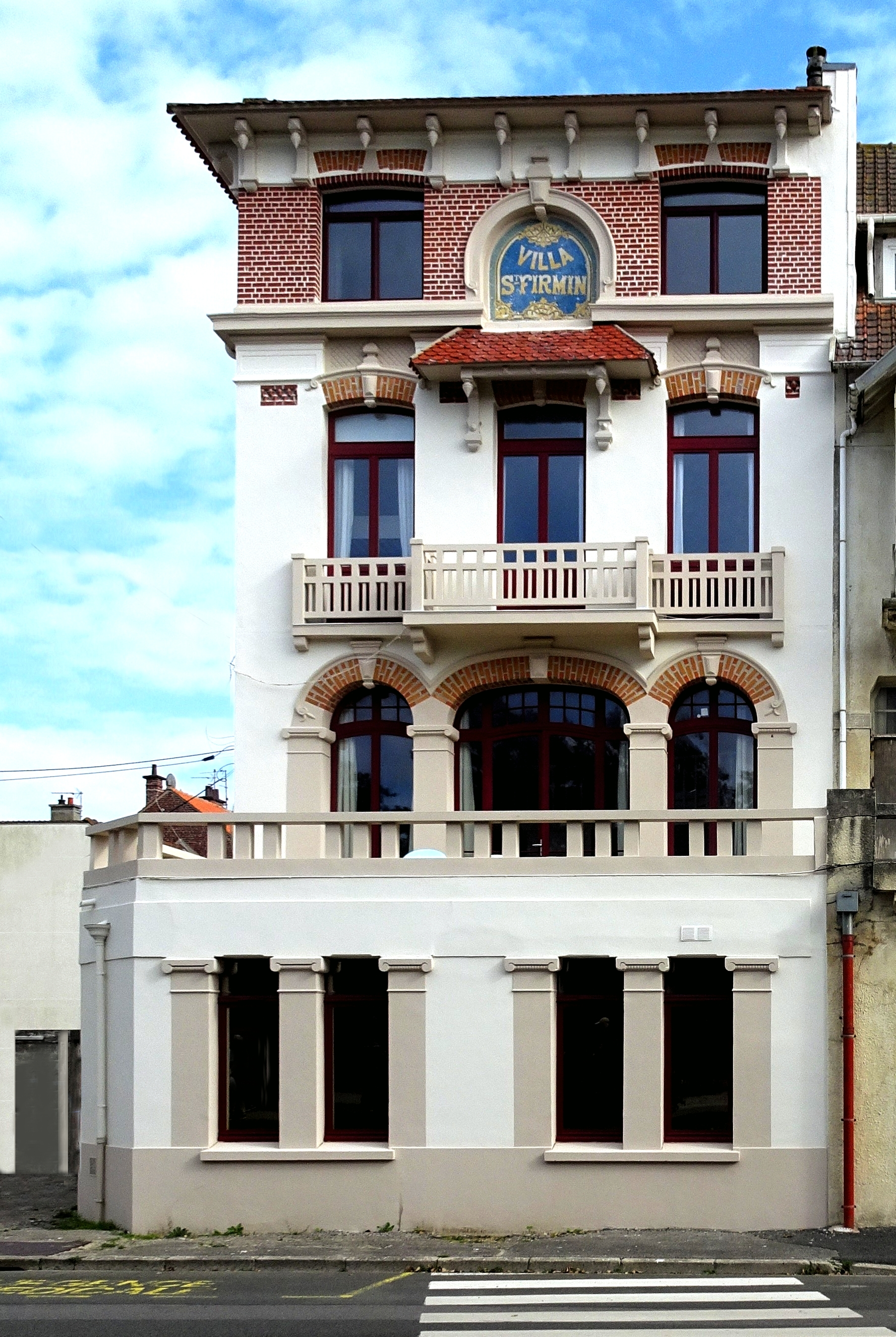
Villa Saint-Firmin.

Seize villas sont inscrites à l'inventaire des monuments historiques, dont Les Mutins et Pomme d'Api de l'architecte Louis Quételart, Tata Ice de l'architecte Horace Pouillet, la villa Wallonne, la Villa Saint-Augustin, Thalassa, Phébus et Borée, etc.

#### Autres monuments

##### Église Sainte-Jeanne-d'Arc
L'église Sainte-Jeanne-d'Arc a été construite en 1910 par l'entreprise Alfred Chouard sur les plans de l'architecte Lucien Viraut et ouverte au culte le 14 juillet 1911. Le patronyme de Jeanne d'Arc avait été proposé par de généreuses dames anglaises qui voulaient exprimer les regrets des catholiques anglais d'avoir brûlé la sainte française. Il convient de noter que cette église fut la première consacrée à Jeanne d'Arc en France. De nombreux fers forgés de Jean Lambert-Rucki sont conservés dans le chœur. Les vitraux sont, en partie, l'œuvre du maître-verrier parisien Jacques Le Chevallier. Cette église est recensée à l'inventaire général du patrimoine culturel.

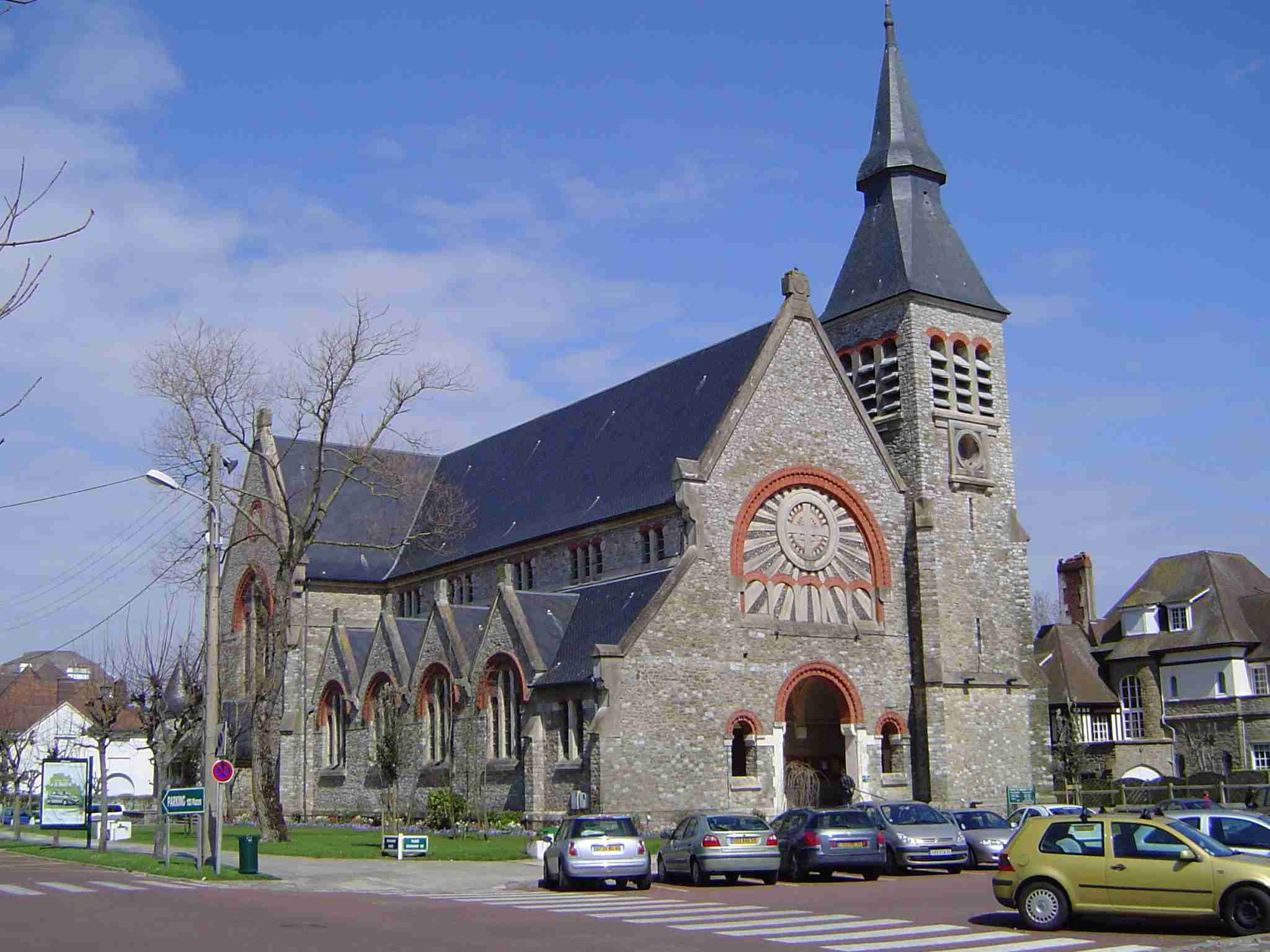
L'église Sainte-Jeanne-d'Arc.

##### Casino de la forêt / Palais de l'Europe
Le casino de la forêt a été construit en 1913, sur les plans des architectes Auguste Bluysen, pour le casino, et de Raoul Jourde, pour le restaurant du casino en 1926, en lieu et place du « château » qu'Alphonse Daloz s'était fait construire en 1864. Le casino connaît son heure de gloire durant les années folles. C'est alors l'une des plus importantes salles de jeux d'Europe, fréquentée par les célébrités du théâtre et du cinéma, de la haute société parisienne ainsi que de l'aristocratie anglaise : le Prince de Galles, futur Édouard VIII est souvent vu assis autour d'une table de baccara. Détruit en majeure partie lors de la Seconde Guerre mondiale, il fut reconstruit dans la forme que l'on voit aujourd'hui. Le Palais de l'Europe est aujourd'hui un centre international de congrès, mais il continue à accueillir un casino, le « Casino du Palais ». Ce bâtiment est recensé à l'inventaire général du patrimoine culturel.
Le 6 juillet 2018, lancement officiel des travaux du Palais des Congrès, par Madame le Maire, Lyliane Lussignol, par la société Spie Batignolles sous la direction de l'architecte Jean-Michel Wilmotte.

##### Aéroport
Le bâtiment de l'aéroport du Touquet-Paris-Plage a été construit en 1936 par l'entreprise Pentier. L'aérogare est le seul bâtiment public dont Louis Quételart fut l'architecte.

Cet aéroport fut en 1953, le troisième aéroport de France (en nombre de mouvements) derrière Paris (Orly, Le Bourget) et l'aéroport de Nice

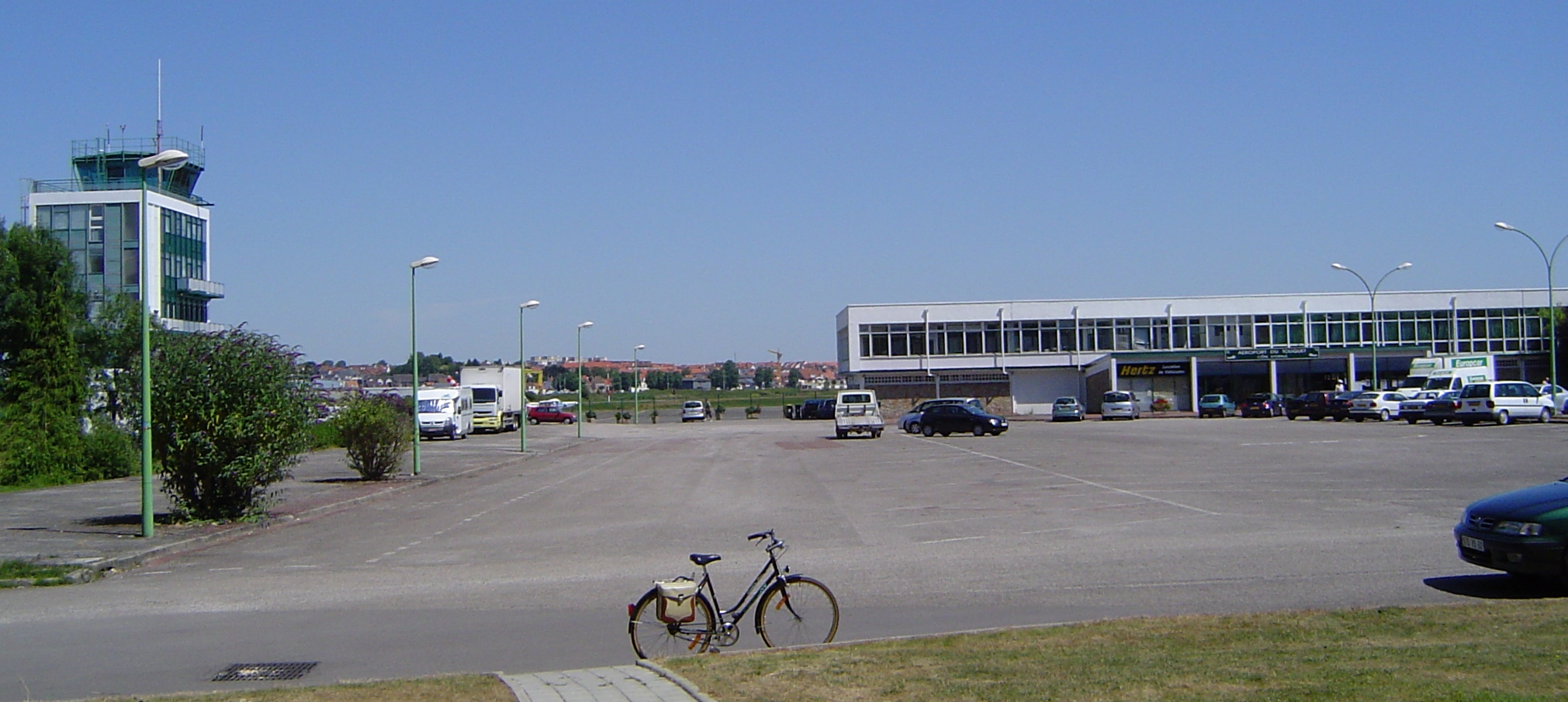
L'aéroport.

##### Lieux de mémoire
Le cimetière municipal du Touquet-Paris-Plage, ouvert en mars 1914, est situé en bordure de la baie de Canche, sur la rive gauche du fleuve, à l'angle sud-est du boulevard de la Canche et de l'avenue du Dix-huit juin (anciennement chemin des Hénons).
L'une des premières tombes du cimetière est celle de la jeune anglaise de vingt et un ans, « Barbie », dont la sépulture avec son ange de marbre, accueille encore les visiteurs aujourd'hui.
Le 23 avril 1922 est inauguré le monument aux morts.

### Gastronomie

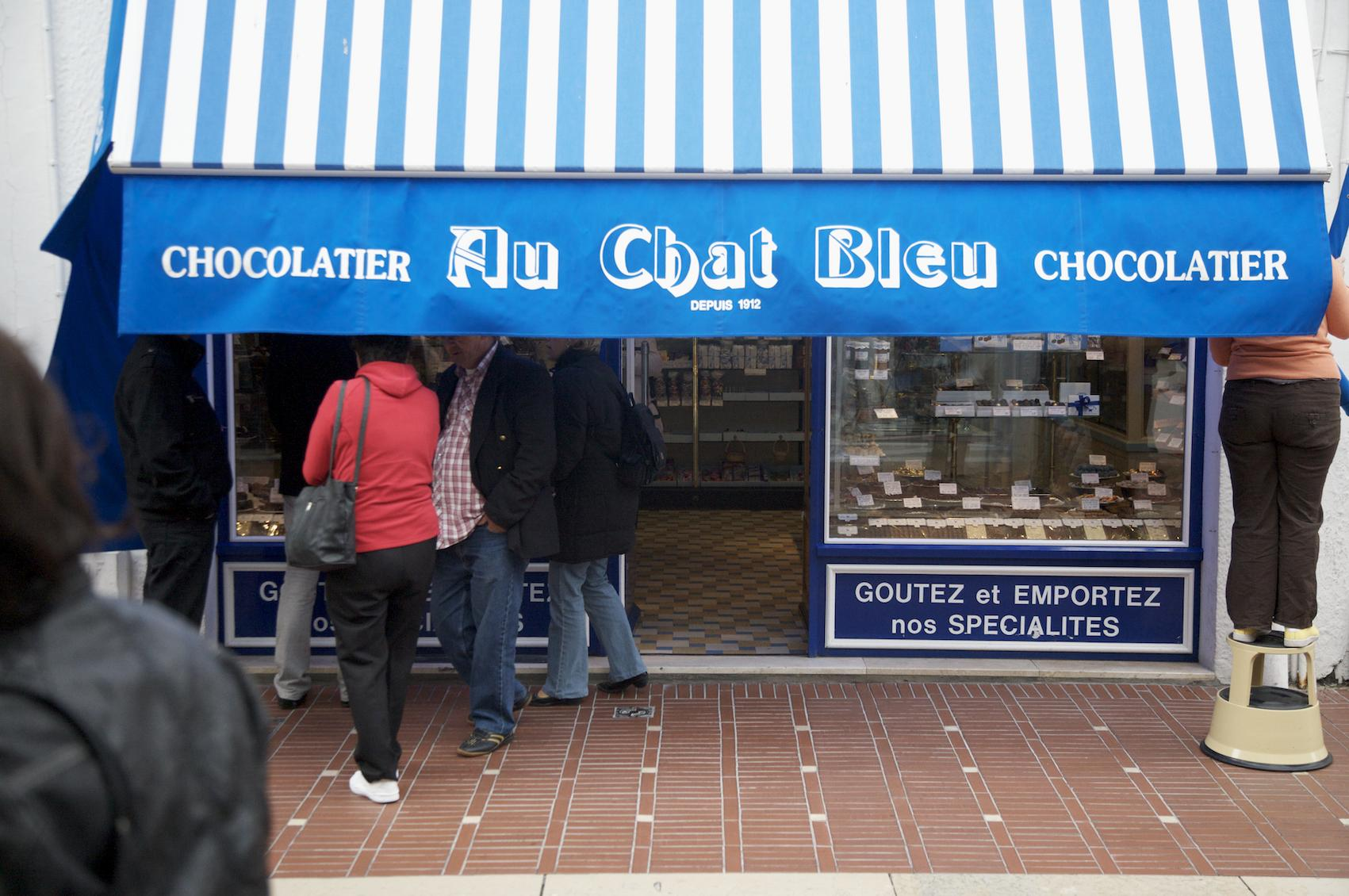
Devanture du commerce Au Chat Bleu.

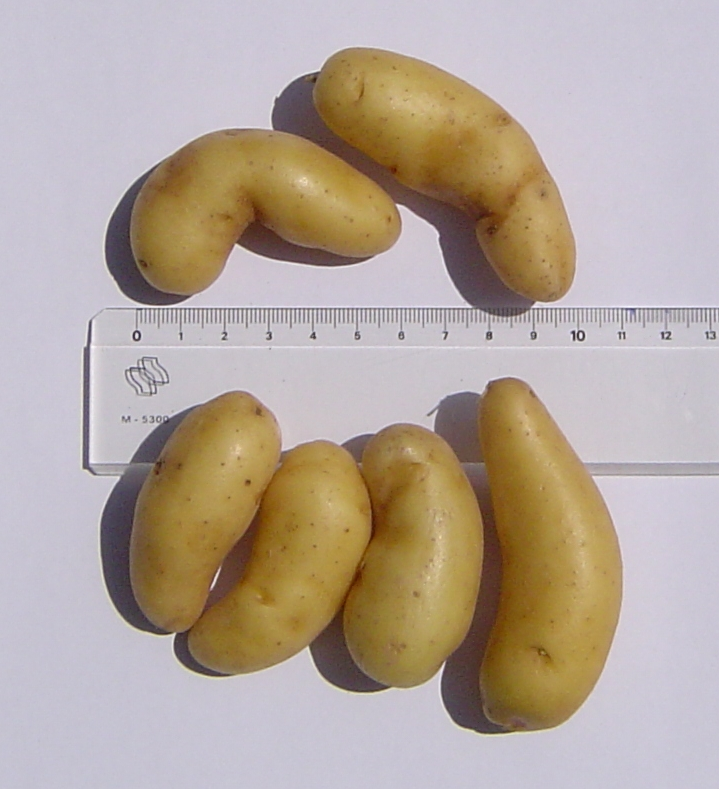
Rattes au Touquet-Paris-Plage.

Les confiseries de la boutique « Au Chat Bleu », installé à l'emplacement actuel depuis 1929, ouverte par les sœurs Rémy en 1912, rue de Paris, qui a déménagé ensuite au 41, rue Saint-Jean, sont une spécialité de la ville. Le magasin tient son nom des deux persans bleus, appartenant aux deux sœurs, qui attiraient beaucoup les enfants à l'époque. L'aménagement de la boutique est resté inchangé jusqu'en janvier 1997. Dans le même genre, les chocolats de Beussent sont également très réputés au Touquet et ses environs.[réf. souhaitée]
La « ratte du Touquet » est une marque commerciale qui s'applique à une production, cultivée exclusivement sur la Côte d'Opale et en Picardie, de pommes de terre de la variété ratte. Celle-ci, oblongue et noueuse, doit son nom à sa forme, semblable à celle d'une souris. Cette ancienne variété est tirée de l'oubli en 1962, par deux agriculteurs Jean-Marie Malmonte et André Hennuyez, elle devient la ratte du Touquet en 1986.
La ville est également connue pour sa fameuse soupe de poissons conçue dans les années 1960, à la poissonnerie Pérard située rue de Metz, consommée dans le monde entier et label rouge depuis début 2010,, ainsi que pour sa « Touquettoise », bière fermentée en bouteille.
En 2016, la fromagerie Sainte Godeleine de Wierre-Effroy crée par ailleurs le « petit Touquet », un fromage à pâte souple et à la croûte brossée à la bière blanche, enrobé de chapelure.
Flavio Cucco, venant de Monaco, transforme en restaurant une petite boîte de nuit, il propose des spaghettis et du foie gras. Rapidement, l'établissement s'agrandit et sa carte devient gastronomique. En 1968, le homard est proposé pour 32 Francs. C'est dans ce restaurant Flavio que Serge Gainsbourg fait ses débuts au piano.

### Patrimoine culturel

#### Société académique du Touquet-Paris-Plage
La Société académique du Touquet-Paris-Plage est créée le 9 juillet 1906 par Maurice Garet, fils de Léon Garet, qui propose à quelques amis de se réunir pour constituer une Société Académique, afin de rassembler et répertorier des archives locales et de veiller. Sa devise est « colligite ne peerant » (recueillez les souvenirs de peur qu'ils ne périssent) et son vice-président est Édouard Lévêque. Il n'est plus de jour aujourd'hui où la Société académique ne soit sollicitée pour communiquer, à travers des documents inédits, son savoir et sa mémoire.

#### Musée

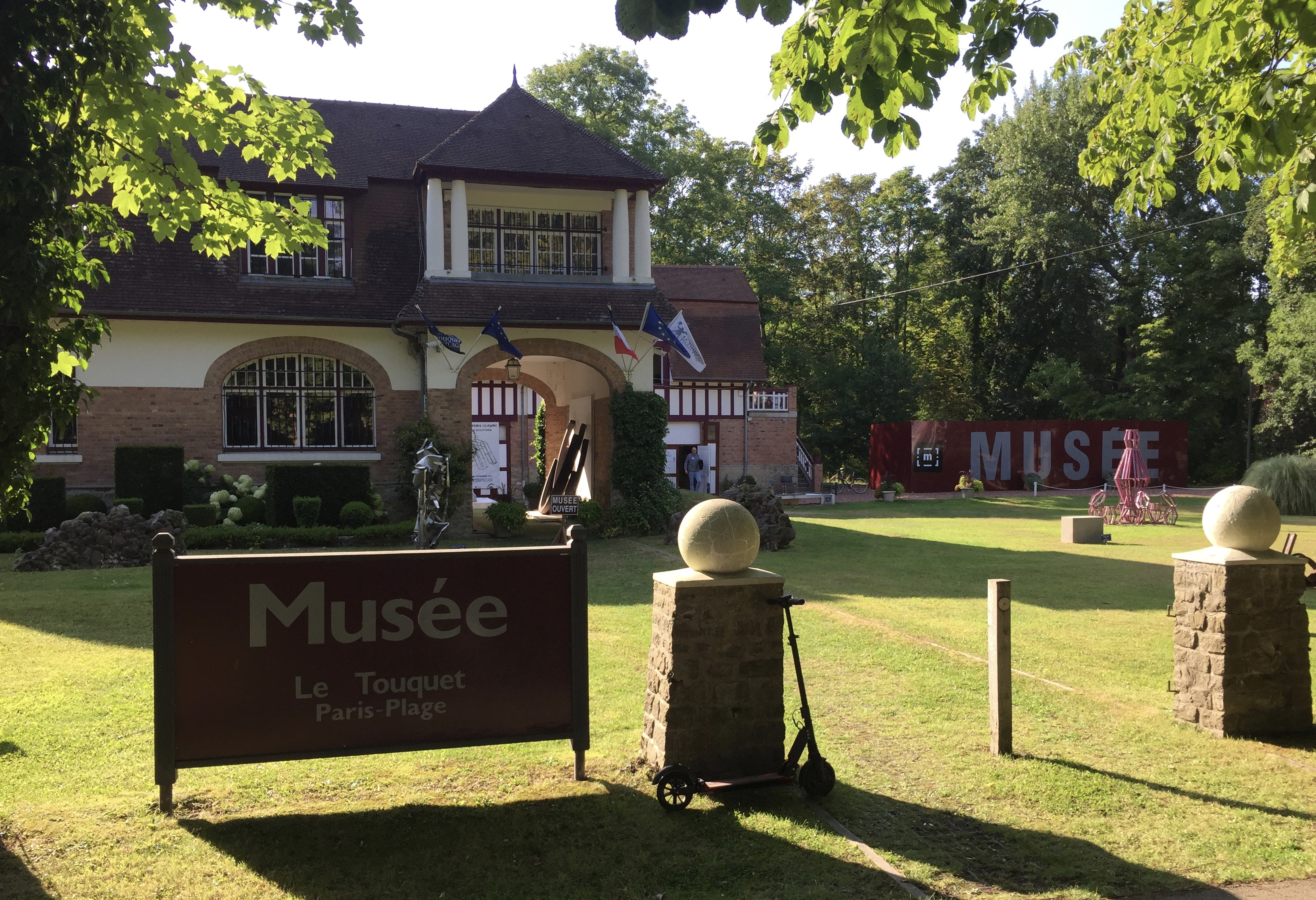
Le musée.

Le musée du Touquet-Paris-Plage - Édouard Champion est situé au cœur de la forêt, dans la villa Way-Side, villa typiquement touquettoise, construite en 1926 par l'architecte Henri-Léon Bloch. Même si 1990 est considéré comme la date d'installation du musée, c'est en 1989 que les deux premières salles du musée sont ouvertes. Ce sont, en effet, les garages de Way-Side qui sont transformés en salles d'exposition pour présenter les œuvres de l'école d'étaples transférées de l'Hôtel de ville. Il faut attendre 1991, et la fin des travaux, pour que le nouveau musée soit opérationnel.
Mais avant d'en arriver là, il faut rappeler qu'en 1932, Édouard Champion, éditeur d'art parisien, membre de la société académique du Touquet-Paris-Plage et conseiller municipal, offre sa collection d'œuvres d'artistes de l'école d'Étaples, pour fonder le musée des Beaux-Arts du touquet-Paris-Plage installé dans les salles du troisième étage de l'Hôtel de ville. Le rapide enrichissement sera stoppé par la mort, en 1938, du donateur devenu conservateur, et par la Seconde Guerre mondiale. Il faut attendre 1963, et la patiente opiniâtreté de Fernand Holuigue, le refondateur de la société académique, pour que le public puisse de nouveau visiter les salles du troisième étage. Par sa culture et sa grande connaissance de l'histoire locale, ce nouveau conservateur va surtout étudier la collection, ce qui permettra l'obtention du label de l'État très convoité : Musée classé et contrôlé. Sa mort, en juillet 1987, replonge le musée dans une période d'incertitude jusqu'au déménagement de 1989. Jean Couppé, secrétaire perpétuel de la société académique du Touquet-Paris-Plage, va s'employer avec bonheur à enrichir les collections et à faire du musée un lieu d'accueil et d'exposition pour les artistes contemporains du Nord-Pas-de-Calais. À son départ à la retraite en 1994, son adjoint depuis 1991, Patrice Deparpe, le remplace, devenant également secrétaire perpétuel de la société académique, perpétuant ainsi les liens entre la société et le musée.
Le musée propose des collections permanentes selon un double parcours : la découverte des peintres de l'école d'Étaples (fin XIXe siècle principalement) avec des toiles de Henri Le Sidaner, Eugène Chigot... et un aperçu des œuvres picturales du XXe siècle avec des toiles de Vasarely, Olivier Debré, Dubuffet, etc. En outre chaque année a lieu une exposition temporaire, généralement durant la saison d'été. Labellisé « Musée de France » en 2003, il obtient la seizième place au classement national des musées de France organisé par Le Journal des Arts.
En 2005, le musée a célébré Jean Dubuffet (1901-1985), en effet, le vingtième anniversaire de sa disparition a permis de rappeler qu'il est inhumé à Tubersent, près d'Étaples, ville natale de son épouse, appelée « Lili », Émilie Carlu, née le 23 novembre 1902 à Tubersent et morte en 1988 à Cucq et, qu'a proximité immédiate du musée, il s'était fait construire une villa-atelier Le Mirivis. Déjà en 1995, le musée avait exposé l'Œuvre Gravée et les œuvres du Pas-de-Calais de Jean Dubuffet, désirant faire prendre conscience aux touquettois de l'importance de l'artiste qui avait choisi leur ville pour, disait-il, étudier la langue ch'timi et la philosophie du soleil dans l'œul.

#### Pôle culturel et éducatif

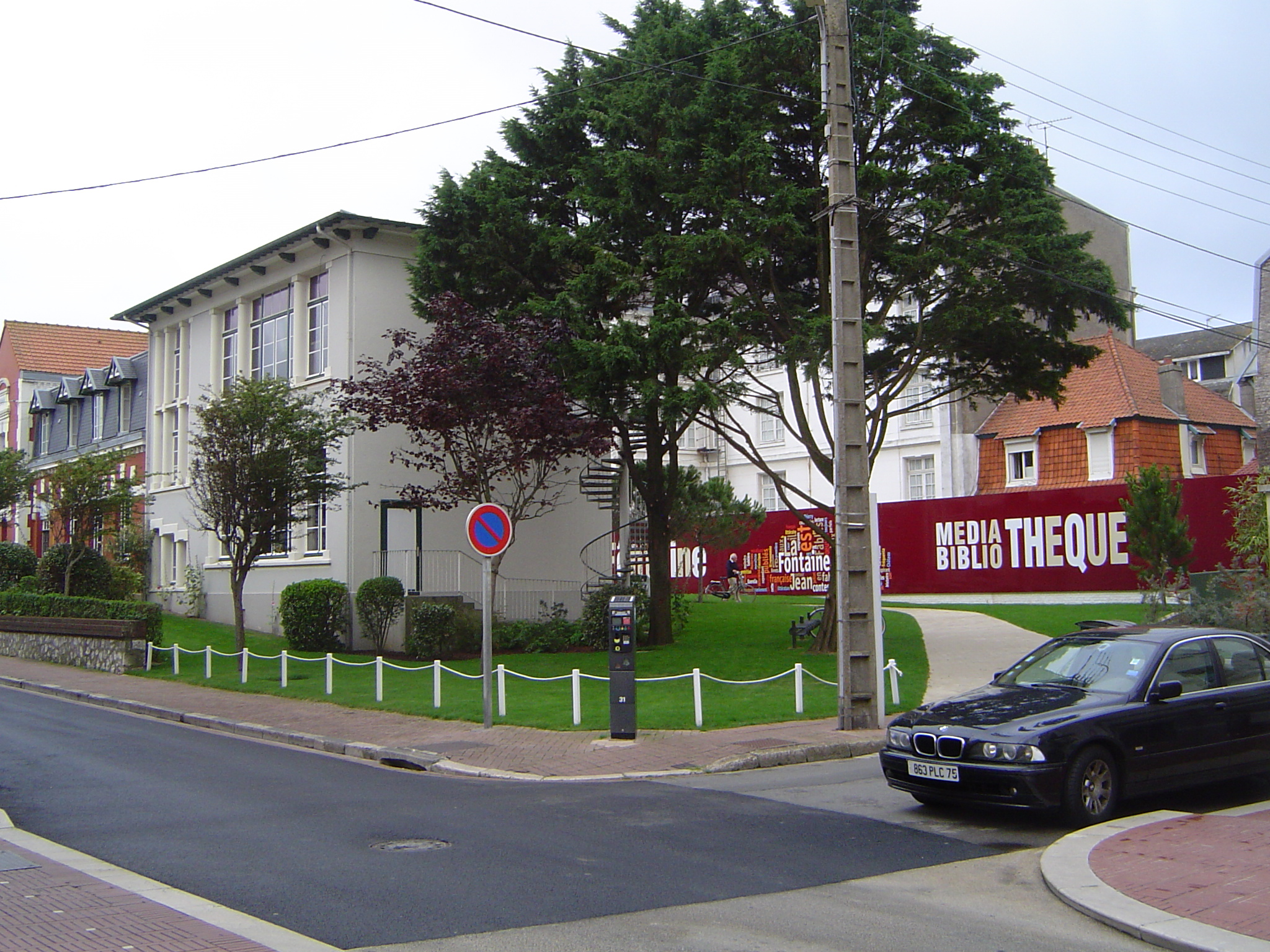
Le pôle culturel et éducatif.

Depuis mi-2011, la bibliothèque communale, créée en 1928, a quitté les locaux de la mairie, et avec la médiathèque, elles ont été regroupées dans le bâtiment de l'ancienne école Jean-de-La-Fontaine, rue de Londres. Ce nouveau pôle culturel propose 30 000 ouvrages. Jean de La Fontaine reste également toujours présent avec des calligrammes au mur qui reprennent ses fables, et à l'extérieur, un grand panneau reprenant des mots évoquant sa biographie. En avril 2025, en hommage à Milan Kundera, la commune a inauguré un espace à son nom dans la médiathèque.

#### Le Touquet-Paris-Plage et les arts

##### Chanson
Serge Gainsbourg réalise au début des années 1980, sur la plage du Touquet-Paris-Plage, le clip de Morgane de toi, la chanson de Renaud.

##### Cinéma et télévision
De nombreuses scènes de films ont été tournées au Touquet :
- 1923 : Le marchand de plaisirs, film joué et réalisé par Jaque-Catelain, supervisé par Marcel L'Herbier[218].
- 1932 : Occupe-toi d'Amélie, film réalisé par Marguerite Viel et Richard Weisbach. Scènes tournées à la piscine marine.
- 1951 : Une histoire d'amour, film réalisé par Guy Lefranc[219],[220].
- 1958 : Ascenseur pour l'échafaud, film réalisé par Louis Malle[e 37].
- 1963 : Pas si folles les guêpes !, film réalisé par Jacqueline Audry, entièrement tourné au Touquet-Paris-Plage, première mondiale au cinéma « Djinn », dans la même ville, le 29 septembre 1961 : scènes tournées, entre autres, à la villa « l'Angle » angle nord-est de l'avenue de Deauville et de l'avenue des Ombrages[221].
- 1964 : French Dressing, film réalisé par Ken Russell[219],[222].
- 1965 : La Communale, film réalisé par Jean L'Hôte : scènes tournées sur la plage[221].
- 1966 : Les Globe-trotters, série télévisée française réalisée par Claude Boissol : avec Yves Rénier[221].
- 1967 : Love Story, série télévisée américaine diffusée sur NBC : scènes tournées, pour l'épisode La Musica, sur la digue avec Vanessa Redgrave et Michael Craig[221].
- 1968 : La Nuit du lendemain, film réalisé par Hubert Cornfield et Richard Boone avec Marlon Brando, scènes tournées dans les installations de la compagnie du gaz, proche du phare, et dans les dunes[223].
- 1971 : Juste avant la nuit, film réalisé par Claude Chabrol : scènes tournées sur l'ancienne route en corniche et dans une ancienne villa située à l'angle nord-est de l'avenue de Quentovic et du boulevard Thierry-Sabine[219],[224].
- 1982 : Ma femme s'appelle reviens, film réalisé par Patrice Leconte, une scène sur le boulevard de la Mer[220].
- 1984 : Le Loufiat, mini-série télévisée réalisée par Michel Boisrond : scènes tournées avec Florent Pagny à l'hôtel Westminster[221].
- 1984 : Dernier Banco, téléfilm réalisé par Claude de Givray : scènes tournées à la piscine du tennis et au casino de la forêt[221].
- 1984 : Emportez-la avec vous (téléfilm) réalisé par Jean Sagols, avec Jean-Marc Thibault : scènes tournées sur l'ancienne route en corniche[221].
- 1987 : Sous le soleil de Satan, film réalisé par Maurice Pialat : scènes avec Gérard Depardieu tournées au Touquet-Paris-Plage.
- 1988 : La vie est un long fleuve tranquille, film réalisé par Étienne Chatiliez : scènes tournées dans les dunes du Touquet-Paris-Plage.
- 2002 : Embrassez qui vous voudrez, film réalisé par Michel Blanc, tourné en juillet 2001[219],[220].
- 2002 : Quelqu'un de bien, film réalisé par Patrick Timsit, scènes tournées au Novotel[220].
- 2004 : Mensonges et trahisons et plus si affinités..., film réalisé par Laurent Tirard. La scène du déjeuner sur la plage a été tournée au Touquet-Paris-Plage devant les dunes et non pas à Deauville où est censée se passer la scène selon l'intrigue.
- 2005 : Dritte Halbzeit, documentaire allemand réalisé par Béatrix Schwehm[219].
- 2008 : Un souvenir, téléfilm réalisé par Jacques Renard[219].
- 2010 : Copacabana, film réalisé par Marc Fitoussi[219].
- 2023 : Un homme heureux, film réalisé et tourné en 2021 à Montreuil-sur-Mer, Rang-du-Fliers et Berck, par Tristan Séguéla, acteurs principaux Fabrice Luchini, Catherine Frot et Philippe Katerine, sorti en février 2023[225],[226],[e 38].
- 2023 : En fanfare, film réalisé par Emmanuel Courcol, avec Benjamin Lavernhe, Pierre Lottin et Sarah Suco, scènes tournées au collège Maxence-Van-der-Meersch[227].

L'émission télévisée Intervilles s'est déroulée au Touquet-Paris-Plage le 3 juillet 2006, Le Touquet-Paris-Plage gagne 15/11 contre Saint-Quentin. Trois épisodes de la série télévisée Un gars, une fille ont été tournés dans l'établissement de thalassothérapie.

###### Cinémas au Touquet-Paris-Plage
Depuis sa création, en 1912, la commune a disposé de plusieurs salles de cinéma : au casino de la forêt, place de l'Hermitage avec une salle de 350 places et au casino de la Plage, rue Saint-Louis, avec une salle de 600 places, ces deux cinémas étaient ouverts à Pâques, Pentecôte et durant la saison d'été ; le « Kursaal », no 21 rue de Bruxelles, cinéma muet, et le « Moulin Rouge », no 70 rue de Metz, cinéma parlant, et disposant de 380 places, et qui, après la Seconde Guerre mondiale, deviendra la propriété de M. Chanove et prendra le nom de « Djinn » ; Le « Normandy », construit en 1928 par l'entreprise Pentier frères sur les plans de l'architecte Louis Quételart, situé au no 26 rue Saint-Jean et disposant d'une salle de 500 places qui deviendra le « Sélect » dans les années 1950, et enfin le « Rex », rue Saint-Jean et disposant de 220 places, tous ces cinémas sont aujourd'hui fermés, néanmoins, il y a encore un cinéma, qui a ouvert en 1986, « Les 3 As », au no 45 rue de Londres et qui dispose de cinq salles,,.

##### Littérature
Édouard Herriot, après un séjour au Touquet-Paris-Plage, prononce un discours à Boulogne-sur-Mer le 17 août 1924 dans lequel est employée pour la première fois l'expression « français moyen ».
Philippe Hériat écrit son roman L'innocent dans la villa Prébois (rebaptisée aujourd'hui Le Canter), roman pour lequel il reçoit le prix Renaudot en 1931.
Yves Dartois remporte en 1936 le prix du roman d'aventures pour son roman Week-end au Touquet (éditions Le Masque).
Annie Degroote publie en septembre 2008, le roman Un palais dans les dunes dont l'action se déroule au Royal Picardy.
Maxence Van der Meersch achète, en 1949, une villa au Touquet-Paris-Plage, il l'appelle La Maison dans la dune, (rebaptisée Sandhill aujourd'hui), du nom de son premier ouvrage, elle est située à l'angle de l'avenue Maxence-Van-der-Meersch et de l'allée des Chèvrefeuilles. Soigné par le docteur Pierre Ferrier, il finit par mourir de la tuberculose dans cette villa le 14 janvier 1951. Le Touquet-Paris-Plage lui rend hommage en donnant son nom au collège de la ville.
Le journaliste Bertrand Révillion publie en 2016 le roman Les Heures Claires - Dis, Grand Pa, tu y crois au Bon Dieu ? qui évoque des souvenirs du Touquet.
Chaque année en novembre a lieu le Salon du livre du Touquet-Paris-Plage durant lequel est décerné le Grand Prix de la Biographie politique.

##### Philatélie
Le 1er septembre 1962 a été émis un timbre postal représentant la plage du Touquet-Paris-Plage, d'une valeur de 1,00 franc.
Ce timbre, bistre, vert et bleu a été dessiné et gravé par Jean Pheulpin. Il a été émis à 193 700 000 exemplaires dont les premiers 500 000 ont bénéficié d'une gomme aromatisée au menthol. Il est retiré de la vente le 31 décembre 1967. Un « prêt à poster » sorti en 1997, reprend le motif du timbre.

### Personnalités liées à la commune
Outre les maires et architectes qui ont œuvré au Touquet-Paris-Plage, plusieurs personnalités sont liées à la commune :
- Alphonse Daloz (1800-1885), notaire, créateur en 1882 de la station balnéaire Paris-Plage.
- Hippolyte de Villemessant (1810-1879), directeur-fondateur du quotidien Le Figaro, ami de Jean-Baptiste Daloz et inventeur de l'appellation « Paris-Plage ».
- Alphonse Legendre (1816-1901) est le fondateur du Grand-Hôtel, le premier hôtel de Paris-Plage.
- Jacques Roberval (1830-1913) Premier garde de la plage et fondateur de la première agence de location.
- Léon Garet (1840-1912) premier vulgarisateur de Paris-Plage.
- John Whitley (1843-1922), industriel anglais à l'origine du développement de la station, puis de celle d'Hardelot-Plage.
- Allen Stoneham est un Britannique, originaire de Londres, il est secrétaire aux finances de la Commission du Commerce (en anglais, Board of Trade) très actif à la création de la station.
- Joseph-Louis Sanguet (1848-1921) est un ingénieur géomètre topographe, il fut ingénieur géomètre-topographe de John Whitley, de 1903 à 1911, Whitley lui a demandé de réaliser un plan en relief de tout le domaine du Touquet, Il dessine le lotissement de cette ville, pour toute la partie forêt, à l'est du boulevard Daloz.
- Ernest Legendre (1855-1914), publiciste et journaliste, créateur du journal "Paris-Plage" le 15 août 1886, un des principaux acteurs pour la dénomination "Paris-Plage", fils d'Alphonse Legendre (1816-1901), propriétaire du premier hôtel, en 1897, nommé "Le Grand Hôtel", à l'angle du boulevard du Docteur-Jules-Pouget (anciennement boulevard de la Mer) et de la rue Saint-Louis[238].
- Édouard Lévêque (1857-1937), peintre, participa à la création de la station, auteur de l'expression « Côte d'Opale » en 1911.
- Horace Hutchinson (1859-1932), golfeur amateur anglais et écrivain, lors de la création du golf de Paris-Plage, en 1904, il dessine le premier parcours, celui de « La Forêt ».
- Eugène Chigot (1860-1923) peintre français, propriétaire à Paris-Plage.
- Georges Feydeau (1862-1921) auteur dramatique, assidu de Paris-Plage vers fin la fin du XIXe siècle.
- Dranem (1869-1935), chanteur et fantaisiste, dont l'épouse Suzette Waroquiez, dite Suzette O'Nil, chanteuse et actrice française, était la fille des tenanciers de l'hôtel « La Potinière » en bordure de mer[e 34].
- Louise de Bettignies (1880-1918), a séjourné en septembre 1915, avec sa mère, villa Saint-Jean au Touquet-Paris-Plage, une plaque commémorative est apposée à l'angle nord-est de la rue Saint-Jean et du boulevard du Docteur-Jules-Pouget (anciennement boulevard de la Mer)[i 28].
- Édouard Champion (1882-1938) est un éditeur-libraire et écrivain français installé à Paris. Il est aussi impliqué dans l'histoire du Touquet-Paris-Plage, et plus particulièrement de son musée.
- Albert Mayaud (1897-1987) est un nageur et un joueur de water-polo français engagé dans la Résistance intérieure française en 1942. Il créa, en 1931, le premier club de plage, « Les Oiseaux de Mer » au Touquet-Paris-Plage, il était également maître-nageur à la piscine du Touquet-Paris-Plage. Il est champion de France de natation en bassin de 50 m du 1 000 m nage libre en 1916 et champion de France de natation de grand fond nage libre en 1919. Il devient champion olympique de water-polo aux Jeux olympiques d'été de 1924 à Paris.
- Fred Mayor (1865-1916), peintre anglais qui passe ses étés dans la station et en réalise des tableaux.
- Robert Rodrigue (1900-1982) est un peintre et affichiste français dont les parents étaient marchand de cycles et armurier au 65, rue de Metz début 1900 jusqu'à la Seconde Guerre mondiale. Il réalise quelques affiches pour la station, comme celle de Noël 1935.
- Jean Dubuffet (1901-1985) est un peintre, sculpteur et plasticien français; son épouse, Émilie Carlu, est née le 23 novembre 1902 à Tubersent. En 2005, le musée a célébré Jean Dubuffet (1901-1985), en effet, le vingtième anniversaire de sa disparition a permis de rappeler qu'il est inhumé à Tubersent. À proximité immédiate du musée, il s'était fait construire une villa-atelier Le Mirivis, allée des Chevreuils.
- Maxence Van der Meersch (1907-1951), mort au Touquet, écrivain.
- Jacques Noyer (1927-2020), né et mort au Touquet, curé de la paroisse Sainte-Jeanne-d'Arc du Touquet de 1976 à 1987, évêque émérite du diocèse d'Amiens.
- Serge Gainsbourg (1928-1991), auteur-compositeur-interprète, écrivain, acteur et cinéaste, qui fréquentait le restaurant Flavio du Touquet entre 1954 et 1961, où il a notamment écrit Le Poinçonneur des Lilas[f 10]. Son piano d'origine est toujours visible dans le restaurant et il est régulièrement utilisé pour des soirées à thème.
- Jacques Delcourt (1928-2011), né au Touquet-Paris-Plage, karatéka français[239], il est surtout connu pour avoir fondé et présidé la Fédération française de karaté et disciplines associées le 19 mars 1975. Il a été le premier président de la Fédération européenne de karaté et de la Fédération mondiale de karaté pendant de longues années.
- Philippe Noiret (1930-2006) acteur français, amateur de sport équestre, il venait, avec son épouse Monique Chaumette, passer régulièrement des vacances au Touquet-Paris-Plage.
- Christian Ferras (1933-1982), violoniste, né au Touquet où ses parents ont tenu deux hôtels.
- Philippe Vasseur (1943-), né au Touquet, homme politique et ministre de l'Agriculture de 1995 à 1997.
- José Barbara (1944-2017), pilote de rallye, mort au Touquet, huit fois vainqueur du rallye du Touquet.
- Sébastien Cauet (1972-), humoriste, animateur de radio et de télévision, réside au Touquet[240].
- Emmanuel Macron (1977-), homme politique, ancien haut fonctionnaire et banquier d'affaires, président de la République française depuis mai 2017, propriétaire avec sa femme de la Villa Monéjan avenue Saint-Jean dans laquelle il se rend régulièrement[241].
- Camille Hardouin (1986-), musicienne et illustratrice.

### Héraldique, devise, emblème, appellations

#### Armoiries
Les armoiries et la devise ont été composées en 1894 par Robert de Guyencourt, héraldiste, à la demande d'Henry du Parc, conseiller municipal, sur les indications d'Édouard Lévêque. Elles ont été adoptées par le conseil municipal, le 27 mai 1912,.

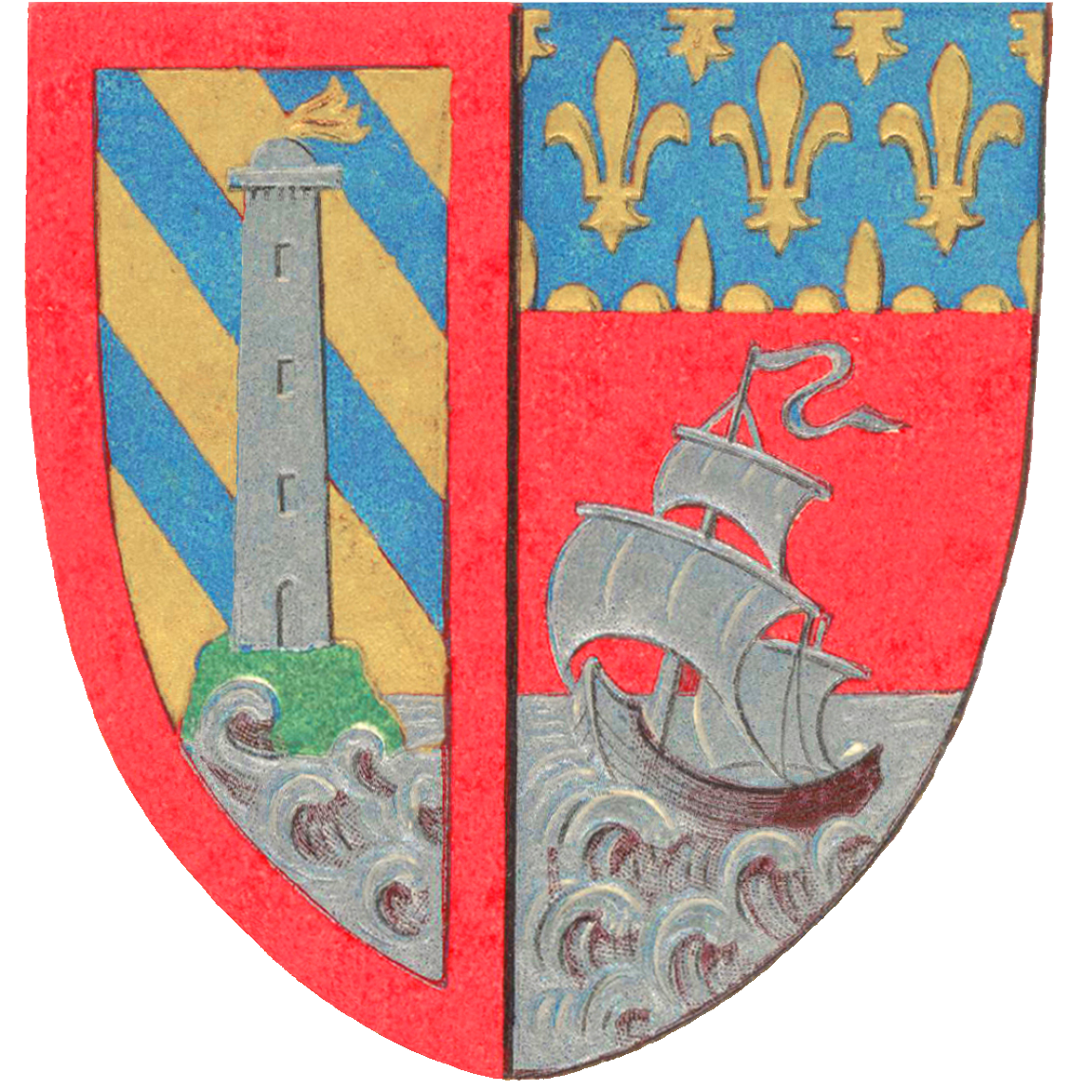
Blason du Touquet-Paris-Plage.

| Blason de Le Touquet-Paris-Plage | Blason  | Parti : au 1) d'or à trois bandes d'azur, à la bordure de gueules qui est Ponthieu, au phare d'argent enflammé d'or, posé sur une dune de sinople émergeant d'une mer d'argent et brochant sur le tout ; au 2) de gueules à la galère d'argent voguant sur une mer d'argent, au chef de France, qui est la ville de Paris. Ornements extérieursDauphins renversés. Couronne formée de mâts et de voiles avec des proues émergeant du bandeau. Devise / CriFiat lux, fiat urbs « Que la lumière soit, que la ville soit »' |
| Blason de Le Touquet-Paris-Plage | Détails | Le premier du parti est aux armes du Ponthieu et le phare évoque l'importance historique qu'eurent les premiers phares à la genèse de la ville. Le second du parti reprend les armes de la ville de Paris, allusion à l'ajout de « Paris-Plage », créé en 1882, au nom d'origine du lieu, en 1912. Création de Robert de Guyencourt adoptée le 27 mai 1912 et confirmée le 10 décembre 1919. |

#### Devise
La devise de la commune est Fiat lux, fiat urbs où la lumière (lux) représente les deux phares qui furent construits dès l'origine de la ville (urbs).

#### Emblème

Le caddy de dos, emblème du Touquet-Paris-Plage.

L'emblème de la commune date de 1925. Édouard-Abel Courchinoux dessine une affiche représentant un jeune petit caddy qui vante les mérites de la station. Les murs de Paris se couvrent alors de 45 000 affiches pour promouvoir la station. Aujourd'hui, on le retrouve collé à l'arrière de nombreuses voitures de la région, montrant que leurs conducteurs fréquentent la station.

#### Appellations

Les quatre saisons symbolisées sur l'ancien logo du Touquet-Paris-Plage.

- « Arcachon du Nord » : en octobre 1874, Hippolyte de Villemessant est invité par son ami Alphonse Daloz à une partie de chasse dans son domaine du Touquet. Émerveillé par le décor qu'il qualifie d'« Arcachon du Nord », il donne l'idée au propriétaire de lotir une partie de son domaine, d'en faire une station balnéaire et de lui donner le nom de « Paris-Plage ». C'est ainsi qu'en 1882, Alphonse Daloz crée le premier lotissement, aujourd'hui à l'ouest du boulevard Daloz. De retour à Paris, il écrit dans Le Figaro : :« À quatre kilomètres d'Étaples et à l'embouchure de la Canche, abritée par une forêt de sapins de 1 000 hectares, se trouve une plage plus belle que Trouville. Si Dieu me prête vie, je veux faire de ce pays un Arcachon du Nord. Avant peu Le Touquet sera le rendez-vous favori de nos baigneurs parisiens et j'aurai résolu d'une façon pratique le fameux problème Paris-Plage ».
- « Ostende Français » : cette appellation figure, au côté de « Arcachon du Nord », sur l'en-tête du journal L'Écho de Paris-Plage (propriété de Paul Ridoux). Elle apparaît sur les trois numéros parus, en août 1906, 1907 et 1908[243],[Note 28].
- « Perle de la Côte d'Opale » : le peintre Édouard Lévêque, qui avait participé à la création de la station, avait inventé en 1911[f 13] l'expression « Côte d'Opale » et, évoqué, à ce propos, un collier de « perles » concernant l'ensemble des stations du Crotoy à Hardelot. Le Touquet-Paris-Plage reçoit l'appellation d'unique « Perle de la Côte d'Opale », en 1925, dans un article du magazine Les Échos Mondains, rapportant les propos d'André de Fouquières[Note 29],[f 14].
- « Jardin de la Manche » : l'expression est due au romancier Maurice Verne qui publie en 1927 son roman Au Jardin de la Manche. Il écrit, page 99 : « Comme deux épis creux, voici la baie de l'Authie et Berck, la baie de la Manche et le Touquet, qui est d'ici exactement le jardin de la Manche, un bouquet sur le sable au bord de la vague ourlée... »
- « Jardin de la Manche » et « Arcachon du Nord » : au début du XXe siècle, à la naissance du tourisme en France, les destinations alors inconnues font l'objet de campagnes publicitaires sur de grandes affiches dans les gares. Compte tenu du double attrait de la mer et de la forêt, Le Touquet devient ainsi le « Jardin de la Manche » et l'« Arcachon du Nord »[f 15],[f 16].
- « Paradis des sports » : en 1932, la ville fait apposer 630 panneaux sur les principales routes de France, depuis la Côte d'Azur jusqu'au Touquet, en passant par les châteaux de la Loire. Sur chaque panneau, on peut lire « Vous êtes sur la route du Touquet, le Paradis des Sports »[f 7].
- « Station des quatre saisons » : depuis les années 1980, la municipalité s'efforce d'organiser des événements et manifestations tout au long de l'année, ce qui fait du Touquet-Paris-Plage, la « station des quatre saisons », appellation que l'on a retrouvée, de façon figurative, dans l'ancien logo de la commune.

#### Protection des appellations de la commune
Le 8 août 2002, la ville de Paris dépose les marques paRiS -pLAGe. La ville du Touquet-Paris-Plage dépose alors le 4 juillet 2003 la marque Le Touquet-Paris-Plage La station européenne des quatre saisons puis les marques Le TOUQUET Paris-Plage et LE TOUQUET PARIS-PLAGE LA STATION DES QUATRE SAISONS le 7 juillet 2003, puis dépose le 10 juillet la marque PARIS-PLAGE. Le 5 août 2003, la ville de Paris dépose alors la marque paRis-plAge, marque qui sera étendue le 13 octobre 2006.
D'après une note interne datée du 26 juillet 2006 confirmée officiellement le 16 octobre 2006,, la ville de Paris a assigné la commune du Touquet-Paris-Plage devant le tribunal de grande instance de Paris, l'accusant de porter atteinte « à la notoriété de la marque et de l'événement Paris-Plage organisé par la ville ». Elle réclamait deux fois la somme de 100 000 euros de dommages-intérêts en raison « du préjudice subi ». En 2008, la mairie de Paris négocie avec celle du Touquet et rebaptise sa manifestation « Paris Plages ».
Depuis, la ville du Touquet-Paris-Plage a déposé le 16 juin 2010 les marques Le Touquet Paris-Plage où le dessin du golfeur surmonte le texte ou bien est placé au centre du texte puis le 15 juin 2011 la marque Un siècle de lumières Le Touquet Paris-Plage 1912 2012 ainsi que la marque LE TOUQUET PARIS-PLAGE où le dessin du golfeur est placé à gauche du texte ou au-dessus.

## Pour approfondir

#### Bases de données, dictionnaires et encyclopédies
- Ressources relatives à la géographie :   - Insee (communes)
  - Ldh/EHESS/Cassini
- Ressource relative à plusieurs domaines :   - Annuaire du service public français
- Ressource relative à la musique :   - MusicBrainz
- Notice dans un dictionnaire ou une encyclopédie généraliste :   - Britannica
- Notices d'autorité :   - VIAF
  - BnF (données)
  - IdRef
  - LCCN
  - GND
  - Israël